# New York Yankees
Los New York Yankees (en español, Yanquis de Nueva York) son un equipo profesional de béisbol de los Estados Unidos con sede en la ciudad de Nueva York. Compiten en la División Este de la Liga Americana (AL) de las Grandes Ligas de Béisbol (MLB) y disputan sus partidos como locales en el Yankee Stadium, ubicado en el barrio de El Bronx.
Comenzaron a jugar en la temporada 1901 como los Baltimore Orioles, pues se encontraban en Baltimore (Maryland), hasta que en 1903 los políticos Frank Farrell y William Devery compraron la franquicia y la trasladaron a la isla neoyorquina de Manhattan, por lo que se cambió el nombre a New York Highlanders. En 1913, tras el traslado del Hilltop Park al Polo Grounds, se les empezó a llamar New York Yankees, ya que la anterior denominación era difícil de incluir en los titulares de periódico. En 1923 se mudaron al antiguo Yankee Stadium, donde sirvieron como locales hasta 2008, con la excepción de 1974 y 1975, cuando jugaron en el Shea Stadium debido a que se le hicieron trabajos de remodelación.
El equipo es propiedad de Yankee Global Enterprises, una sociedad de responsabilidad limitada controlada por la familia del fallecido dueño George Steinbrenner, quien lo compró en 1973. A su vez, son la franquicia más laureada en la historia del deporte profesional estadounidense, con un total de veintisiete títulos de la Serie Mundial, cuarenta banderines de la Liga Americana y veintiuno de la División Este. De igual manera, cuarenta y cuatro jugadores han sido incluidos en el Salón de la Fama del Béisbol, entre ellos Babe Ruth, Lou Gehrig, Joe DiMaggio, Mickey Mantle, Yogi Berra, Whitey Ford, Mariano Rivera y Derek Jeter. En relación con los mánagers, los cuatro con más victorias son Joe McCarthy, Joe Torre, Casey Stengel y Miller Huggins, respectivamente. Por otro lado, los logotipos tanto de la gorra como de la camiseta son las letras «NY» entrelazadas, a la par que el uniforme de local es de color blanco con rayas y el de visitante es gris con «NEW YORK» inscrito en el pecho en azul oscuro.
Asimismo, mantienen una rivalidad con los Boston Red Sox —a quienes compraron a Ruth en 1919—, así como la llamada Serie del Subway —enfrentamientos entre equipos de Nueva York— con los New York Mets y anteriormente con Los Angeles Dodgers y los San Francisco Giants. Respecto a sus finanzas, la revista Forbes situó el incremento del valor de 730 millones USD en 2002 a 5 mil millones en 2020, lo que posiciona a los Yankees como la entidad con mayor estimación en las Grandes Ligas 

## Historia

### Antecedentes: Baltimore Orioles (1901-1902)

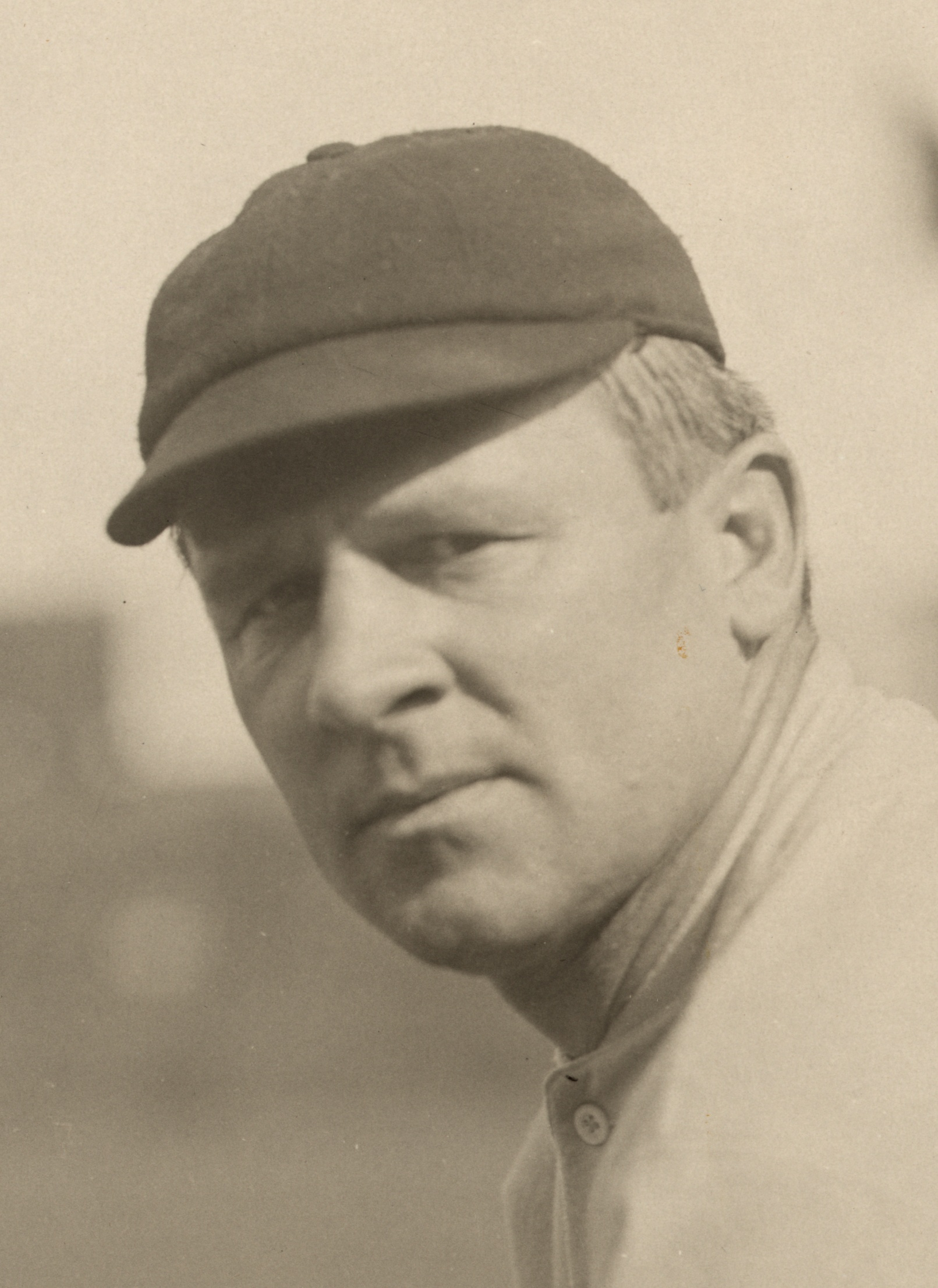
John McGraw, primer mánager de los Orioles.

Al final de la temporada 1900, la Western League se posicionó gracias a su presidente, Ban Johnson, como una nueva competición que pretendía rivalizar con la Liga Nacional (LN). En 1901, se reorganizó y se la rebautizó como Liga Americana (LA), a la que ocho ciudades enviaron sus respectivos conjuntos. Uno del estado de Maryland —los Baltimore Orioles— había jugado en la LN en 1899, después de lo cual desapareció debido a una reducción de equipos, por lo que Baltimore se convirtió en una de las tres ciudades donde la LA colocó franquicias. El primer mánager de los nuevos Orioles fue John McGraw, que además de tener una participación en la propiedad, había ocupado el mismo puesto para el anterior club en 1899. En 1901, su primera temporada, lograron sesenta y ocho victorias, lo que los dejó en el quinto lugar en la LA, a la vez que hubo varias disputas entre Johnson y McGraw sobre cuestiones disciplinarias que continuaron hasta el año siguiente. Comenzaron a difundirse rumores de que Johnson estaba interesado en trasladar la entidad a Nueva York, con la intención de competir directamente con la LN. Por otra parte, McGraw dejó a los Orioles y se unió a los New York Giants, a la vez transfirió su participación a su nuevo equipo como parte del trato.
Varios miembros de los Orioles también ficharon por los Giants tras la salida del mánager, por lo que después de que perdieran un partido por carecer de suficientes componentes activos, Johnson ordenó que se «reabastecieran con jugadores esencialmente regalados por los otros equipos para cumplir con el calendario», según el autor Marty Appel. En la temporada 1902 terminaron últimos en la liga, mientras que la LA y la LN firmaron un acuerdo que puso fin a las batallas por los jugadores, lo que había llevado a aumentar los salarios, a la par que Johnson buscó el derecho a ubicar un conjunto de la LA en la ciudad de Nueva York. Su intención era que jugara en Manhattan, pero John T. Brush —propietario de los Giants— rechazó la idea, pues conectado con la organización política de Tammany Hall, se encargó de bloquear varias ubicaciones potenciales para la construcción de nuevos estadios, antes de que un par de políticos de la ciudad —Frank J. Farrell y William Stephen Devery— adquirieran la franquicia neoyorquina en la LA. La pareja pagó 18 000 dólares, aunque no está claro si compraron los restos de los Orioles y los trasladaron a Nueva York, o si recibieron una franquicia de expansión.

### Primeros años (1903-1912)

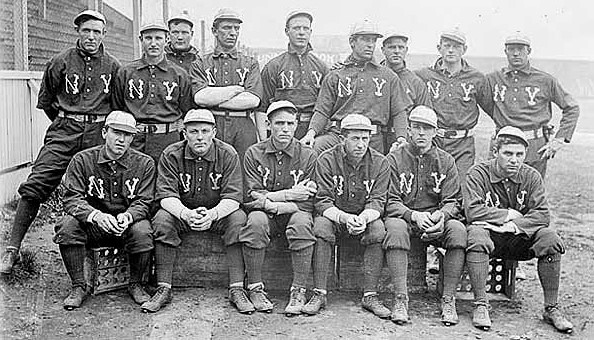
Plantilla de la temporada 1903

El estadio de béisbol del equipo de Nueva York se construyó en Broadway (Manhattan) y recibió el apodo de Hilltop Park debido a su elevación relativamente alta. El club no tenía un nombre oficial, pues a menudo se les llamaba los «estadounidenses de Nueva York» o «Highlanders», un juego de palabras con el apellido del presidente del equipo —Joe Gordon— y el la unidad militar británica Gordon Highlanders. Adquirieron a jugadores como el jardinero Willie Keeler y el lanzador Jack Chesbro, a la par que Clark Griffith, procedente de los Chicago White Sox, ocupó el puesto de jugador-entrenador. El 22 de abril de 1903 comenzaron su temporada con una derrota por 1-3 ante los Washington Senators, ocho días antes de ganar su primer encuentro en el Hilltop Park tras un 6-2 ante el mismo equipo. Asimismo, quedaron fuera de la contienda por el banderín de la LA en mayo en séptimo lugar después de jugar varios partidos fuera del Hilltop Park durante un período de veinticuatro días, pues no había concluido la construcción del campo. Aun así, terminaron los cuartos clasificados, con setenta y dos victorias.
Chesbro ganó cuarenta y un juegos como pícher en 1904 —una cifra récord—, en la que compitieron por el banderín con los Boston Americans en una serie de cinco encuentros que terminó la temporada y decidió el campeón. En ella, el conjunto de Boston se alzó con la victoria en dos de los primeros tres juegos, lo que significó que los neoyorquinos necesitaban vencer en los restantes para hacerse con el título de la LA, pero con el marcador del cuarto juego empatado a dos en la novena entrada, Chesbro lanzó un wild pitch que permitió anotar una carrera, dando a los Americans una victoria por 2-3 que les aseguró el banderín. El desempeño del equipo declinó en 1905, ya que numerosos tiradores lidiaron con lesiones en los brazos y problemas de acondicionamiento, y después de perder dieciocho de veinticinco juegos en mayo, terminaron en sexto lugar. En la sesión 1906 volvieron a competir por el campeonato, aunque, si bien a falta de trece partidos tenían una ventaja de un encuentro sobre los White Sox, cerraron en segundo lugar, tres victorias por detrás de ellos. Appel aseguró: «Lo que seguiría sería una serie de temporadas de mediocres a malas y no una muy buena atracción para los fanáticos de Nueva York enloquecidos por el béisbol». En 1907 obtuvieron el quinto puesto, con setenta victorias, veintidós menos que los campeones Detroit Tigers, a la vez que los conjuntos de 1908 y 1909 terminaron último y quinto, respectivamente, y hubo múltiples cambios gerenciales en el período.
En contraste, lograron la segunda posición en 1910, cuando el mánager George Stallings y el primera base y capitán Hal Chase se enfrentaron hacia el final de la temporada; al medirse a la oposición de Ban Johnson, que quería que renunciara como gerente, Stallings dejó el puesto y Chase manejó los últimos catorce partidos. En el ejercicio siguiente terminaron en sexto lugar, además de permitir que los Giants jugaran en el Hilltop Park algunos encuentros, pues se incendió Polo Grounds. Por otro lado, Chase renunció antes de 1912 y Harry Wolverton aceptó el puesto, pero ese año terminaron últimos, con un registro de 50 victorias y 102 derrotas, un 32.9 % de triunfos, el más bajo de su historia. Chase se asociaba frecuentemente con otros beisbolistas, lo que suscitó la crítica del autor Jim Reisler, quien lo apodó como «el más corrupto que jamás haya jugado», pues salieron informes de que participó en el amaño de partidos. De igual manera, a finales de 1912, Farrell comenzó a buscar un sitio para construir una cancha.

### Nuevo dueño y adquisición de Babe Ruth (1913-1920)
En 1913 comenzaron a jugar sus partidos en el Polo Grounds, como inquilinos de los Giants, y antes del comienzo de la sesión, se ganaron un apodo oficial por primera vez. Tanto «Yankees» como «Yanks» se habían utilizado con frecuencia desde 1904 en periódicos como el New York Evening Journal, ya que «Highlanders» era difícil de incluir en los titulares. Tales sobrenombres eran comunes durante esa época, pero a partir de entonces un nombre oficial se apoderó de ellos: New York Yankees. Terminaron séptimos en 1913 y sextos en 1914, por lo que Farrell y Devery vendieron la entidad al magnate cervecero Jacob Ruppert y al ingeniero Tillinghast L'Hommedieu Huston en enero de 1915. A pesar de adquirir al lanzador Bob Shawkey de los Philadelphia Athletics para la campaña 1915, sus sesenta y nueve victorias solo sirvieron para un quinto lugar. Después de usar diferentes diseños, introdujeron uniformes blancos con rayas finas y un logotipo basado en las letras «NY» entrelazado durante los partidos en el Polo Grounds, a la par que para los juegos fuera de casa, a partir de 1913 comenzaron a usar indumentarias grises con «New York» escrito en el pecho.
Tras el fichaje del tercera base Frank Baker, en 1916 obtuvieron ochenta victorias y compitieron por el banderín de la Liga Americana durante la mayor parte de la temporada, antes de sufrir varias lesiones como la del propio Baker. En la sesión 1917 terminaron en sexto lugar y despidieron a Bill Donovan, mánager desde 1915, durante la temporada baja, por lo que Miller Huggins lo reemplazó. Lucharon por el primer lugar en la campaña 1918 —acortada por la Primera Guerra Mundial— junto con los Red Sox y los Cleveland Indians, pero perdieron a numerosos componentes debido al servicio militar y finalizaron cuartos con sesenta victorias. Después de la temporada, adquirieron a tres jugadores, incluidos el jardinero Duffy Lewis y el lanzador Ernie Shore, en un intercambio con los Red Sox, los ganadores de la Serie Mundial de 1918, mientras que en 1919 hicieron otro intercambio con los de Boston, al adquirir al pícher Carl Mays. El acuerdo, realizado en mitad de la campaña, provocó una disputa entre los equipos y Ban Johnson, quien intentó frenarla sin éxito. Asimismo, tras traer a Mays, terminaron con un registro de ochenta triunfos, lo que los dejó en el tercer puesto.

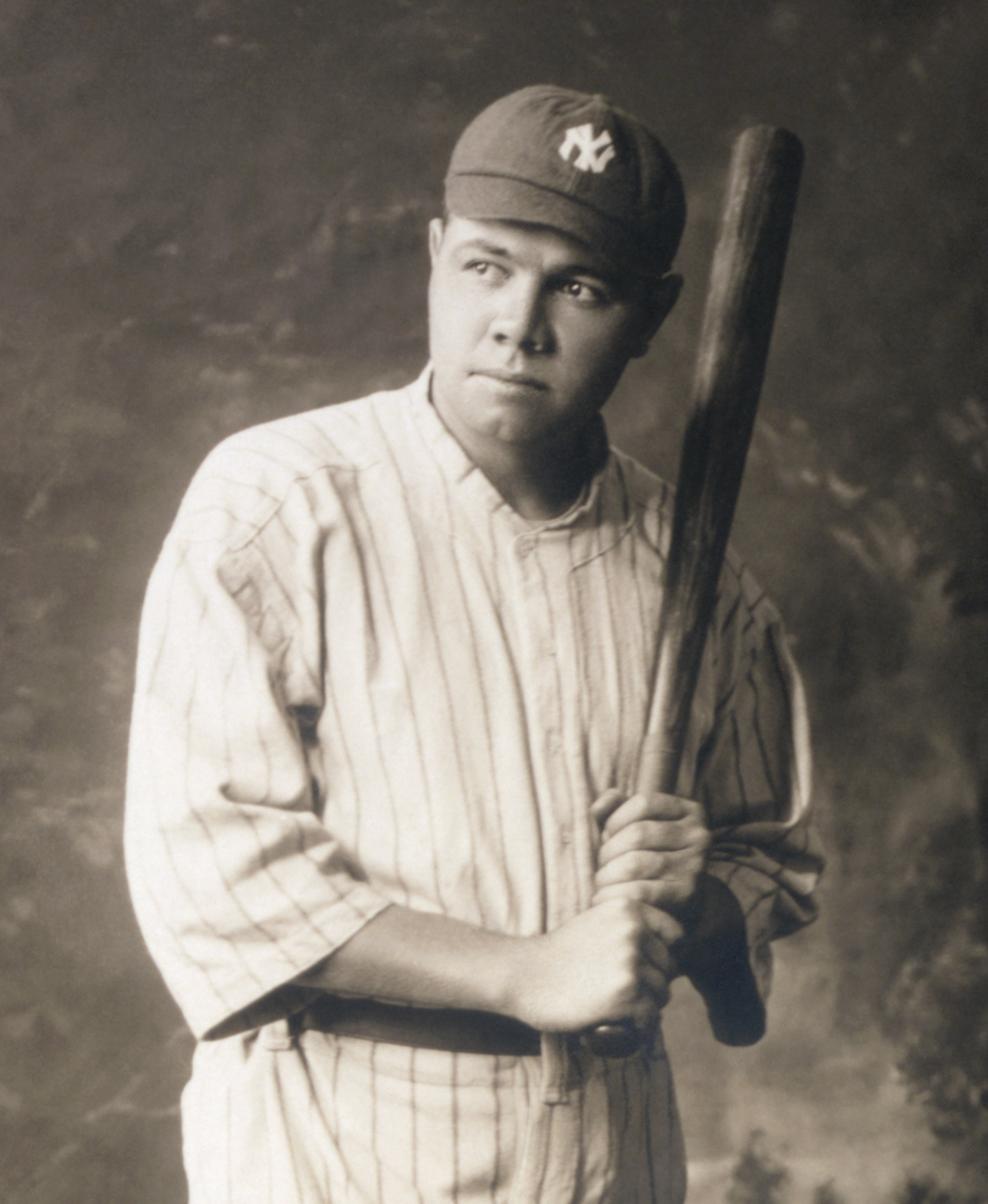
Babe Ruth en 1920

El 26 de diciembre de 1919, los Yankees hicieron un acuerdo con los Red Sox para comprar al jardinero Babe Ruth por 25 000 dólares en efectivo y otros 75 000 en letra de cambio, que anunciaron el 5 de enero de 1920 y recibió el nombre de «la transacción más famosa en los deportes» por parte del autor Glenn Stout. Después venir de empatar por el liderazgo de jonrones de las Grandes Ligas en 1918, Ruth rompió el récord de una temporada con veintinueve en 1919. Con él en la alineación, la suerte cambió,  a la vez que por su destreza en el campo, el jugador le brindó a él mismo y a su equipo una gran cantidad de atención de la prensa y del público. El conjunto pasó a ser el primero en la Liga Americana en asistencia durante trece de las quince temporadas de Ruth, a la par que se volvieron sólidamente rentables, con unos beneficios de hasta 370 000 dólares en 1920, con la permanencia en números negros durante el resto de la década.
En 1920, Ruth conectó cincuenta y cuatro jonrones, con lo que consiguió un nuevo récord; su total se posicionó como el más alto de las Grandes Ligas exceptuando los datos de los Philadelphia Phillies. Los de Nueva York consiguieron noventa y cinco victorias, la mayor cantidad en la historia del equipo hasta ese momento, pero se quedaron a tres del campeonato de la Liga Americana y terminaron tercero. En un juego contra los Indians, el 16 de agosto, un lanzamiento de Mays golpeó al campocorto rival Ray Chapman en la cabeza, lo que le provocó la muerte; los Yankees se desplomaron tras el incidente y los Indians capturaron el banderín. Después de la temporada, contrataron al gerente general Ed Barrow, quien hizo numerosos intercambios con los Red Sox, si bien se vieron envueltos en otra disputa con Ban Johnson, esta vez por el reemplazo del organismo rector del béisbol —la Comisión Nacional— después de que salieran informes de que la Serie Mundial de 1919 había sido amañada. Los Yankees y otras diez franquicias —incluida toda la LA— apoyaron la idea de un comité de tres hombres extraído de fuera del mundo de las Grandes Ligas, y durante un tiempo se rumoreaba que se iban a mudar a la Liga Nacional; finalmente, Kenesaw Mountain Landis fue nombrado primer comisionado de la MLB.

### Primera Serie Mundial y los «Murderers' Row» (1921-1928)
La sesión 1921 comenzó un período de cuarenta y cuatro años en el que los Yankees eran, según el autor Richard Worth: «El mayor imperio ganador sostenido en los deportes». Ruth superó su propio récord al conectar cincuenta y nueve jonrones, al igual que lideró las Grandes Ligas en porcentaje de llegadas a base con una marca de 51.2 %. Los neoyorquinos ganaron el banderín por primera vez, con noventa y ocho triunfos en la etapa regular, y en la Serie Mundial de 1921, en la que el ganador se proclamaba al mejor de nueve partidos, se enfrentaron a los Giants y triunfaron en los dos primeros encuentros, pero sus oponentes reclamaron el título cuando vencieron en cinco de los siguientes seis juegos. Ruth sufrió una infección en el brazo, lo que limitó su tiempo de participación en la última parte de la competición. En la campaña 1922 volvieron a quedar los primeros clasificados, con noventa y cuatro triunfos, uno por encima de los St. Louis Browns. En la Serie Mundial se vieron las caras nuevamente con los Giants, si bien el formato cambió al mejor de siete. Los Giants derrotaron a los Yankees tras cinco juegos, incluido uno que terminó en empate al ser suspendido por la oscuridad.

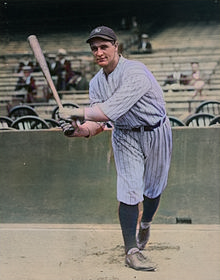
Lou Gehrig en 1923, su primer año con los Yankees

En 1923 se mudaron al Yankee Stadium, tras desencuentros con los Giants y su presidente Charles Stoneham. Después de recibir críticas por su participación en la Serie de 1922, Ruth compartió la ventaja de las Grandes Ligas con Cy Williams al conectar cuarenta y un jonrones en la temporada 1923, y tuvo un promedio de bateo del 39.3 % —el mejor de su carrera—, lo que le valió el premio al jugador mejor valorado (MVP) de la LA. Terminaron primeros por tercer año consecutivo y se enfrentaron nuevamente a los Giants en la Serie Mundial, en la que el jardinero rival Casey Stengel conectó varios jonrones para ganar dos de los primeros tres partidos, pero tres de Ruth ayudaron a los Yankees a vencer en los tres juegos restantes y ganar su primer campeonato. Fuera del campo, Ruppert compró la participación de Huston por 1.17 millones USD, por lo que asumió la propiedad total del club.
No regresaron a la Serie Mundial en ninguna de las dos temporadas siguientes, ya que en 1925 cayeron al séptimo lugar y en la campaña anterior quedaron segundos. Hicieron mejoras en su plantilla antes de 1926, como la contratación del segunda base Tony Lazzeri, quien pasó más de una década con el club, a la par que el desempeño de los neoyorquinos superó las expectativas de pretemporada, y una racha de dieciséis victorias consecutivas en mayo les dio una ventaja sustancial. Con un margen final de tres juegos sobre los Indians, ganaron el banderín y un lugar en la Serie Mundial de 1926 contra los St. Louis Cardinals, con los que perdieron por 3-4; Ruth conectó tres jonrones en el cuarto juego, pero logró el último out en un intento fallido de robo de base.
La alineación de la temporada 1927, que incluía a Ruth, Lazzeri, Lou Gehrig, Bob Meusel, Mark Koenig y Earle Combs, era conocida como «Murderers' Row», debido a su poder de bateo. Lideraron la clasificación en todo momento y ocuparon el primer lugar a principios de mayo, y a finales de junio habían obtenido cuarenta y nueve victorias, lo que les dio una gran ventaja en la tabla de la LA; a mediados de septiembre aseguraron el banderín. Los Yankees de 1927 obtuvieron un registro de 110-44 en la temporada regular y rompieron el récord de victorias de la LA en un año, a la vez que el total de sesenta jonrones de Ruth en un año estableció otra marca que se mantuvo durante más de treinta años sin ser superada. Gehrig agregó 47 jonrones, a la par que sus 175 carreras impulsadas encabezaron la LA; ganó el primero de sus dos premios MVP de la Liga Americana. En la Serie Mundial de 1927 completaron la temporada tras ganar a los Pittsburgh Pirates en cuatro partidos. En el comienzo de la campaña 1928 tuvieron una racha de treinta y cuatro victorias por ocho derrotas, con lo que tomaron una ventaja considerable, aun cuando los Athletics los intentaron alcanzar en vano, por lo que los neoyorquinos se enfrentaron a los Cardinals en la Serie Mundial, a los que ganaron en cuatro juegos. Debido a la racha de tres banderines consecutivos y dos títulos de Serie Mundial, llegaron las críticas de los fanáticos de otros equipos por el dominio de los Yankees. A ello se sumó que los más críticos esperaban la venta de Gehrig con el fin de separarlo de Ruth, pero Ruppert se negó a hacerlo.

### La era de Joe McCarthy (1929-1947)
La racha de banderines se vio interrumpida por los Philadelphia Athletics, que les negó un cuarto campeonato consecutivo de la Liga Americana en 1929. Huggins murió el 25 de septiembre, por lo que después de que Art Fletcher se las arreglara para sustituirle durante el resto del año, Shawkey tomó el puesto para la temporada 1930, en la que terminaron en tercer lugar. Despidieron a Fletcher y contrataron a Joe McCarthy, quien en su primera campaña como técnico obtuvo noventa y cuatro triunfos, pero el equipo terminó segundo, por detrás de los Athletics. Asimismo, estaban pasando por una etapa de transición y ficharon a beisbolistas como Bill Dickey, Red Ruffing y Lefty Gomez. En 1932 regresaron a la cima de la Liga Americana con 107 victorias, suficiente para un margen de trece juegos sobre los Athletics, y en la Serie Mundial de 1932 se enfrentaron a los Chicago Cubs, a los que ganaron por cuatro juegos a cero. Gehrig tuvo tres jonrones, ocho carreras impulsadas y un promedio de bateo del 52.9 % en la Serie, mientras que Ruth contribuyó con un par de imparables en el tercer encuentro en el Wrigley Field. En su segundo, después de apuntar hacia las gradas del jardín central, según algunos informes de prensa posteriores al partido, el jugador conectó un cuadrangular para romper un empate a cuatro en la quinta entrada. Aunque los relatos del incidente varían mucho, el autor Eric Enders lo calificó como el «hit más comentado en la historia del béisbol».
Comenzaron a recortar su nómina en 1933, ya que sus finanzas se vieron dañadas por la Gran Depresión. Independientemente, la composición se vio mínimamente afectada en comparación con los Athletics, que se sintieron obligados a vender jugadores clave para reducir sus gastos. De 1933 a 1935, lograron tres segundos puestos consecutivos, aunque el rendimiento de Ruth disminuyó con respecto a temporadas anteriores en 1933 y 1934, sus últimos años con el equipo, pues lo liberaron de su contrato antes de la campaña 1935. Tras la salida, Gehrig asumió un papel de liderazgo y se le nombró capitán, a la vez que iniciaron una estrategia que pronto empezó a dar resultado: comprar equipos de las Ligas Menores, con el objetivo de reducir el costo de obtener jugadores. Los beisbolistas desarrollados en el sistema ingresaron a la alineaciones a partir de mediados de la década de 1930, y hasta principios de la de 1960 esta siguió siendo la principal adquisición de jugadores del equipo. Joe DiMaggio se incorporó en 1936, sesión en la que el joven jardinero central tuvo un promedio de bateo del 32.3 %, además de hacer 29 jonrones y 125 carreras impulsadas. Por otro lado, Gehrig ganó el premio al MVP de la LA tras conectar cuarenta y nueve cuadrangulares, la mayor cantidad de su carrera. Detrás de estas actuaciones, los Yankees tuvieron una temporada de 102 victorias y consiguieron el banderín, antes de derrotar a los Giants por 4-2 en la Serie Mundial.

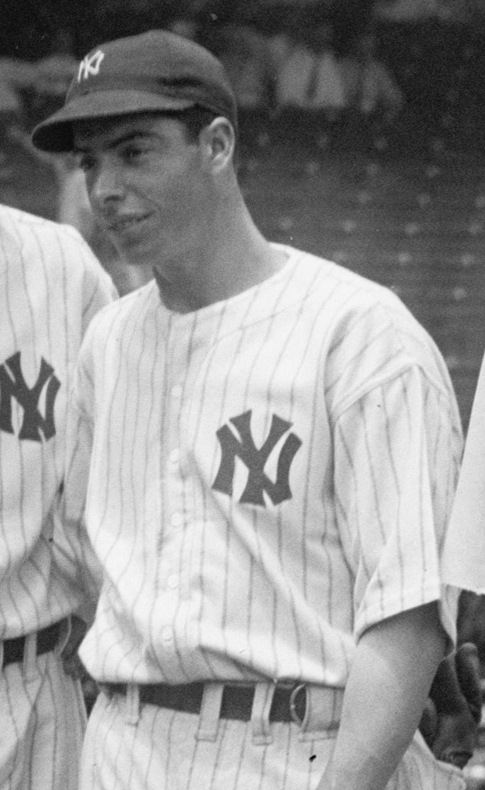
Joe DiMaggio en 1937

En 1937, después de una segunda temporada regular consecutiva con 102 triunfos y un campeonato de la LA, volvieron a derrotar a los Giants en la Serie, esta vez por 4-1. En 1938 obtuvieron noventa y nueve victorias, con el consiguiente banderín, y a pesar de la caída en el rendimiento de bateo de Gehrig, en la Serie Mundial batieron a los Chicago Cubs en cuatro encuentros. Ruppert murió a principios de 1939, aunque antes había vendido su participación en la propiedad a Barrow, quien asumió el cargo de presidente. En la siguiente campaña perdieron los servicios de Gehrig, diagnosticado con esclerosis lateral amiotrófica, por lo que Babe Dahlgren le reemplazó, con lo que puso fin a su racha de 2130 partidos consecutivos jugados. A pesar del retiro del bateador, quedaron primeros con 106 victorias, mientras que DiMaggio recibió el MVP, y en la Serie Mundial superaron a los Cincinnati Reds en cuatro juegos. A pesar de que esta consecución significó su cuarto campeonato seguido, la racha terminó en 1940, año en el que tuvieron dieciocho derrotas más que en la temporada anterior y acabaron terceros, dos por detrás de los Tigers y a uno de los Indians. DiMaggio registró hits en cincuenta y seis juegos consecutivos durante la sesión 1941, rompiendo el récord de las Grandes Ligas de cuarenta y cuatro encuentros que había establecido Willie Keeler en 1897. Tras ganar el banderín de la LA, se enfrentaron a los Brooklyn Dodgers en la Serie Mundial, en la que se impusieron por 4-1.
El ataque a Pearl Harbor ocurrió durante el transcurso de la temporada 1942, hecho por el cual algunos beisbolistas se unieron a las Fuerzas Armadas. A pesar de ello, la mayor parte de los jugadores de los Yankees permanecieron con el equipo y repitieron el campeonato de la LA. En la Serie Mundial, los Cardinals le dieron a los de Nueva York su primera derrota en la competición desde 1926, tras haber conseguido el título en sus últimas ocho ocasiones. A pesar de que DiMaggio y otros miembros de la plantilla ingresaron al ejército antes del inicio de la campaña 1943, ganaron el campeonato de la LA por decimocuarta vez en su historia y por séptima ocasión desde 1936. En la Serie se volvieron a enfrentar a los Cardinals, a los que derrotaron por cuatro juegos a uno. Terminaron 1944 en tercer lugar, una posición por encima de la que lograron en la siguiente sesión, puesto que más jugadores fueron reclutados. En 1945, un grupo formado por Larry MacPhail, Dan Topping y Del Webb compró la entidad, su estadio y los conjuntos de las Ligas Menores por 2.8 millones USD. Con la guerra terminada y el regreso de los alistados, establecieron un récord de asistencia en casa en una sola campaña de las Grandes Ligas, al atraer a más de dos millones de personas en 1946. McCarthy renunció como gerente a principios de la temporada, de manera que utilizaron a otras dos personas durante el resto del año —Bill Dickey y Johnny Neun— y quedaron terceros. El receptor Yogi Berra hizo su debut en ese tiempo; en su carrera ganó el premio MVP de la LA en tres ocasiones. Se contrató a Bucky Harris para ser el mánager, y en 1947 ganaron el banderín y derrotaron a los Dodgers en una Serie Mundial de siete juegos. Tras el final del campeonato, MacPhail vendió su parte a Topping y Webb por dos millones USD.

### La era de Stengel y los «M&M Boys» (1948-1964)

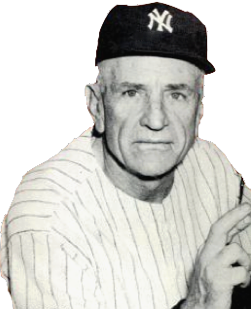
Casey Stengel en 1953

Tras terminar 1948 en tercer lugar en la LA, liberaron a Harris y Casey Stengel se encargó de sustituirlo. En ese momento, el nuevo mánager tenía «la reputación de ser un payaso», según Appel, y no había tenido éxito en sus dos temporadas anteriores en las Grandes Ligas. Optimizó los enfrentamientos usando el «sistema de pelotón» —reemplazos estratégicos basados en la mano que usa el pícher rival, con el objetivo de emplear un tirador de lado opuesto— para jugar más bateadores zurdos contra lanzadores diestros, lo que presenta una supuesta ventaja. A pesar de tener numerosos lesionados durante 1949, lucharon con los Red Sox por el banderín, y a falta de dos partidos para el final, estaban una victoria por detrás de ellos. Les ganaron un par de partidos, por lo que lograron el campeonato y avanzaron a la Serie Mundial, en la que derrotaron a los Dodgers en cinco juegos (4-1). En 1950 enfrentaron otra contienda competitiva por el banderín, pues los Tigers se unieron a los Yankees y a los Red Sox en la cima de la LA, si bien los neoyorquinos rompieron un empate con los de Detroit por el primer lugar. En la Serie Mundial superaron a los Philadelphia Phillies en cuatro partidos; el segundo encuentro se decidió con un jonrón de DiMaggio en la décima entrada. El jugador Phil Rizzuto recibió el MVP de la LA tras registrar doscientos hits durante la temporada regular.
Por su parte, DiMaggio jugó su última campaña en las Grandes Ligas en 1951, mientras que ese mismo año el jardinero Mickey Mantle hizo su debut, a la vez que Allie Reynolds hizo dos juegos con no hit no run. En cuanto a los resultados, consiguieron el banderín de la LA por tercer año consecutivo, a la par que se alzaron con la Serie tras ganar a los Giants por cuatro juegos a dos. En 1952 volvieron a conquistar el banderín e igualaron las cuatro Series Mundiales ganadas por el equipo de 1936 a 1939, pues en otro enfrentamiento con los Dodgers, los Yankees perdían por tres juegos a dos, pero un par de victorias les dieron el título. En la Serie de 1953 se volvió a repetir el mismo duelo, en el que un imparable de Billy Martin decidió el sexto y último juego en favor de los neoyorquinos. En 1954 obtuvieron 103 victorias en la temporada regular, pero los Indians se llevaron el banderín con un récord de 111 triunfos, mientras que en la siguiente campaña se enfrentaron a los Dodgers en la Serie Mundial, donde después de dividirse los primeros seis partidos, los Yankees perdieron los dos últimos. En 1956, Mantle ganó el premio MVP por una temporada en la que lideró la LA y las Grandes Ligas en promedio de bateo (35.3 %), jonrones (52) y carreras impulsadas (130), convirtiéndose en el segundo jugador de la entidad (tras Gehrig en 1934) en lograr una Triple Corona. En cuanto a resultados grupales, adquirieron su séptimo banderían con Stengel al mando y avanzaron a una revancha en la Serie Mundial ante los Dodgers, en la que en el quinto encuentro, empatados a dos, el lanzador de los Yankees Don Larsen hizo un juego perfecto que los llevó a jugar hasta siete partidos para alzarse campeones.
En 1957 llegaron a la Serie Mundial, pero perdieron en siete juegos ante los Milwaukee Braves, tras lo cual los Giants y los Dodgers dejaron Nueva York y se trasladaron a California, dejando a los Yankees como el único equipo de las Grandes Ligas en la ciudad. En la Serie de ese año tuvieron la oportunidad de vengar su derrota ante los Braves, y así sucedió al vencer por cuatro a tres, éxito que no lograron repetir en 1959 tras quedar terceros. Para la campaña 1960 hicieron un intercambio con los Athletics en el que adquirieron al jardinero Roger Maris, quien lideró la liga en porcentaje de bateo, carreras impulsadas y extrabases, a la vez que efectuó treinta y nueve jonrones y ganó el premio al MVP de la LA.  Asimismo, ganaron el banderín por décima vez en doce años, si bien perdieron la Serie por 4-3 contra los Pittsburgh Pirates, incluso tras anotar cincuenta y cinco carreras, el mayor registro en la competición. Este resultó ser el último año de Stengel como mánager de los Yankees, e indicó que su edad influyó en la decisión, de lo que dijo al respecto: «Nunca volveré a cometer el error de tener setenta años».

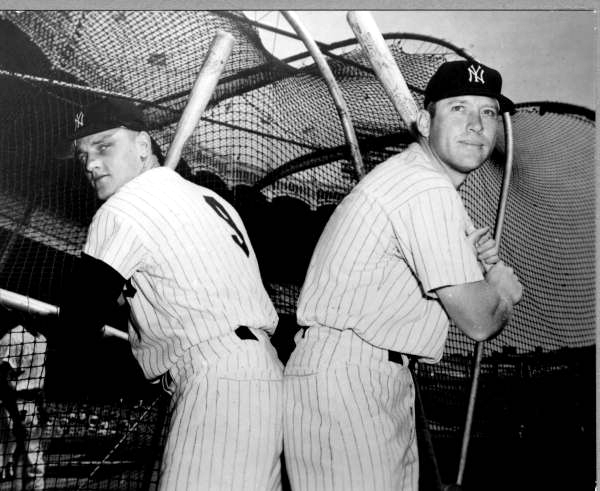
Roger Maris (izquierda) y Mickey Mantle (derecha) en 1962

Ralph Houk reemplazó a Stengel para 1961, año en el que Mantle y Maris formaron una dupla llamada los «M&M Boys», y cada uno intentó alcanzar el récord Ruth de sesenta jonrones. Sin embargo, una infección obligó a Mantle a dejar la alineación y retirarse del objetivo a mediados de septiembre, cuando llevaba cincuenta y cuatro imparables. Por su parte, Maris continuó, y el último día de la temporada —el 1 de octubre— conectó un jonrón que le hizo superar la marca que ostentaba Ruth, aunque en una liga con mayor cantidad partidos que la de 1927. De igual manera, ganaron el banderín con 109 victorias, en ese momento el segundo total más alto de una temporada del club, a la vez que derrotaron a los Cincinnati Reds en cinco juegos para obtener su 19.ª Serie Mundial. Ese año Maris ganó otro MVP de la LA y Whitey Ford un Cy Young, mientras que en 1962 conectaron 240 jonrones, cifra con la que rompieron el récord en una sesión de la MLB. Regresaron a la Serie Mundial, en la que superaron a los Giants en el decisivo séptimo juego para hacerse con el título.
Llegaron nuevamente a la Serie en la campaña 1963, pero los Dodgers les barrieron, situación tras la que Houk dejó el puesto para convertirse en gerente general, por lo que el recién retirado Berra le sustituyó. Después de lidiar con lesiones y disensión interna, los Yankees se recuperaron del tercer lugar a finales de la temporada 1964 y ganaron el banderín con una ventaja de un juego. Esto significó su quinta aparición consecutiva en la Serie Mundial y la decimocuarta en los últimos dieciséis años. Se enfrentaron a los Cardinals en un certamen que incluyó un jonrón de Mantle para finalizar el tercer juego, pero fueron derrotados por un global de 3-4, con el consecuente despido de Berra.

### CBS y comienzo de Steinbrenner (1965-1976)

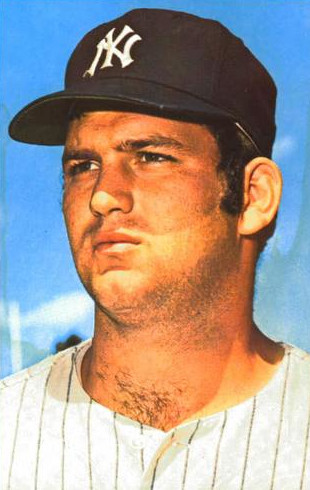
Thurman Munson en 1970

En agosto de 1964, la cadena de televisión CBS adquirió el 80 % de los Yankees, si bien dos años después se hicieron con el resto. Debido a que Topping y Webb habían reducido drásticamente la inversión en su sistema de Ligas Menores, el equipo carecía de reemplazos para los veteranos. Otros factores como la tardanza en fichar a jugadores afroamericanos influyó en su declive, mientras que la introducción en 1965 del draft permitió que los clubes con los peores registros tuvieran las primeras selecciones, lo que significó que los neoyorquinos no podían superar a otros equipos por talento joven. De igual manera, la expansión de los New York Mets proporcionó la competencia por la atención de los fanáticos locales, y en 1964, el nuevo club comenzó una racha de doce años en los que quedaron por encima de los Yankees. Los Yankees tenían un registro de 77-85 en 1965, y su sexto puesto fue el más bajo desde 1925, por lo que despidieron a Johnny Keane —sustituto de Berra— tras perder dieciséis de los veinte primeros juegos de la temporada 1966. Houk se nombró a sí mismo como reemplazo, pero quedaron colistas, mientras que en 1967 también fracasaron al acabar antepenúltimos. Ford, Howard, Mantle y Maris se retiraron o fueron intercambiados a otros clubes entre 1966 y 1969, a la par que la asistencia al estadio se redujo drásticamente.
Tras terminar en quinto lugar en 1968 y 1969 —este año en la nueva División Este de la LA, de seis equipos—, en 1970 mejoraron y alcanzaron el segundo puesto, con noventa y tres victorias, mientras que el receptor Thurman Munson jugó su primera campaña completa y ganó los honores al Novato del Año de la LA. En 1971 obtuvieron once derrotas más que en la sesión anterior, pero en 1972 compitieron por el título de la División Este y un puesto en la postemporada. Al final de la campaña, estaban empatados a cuatro bandas por la mayor cantidad de victorias en la sección, aunque una mala racha hizo que cayeran al cuarto lugar con un registro de 79-76. Menos de una década después de obtener el control, CBS se movió para vender el equipo en 1972, pues registró pérdidas la mayor parte de los años. Un grupo de inversores, liderado por el constructor naval George Steinbrenner, compró el club el 3 de enero de 1973 por diez millones USD. En la temporada 1973 mantuvieron el liderazgo en la División Este a partir de agosto, pero se desvanecieron y terminaron el año en cuarto lugar, mientras que se empezó una renovación del estadio que duró hasta 1976, por lo que jugaron las sesiones 1974 y 1975 en el Shea Stadium. Durante la primera de estas, se quedaron a poco de ganar la División, ya que quedaron por detrás de los Orioles en una carrera que se decidió en los juegos finales. Asimismo, realizaron un canje a principios de año que trajo al primera base Chris Chambliss.
Después 1974, el lanzador Catfish Hunter fue declarado agente libre debido a unos impagos, pero lo volvieron a firmar con un contrato de 3.75 millones USD por cuatro años. Esto significó el comienzo de una filosofía a largo plazo de utilizar este tipo de métodos para adquirir talento; Stout escribió que «fueron el primer equipo en comprender lo que significaba la agencia libre», ya que proporcionó una ventaja sobre rivales de menor gasto y generó el interés de los fanáticos y los medios. Hunter tuvo veintitrés victorias durante 1975, pero no llegaron a competir por un pase a la postemporada, por lo que despidieron al mánager Bill Virdon en agosto y Billy Martin ocupó su puesto. Con él, los Yankees regresaron a las eliminatorias en 1976, con diez triunfos por encima de los Orioles, a la vez que Munson recibió el MVP, con un promedio de bateo del 30.2 % y un total de 105 carreras impulsadas. La Serie de Campeonato entre los Yankees y los Kansas City Royals llegó a un quinto encuentro decisivo, ganado por los neoyorquinos con un jonrón de Chambliss. A pesar del avance a la Serie Mundial, en ella no lograron conseguir ninguna victoria contra los Cincinnati Reds.

### El «zoo del Bronx» (1977-1981)

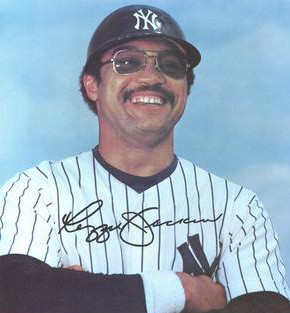
Reggie Jackson en 1981

Adquirieron al jardinero Reggie Jackson en la temporada baja de 1976 con un contrato de cinco años y 2.96 millones USD, lo que les dio un jugador clave, pero que tenía dificultades para encajar con el resto del equipo. Martin se había opuesto al fichaje, a la vez que varios jugadores se enojaron por los comentarios críticos de Jackson hacia Munson. Tanto el nuevo como el mánager casi llegan a los golpes en la banca durante un juego contra los Red Sox, en el que Martin sustituyó a Jackson por ser lento para fildear una pelota, incidente que provocó informes de los medios sobre disputas entre Martin y Steinbrenner, así como un mayor conflicto entre Martin y Jackson. Los Yankees de finales de la década de 1970, conocidos por los choques de varios de sus miembros y su éxito en el campo, recibieron el apodo de «zoo del Bronx», en referencia al título de un libro escrito por Sparky Lyle. Por otro lado, en 1977 ganaron la División Este y derrotaron a los Royals en la Serie de Campeonato, con remontada incluida en la novena entrada del juego decisivo. En la Serie Mundial se enfrentaron a los Dodgers, a los que con la ayuda de cinco jonrones de Jackson, vencieron por 4-2.
Para 1978 se reforzaron con el relevista Goose Gossage, a pesar de que Lyle venía de conseguir el premio Cy Young. A mediados de julio estaban catorce juegos por detrás de los Red Sox, además de que las luchas internas comenzaron de nuevo, por lo que Martin renunció tras criticar tanto a Jackson como a Steinbrenner en público, y dejó paso a Bob Lemon. Con el nuevo mánager, empezaron a recortar la distancia con los de Boston, que se redujo a cuatro juegos a principios de septiembre, con una serie pendiente entre ambos. Dicho enfrentamiento recibió el nombre de «la masacre de Boston», pues lo neoyorquinos barrieron con un registro global de 42-9 carreras; terminaron la temporada regular con números idénticos, lo que dio paso a un partido de desempate para decidir el líder en solitario, en el que los Yankees vencieron por 5-4. Su victoria sobre los Royals en la Serie de Campeonato deparó en otra Serie Mundial contra los Dodgers, con triunfos neoyorquinos en los últimos cuatro encuentros. Por otro lado, el lanzador Ron Guidry recibió el Cy Young, después de 25 victorias y 3 derrotas, con un promedio de carreras limpias permitidas del 1.74 % y 248 ponches.
Munson murió el 2 de agosto de 1979 en un accidente aéreo, mientras que Martin, que había regresado como mánager después de que Steinbrenner despidiera a Lemon en junio, dijo que con su muerte, «todo el fondo del equipo se cayó». Esa temporada terminaron cuartos, por lo que cesaron a Martin y lo reemplazaron por Dick Howser, quien llevó a los Yankees a 103 victorias y el título de la División Este en 1980. Por su parte, Jackson lideró la Liga Americana con cuarenta y un jonrones, así como un promedio de bateo del 30 %, pero a pesar los buenos resultados, cayeron en la Serie de Campeonato contra los Royals por 0-3. Para 1981 ficharon a Dave Winfield con un contrato de diez años por valor de veintitrés millones, algo nunca jamás visto hasta entonces. No obstante, la sesión se acortó debido a una huelga, aunque sí se clasificaron a la postemporada en virtud de liderar la División Este cuando comenzó el parón; derrotaron a los Milwaukee Brewers en una ronda de desempate divisional de cinco juegos y ganaron el banderín con tres victorias consecutivas sobre los Athletics en la Serie de Campeonato. Tras ello, perdieron en la Serie Mundial contra los Dodgers por 2-4.

### La era de Mattingly (1982-1995)
Tras la derrota en la Serie Mundial de 1981, no volvieron al Clásico de otoño hasta quince años después, la ausencia más larga desde su aparición inicial en 1921. A medida que avanzaba la década de 1980, gastaron bastante dinero en agentes libres que a menudo estaban envejeciendo y demostraron estar disminuyendo en su desempeño, por lo que la atmósfera de confusión desanimó a algunos jugadores a firmar contratos con los neoyorquinos, o a ignorar ofertas por mayores sueldos en otras entidades. Steinbrenner intercambió perspectivas por veteranos, y el redactor deportivo Buster Olney llamó a esto «una práctica que en última instancia infligió graves daños a la organización, dejándola sin la necesaria afluencia de talento joven y barato». Con Steinbrenner a la cabeza, continuaron los cambios de mánagers, ya que hubo hasta veintiuno en sus dos primeras décadas como propietario; Martin sirvió en cinco períodos separados.

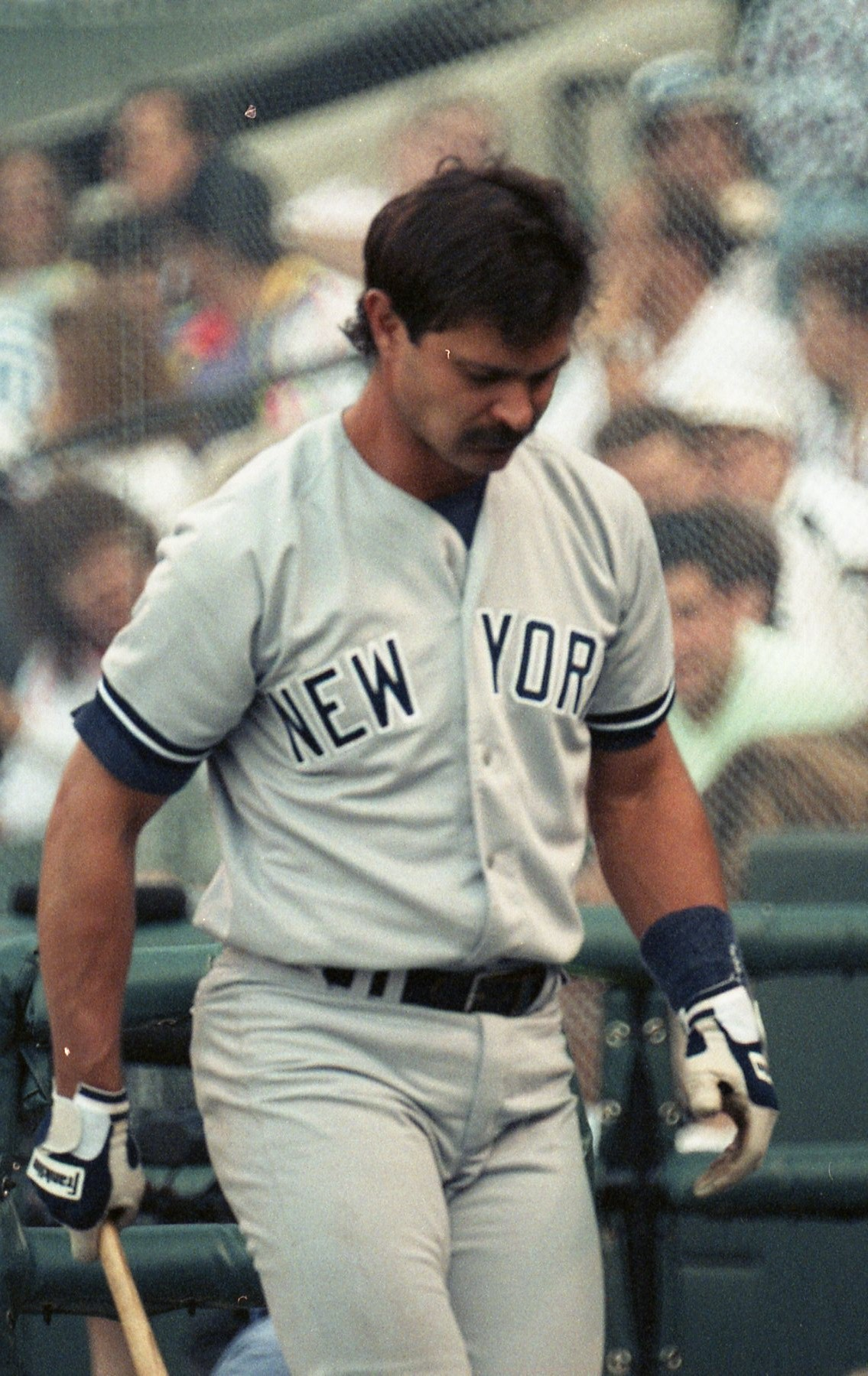
Don Mattingly recibió el MVP de la LA en 1985, pero no disputó una postemporada hasta una década después.

En 1982 y 1983 quedaron quintos y terceros, respectivamente. Henry Fetter escribió sobre el plantel de 1984, que tenía varios jugadores de edad avanzada: «Habían reunido una alineación de estrellas, pero era la de 1979». En lo que se convirtió en una tendencia en temporadas futuras, carecieron de lanzadores efectivos, deshaciendo los esfuerzos de una ofensiva compuesta por miembros como Winfield o Don Mattingly, quien procedente de las categorías inferiores, lideró la Liga Americana en promedio de bateo en 1984. En 1985 reforzaron el ataque con Rickey Henderson, mientras que Mattingly recibió el MVP con 145 carreras impulsadas y 35 jonrones —su mejor marca personal—, a la par que Guidry ganó 22 juegos, y los neoyorquinos obtuvieron 97 victorias, dos por debajo de los Toronto Blue Jays. El total de triunfos disminuyó en 1986, con noventa y dos, y solo sirvió para repetir el mismo puesto, aunque esta vez tras los Red Sox. Asimismo, en 1987, Mattingly conectó un récord de seis jonrones de Grand Slams, pero tuvo que lidiar con un dolor de espalda que limitó su efectividad en las siguientes sesiones, lo que se unió a un cuarto lugar que comenzó una racha de seis años de no superar esa posición. A pesar de tener la mayor cantidad de victorias de cualquier equipo de las Grandes Ligas durante la década de 1980, se perdieron las eliminatorias ocho veces durante este tiempo y no ganaron ninguna Serie Mundial. Muchos fanáticos de la ciudad optaron por apoyar a los Mets, quienes de 1984 a 1992 los superaron en asistencia, aunque esto no repercutió significativamente en sus finanzas, ya que tenían un contrato de derechos de televisión de doce años con la cadena Madison Square Garden que les dio una cifra jamás antes vista de 500 millones USD, lo que les otorgó flexibilidad para aumentar su nómina.
Winfield salió en mayo de 1990, año en el que perdieron noventa y cinco juegos (41.4 %), por lo que terminaron los últimos, el peor porcentaje de victorias desde 1913. De igual manera, se produjeron cambios en la oficina central, que el autor Glenn Stout cita como «un punto de inflexión para el club». Winfield se había convertido en un objetivo de Steinbrenner desde mayo de 1985, pues el mandatario lo llamó «Mr. May», es decir, un jugador que solo se desempeñó bien al comienzo de la temporada. Además, también le molestaba su salario, ya que era demasiado alto, y llegó a criticar una fundación benéfica dirigida por él, por lo que pagó a una persona para que le encontrara «trapos sucios», un incidente que resultó en una prohibición indefinida para Steinbrenner, aunque después se redujo a tres años. Bajo el nuevo gerente general Gene Michael, los Yankees le dieron a su talento de categorías inferiores más tiempo para mejorar sus habilidades, así como más oportunidades de jugar en el equipo principal si eran lo suficientemente buenos. Los beisbolistas desarrollados durante sus años de reconstrucción incluyen al jardinero Bernie Williams, futuro líder en promedio de bateo de la Liga Americana, y un grupo —Derek Jeter, Andy Pettitte, Jorge Posada y Mariano Rivera— que se convirtió en la pieza central durante el período 1996-2000, apodado el «Core Four».
Tras setenta y un victorias en campaña 1991, reemplazaron a su gerente titular —Stump Merrill— por Buck Showalter, quien aumentó el tiempo de juego otorgado a los jóvenes. Mientras que en 1992 se quedaron a veinte juegos de superar al líder, las adquisiciones en la temporada baja —el tercera base Wade Boggs, el lanzador Jimmy Key y el jardinero Paul O'Neill— ayudaron en 1993 a obtener un registro de 88-74, su mejor resultado en las últimas siete sesiones. Asimismo, en 1994 se situaban en la primera posición hasta que la campaña se vio interrumpida por una huelga que resultó en la cancelación de las eliminatorias y la Serie Mundial. Por otro lado, en 1995 llegaron a la postemporada, la primera de Mattingly, al ganar el primer puesto de comodín de la Liga Americana, pero sufrieron una derrota contra los Seattle Mariners en la Divisional.

### El «Core Four» (1996-2001)

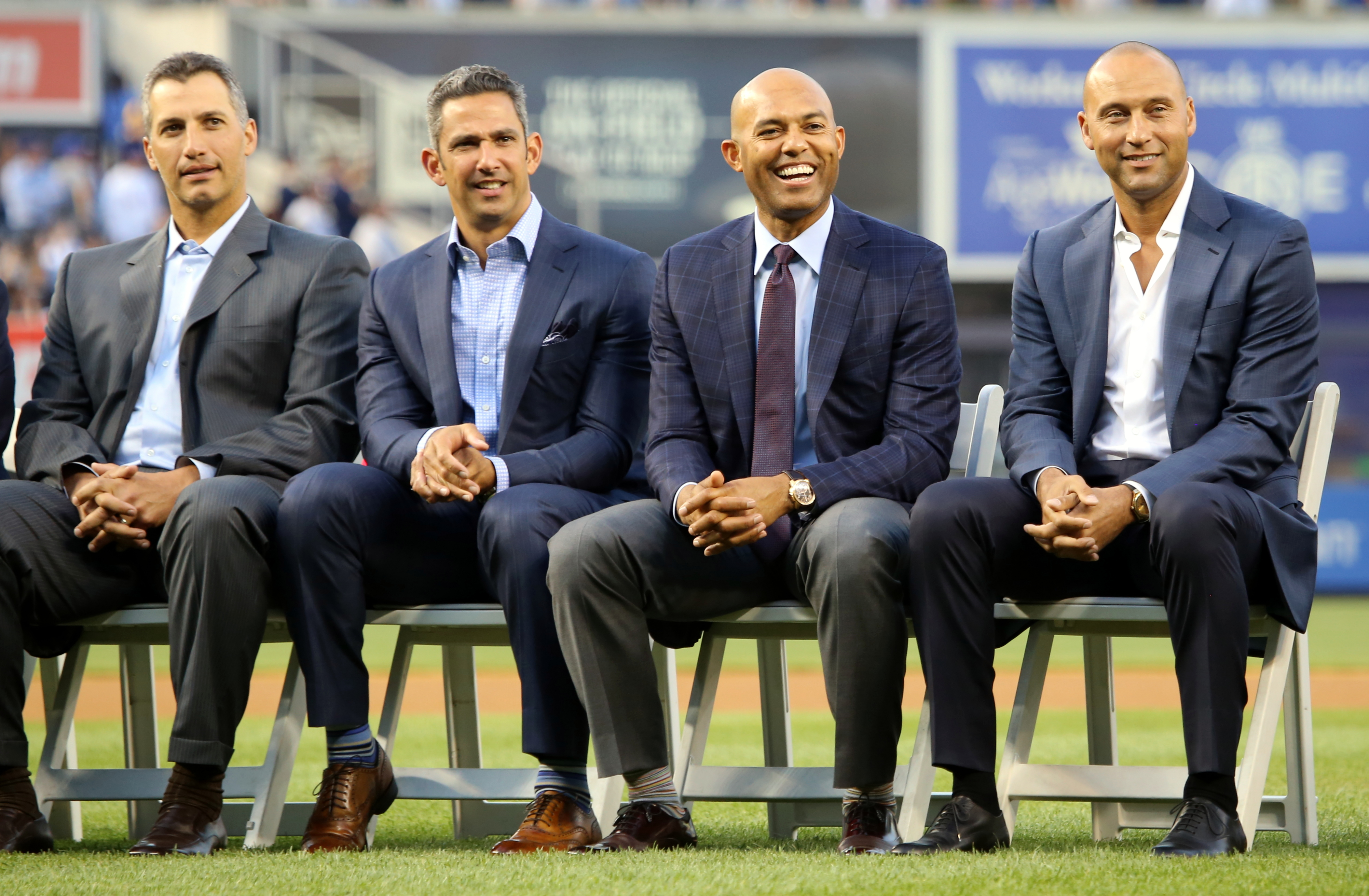
El «Core Four» (de izquierda a derecha: Andy Pettitte, Jorge Posada, Mariano Rivera y Derek Jeter) ganó cuatro Series Mundiales de 1996 a 2000.

Mattingly no regresó a los Yankees para 1996, por lo que reemplazaron a Showalter por Joe Torre. Por lo demás, Jeter ganó el premio al Novato del Año de la LA en su primera temporada completa, mientras que Pettitte —con veintiún victorias— se situó el segundo en la votación del Cy Young, y Rivera registró un 8-3 y un efectividad del 2.09 %. Tras quedar primeros, superaron a los Texas Rangers y los Baltimore Orioles antes de medirse a los Atlanta Braves en la Serie Mundial, donde perdieron los dos primeros juegos en casa por una puntuación combinada de 1-16. Pese a ello, se proclamaron campeones al obtener cuatro triunfos consecutivos, incluida una remontada de seis carreras en el cuarto partido. En 1997 firmaron al abridor David Wells, a la par que permitieron que el cerrador John Wetteland quedara libre, lo que permitió a Rivera ocupar su puesto. En cuanto a resultados, obtuvieron el comodín, pero perdieron en la Serie Divisional contra los Cleveland Indians.
En preparación para 1998, cambiaron al gerente general Bob Watson por Brian Cashman, además de obtener los servicios de Scott Brosius, Chuck Knoblauch y Orlando Hernández. Por otro lado, ganaron veintiocho de sus primeros treinta y siete partidos, una racha que concluyó con un juego perfecto lanzado por Wells, y en agosto tenían un registro de 76-27. Algunos escritores, como Tom Verducci, Teddy Greenstein y Appel, consideran que el conjunto de ese año se encuentra entre los mejores en la historia del béisbol, pues obtuvieron un récord en la Liga Americana de 114 victorias por 48 derrotas. Tras vencer en las eliminatorias a los Texas Rangers y los Cleveland Indians, barrieron a los San Diego Padres en la Serie Mundial, por lo que obtuvieron su vigesimocuarto título. Antes de comenzar la campaña 1999, canjearon a Wells por Roger Clemens, quien acababa de completar dos temporadas consecutivas ganadoras del Cy Young con los Blue Jays. Ese año incluyó otro juego perfecto, esta vez por parte de David Cone, así como el liderazgo de los neoyorquinos con noventa y ocho victorias, tras lo que barrieron a los Texas Rangers en la Divisional. Esto llevó a una Serie de Campeonato contra los Boston Red Sox, a los que ganaron por un global de 4-1, para después hacer un perfecto de cuatro triunfos en la Serie Mundial frente a los Atlanta Braves.
Asimismo, en 2000 pasaron a los playoffs con un registro de 87-74, el peor entre todos los clasificados, aunque vencieron en las dos rondas previas a la Serie Mundial, en la que superaron a los New York Mets cuatro a uno, por lo que obtuvieron su tercer título consecutivo, siendo la primera Serie del Subway desde 1956. El lanzador Mike Mussina firmó para 2001, mientras que acabaron líderes con trece triunfos por encima de los Boston Red Sox. Los atentados del 11 de septiembre interrumpieron el transcurso de la temporada y la reanudación del béisbol en la ciudad se convirtió en un símbolo de cómo esta se recuperó de la destrucción de las Torres Gemelas. En la Divisional remontaron un 2-0 de los Oakland Athletics y se impusieron por 4-1 a los Seattle  

### Últimos años en el viejo Yankee Stadium (2002-2008)

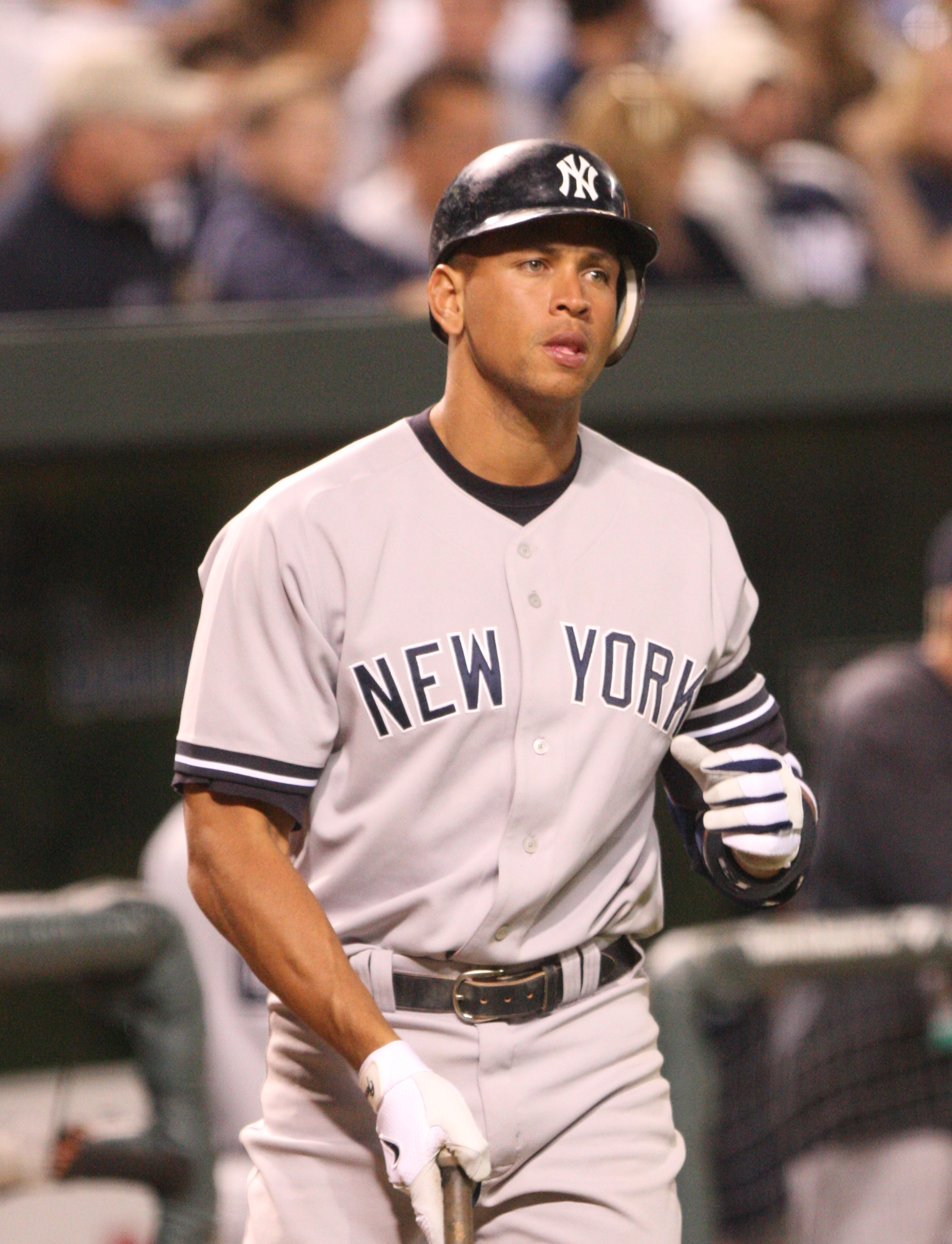
Alex Rodriguez, quien recibió el MVP de la LA en 2005 y 2007.

Tras el final de la temporada 2001, se marcharon varios jugadores que llevaban en el equipo desde la década de 1990 y principios del 2000. En 2002 ganaron su quinto título de la División Este, aunque perdieron contra los Anaheim Angels en la Serie Divisional. En cuanto a los fichajes, para 2003 se hicieron con el destacado bateador japonés Hideki Matsui, procedente de los Yomiuri Giants, mientras que la adquisición del cubano José Contreras generó quejas por parte de Larry Lucchino —director ejecutivo de los Red Sox—, quien usó el apodo «imperio del mal» para los Yankees. Este nombre se debió a que los de Boston perdieron ante los neoyorquinos en la lucha por obtener a Contreras, en parte por la gran cantidad de dinero que ofrecieron, lo que hizo que las tensiones entre ambos equipos aumentaran en las próximas campañas. En ese año la nómina general había alcanzado los 153 millones USD, más que los Padres, los Brewers, los Royals y los Tampa Bay Devil Rays juntos. Respecto a la competición, Jeter se convirtió en el capitán y se enfrentaron a los Red Sox en la Serie de Campeonato, a los que superaron por 4-3 con un jonrón en la undécima entrada del último partido. No obstante, en la Serie Mundial sufrieron una derrota por dos a cuatro contra los Florida Marlins.
En 2004 agregaron poder de bateo al fichar a Gary Sheffield y Álex Rodríguez, quien se convirtió en el tercera base, mientras que tres de los lanzadores abridores del año anterior —Clemens, Pettitte y Wells— salieron como agentes libres. Lograron encabezar la División Este con 101 victorias, tras lo cual vencieron a los Minnesota Twins por 3-2, lo que deparó una oportunidad de revancha por parte de los Red Sox en la Serie de Campeonato. Los Yankees tomaron una ventaja de 3-0, pero perdieron los cuatro juegos restantes, situación inédita en las Grandes Ligas. En 2005, Rodríguez recibió el MVP de la LA, ya que conectó una cifra líder de 48 jonrones, además de 124 carreras y un promedio de bateo del 32.1 %. Si bien quedaron empatados en el primer lugar de la División con los Red Sox, se le otorgó el título a los neoyorquinos por ganarles en la serie de la temporada regular. En la primera ronda cayeron ante Los Angeles Angels por 2-3, al igual que en 2006 contra los Tigers por 1-3.
Rodríguez volvió a ganar el MVP en 2007, ya que sus 54 jonrones y 156 carreras impulsadas encabezaron la Liga Americana, además de anotar 143 carreras. Después de que comenzaron el año con ocho derrotas de diferencia con las victorias, se recuperaron y obtuvieron el comodín, pero acabaron su travesía en postemporada ante los Indians en la Divisional. Torre decidió no renovar y Joe Girardi tomó su lugar, mientras que Rodríguez usó una cláusula de exclusión voluntaria en su contrato para convertirse en agente libre, aunque decidió quedarse al firmar por una cifra récord de 275 millones USD durante diez temporadas. La campaña 2008 fue la última en la que jugaron en el Yankee Stadium original, puesto que buscaron un nuevo campo para aumentar los ingresos, siguiendo el ejemplo de otros equipos de las Grandes Ligas. De igual manera, ese año los hermanos Hal y Hank Steinbrenner dirigieron la entidad como socios generales, ya que la salud de George empezó a deteriorarse. En cuanto a resultados, terminaron los terceros de su sección, por lo que no lograron clasificarse a las eliminatorias.

### Nuevo estadio y 27.ª Serie (2009-2016)

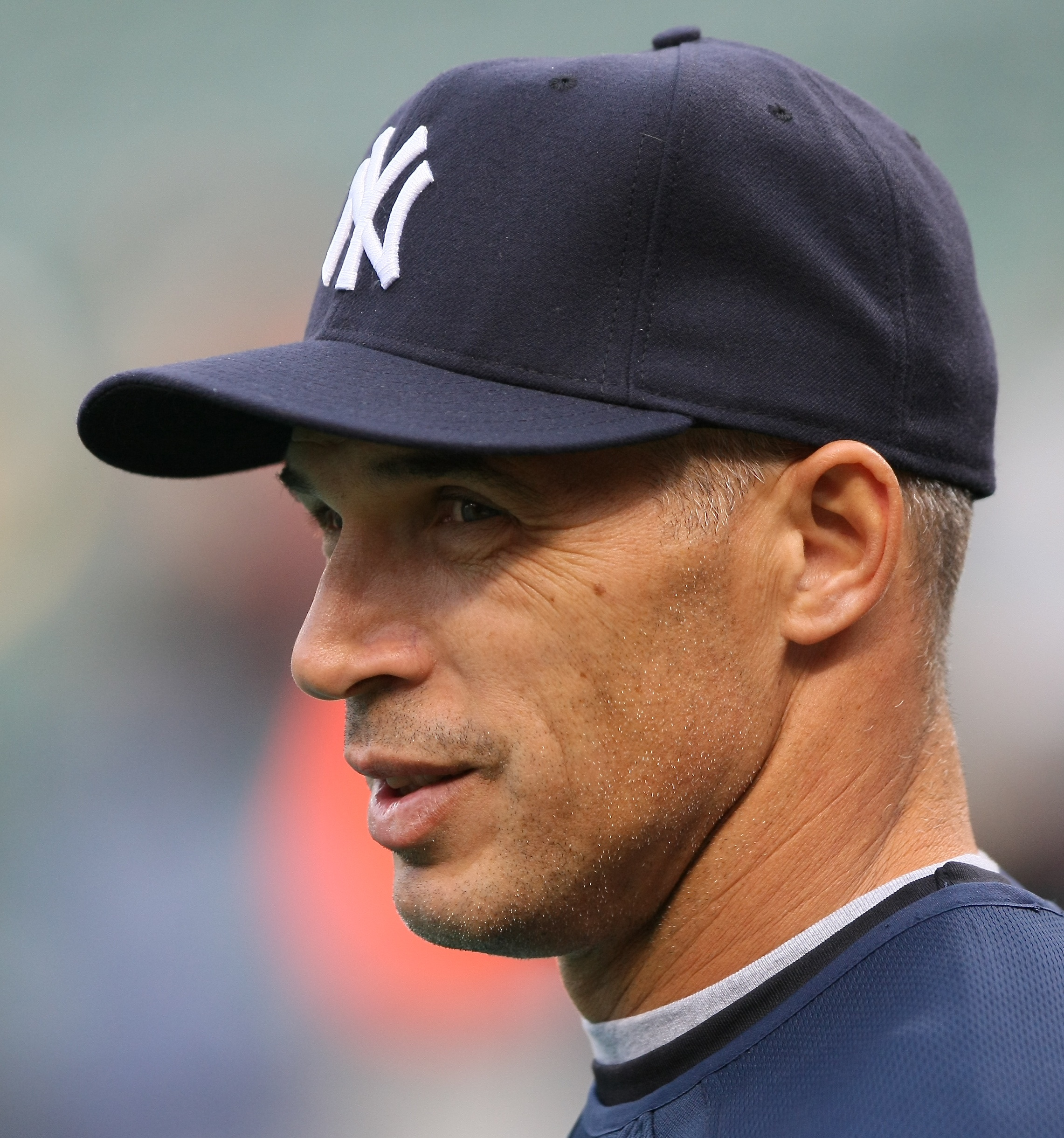
Joe Girardi en 2009

En 2009 se mudaron al nuevo Yankee Stadium y gastaron 423.5 millones USD en salarios para tres beisbolistas que llegaron libres: los lanzadores CC Sabathia y A. J. Burnett, y el primera base Mark Teixeira. Con una plantilla de gran costo, salieron victoriosos en 90 de sus últimos 134 juegos y rompieron su propia marca de jonrones en una temporada, al conectar 244. Asimismo, en septiembre Jeter batió otra marca del club al superar a Gehrig como el jugador con más hits de todos los tiempos. En cuanto a los resultados grupales, quedaron primeros de su división al registrar 103 victorias, mientras que en la postemporada vencieron a los Twins en la Divisional y a los Angels en la Serie de Campeonato, avanzando a la Serie Mundial. En ella se enfrentaron a los campeones de la edición anterior, los Philadelphia Phillies, a los que derrotaron por 4-2 para ganar su título número veintisiete.
En la temporada siguiente obtuvieron la clasificación vía comodín, pero los Rangers terminaron su defensa del título al vencer a los neoyorquinos por dos a cuatro. Por otro lado, en 2011 varios jugadores establecieron marcas individuales, como Jeter, que se unió al club de los 3000 hits el 9 de julio, o Rivera, que logró el salvamento 602 de su carrera el 18 de septiembre, rompiendo el récord de por vida que tenía Trevor Hoffman. Si bien quedaron los primeros de su división con 97 triunfos, perdieron en la Serie Divisional ante los Tigers. Por su parte, en 2012 Rivera sufrió una lesión en la rodilla derecha que no le permitió terminar la temporada, aunque incluso sin el cerrador, los Yankees obtuvieron una ventaja de diez juegos a mediados de julio y mantuvieron a raya a los Orioles para ganar la división por un margen final de dos encuentros. Después de vencer al mismo equipo en la Divisional, volvieron a perder contra los Tigers en la siguiente ronda, esta vez por cero a cuatro.
A pesar de que en 2013 veinte jugadores, Jeter entre ellos, fueron colocados en la lista de lesionados al menos una vez, tuvieron la oportunidad de lograr el comodín, pero se desvanecieron al final de la campaña y no les alcanzó para clasificarse. De igual manera, Rodríguez no pudo disputar la temporada 2014 al recibir una sanción por el uso de drogas para mejorar su rendimiento y, a pesar de firmar varios bateadores, quedaron seis juegos por debajo de los Orioles. La ofensiva mejoró en 2015, pues acabaron la sesión regular con la segunda mayor cantidad de carreras, mientras que se embolsaron el comodín con un segundo lugar, pero salieron derrotados ante Houston en un desempate de un juego. Si bien en 2016 lograron 84 victorias, se perdieron las eliminatorias por tercera vez en cuatro años.

### Los «Baby Bombers» (2017-presente)

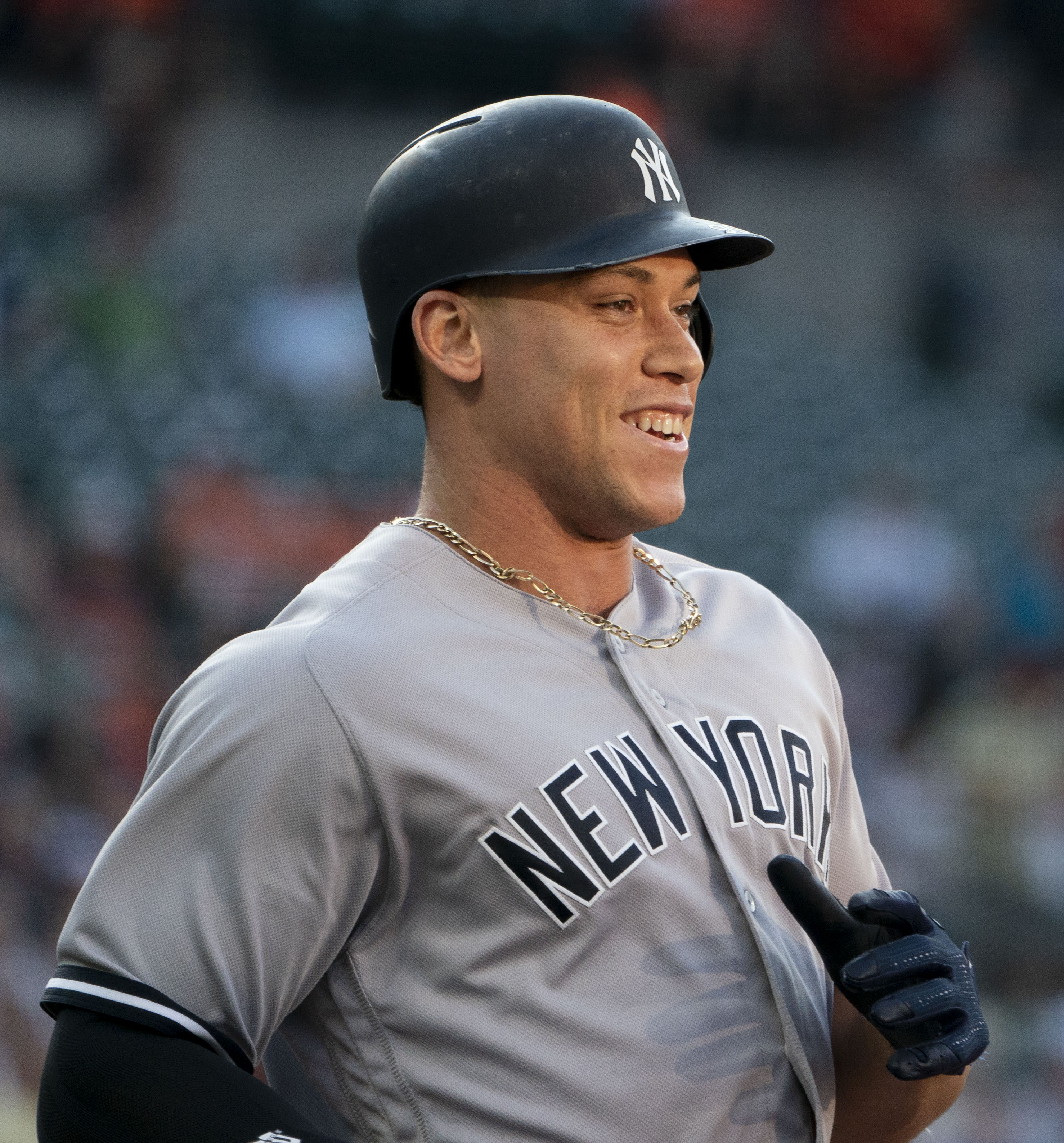
Aaron Judge en 2018

Para la campaña 2017 contaron con un grupo de jugadores jóvenes, entre los que se encontraban Aaron Judge, Gary Sánchez, Luis Severino y Greg Bird, que empezaron a ser conocidos como los «Baby Bombers». Como novato, el jardinero Judge conectó 52 jonrones, una cifra inédita para un jugador de primer año y la mayor de la liga, por lo quedó subcampeón en el premio MVP de la LA, a la vez que recibió el galardón al mejor debutante. Asimismo, el equipo se ganó un puesto en la postemporada y venció a los Twins en la Ronda del Comodín y a los Indians por 3-2 en la Serie Divisional, antes de perder contra los Astros por 3-4. Después de la derrota y tras diez años como mánager, Girardi fue reemplazado por el exjugador Aaron Boone. En 2018 adquirieron a Giancarlo Stanton, MVP de la LA el curso anterior, en un canje con los Marlins; el jardinero hizo 38 de los 266 jonrones con los que el club estableció un récord en una sola temporada. Se clasificaron nuevamente para las eliminatorias y llegaron hasta la Divisional, donde cayeron por uno a tres antes los Red Sox.
En 2019 ganaron 103 juegos y el campeonato Este de la LA, a la vez superaron su propio récord al conectar 306 cuadrangulares, si bien los Twins —su rival en la Divisional— hicieron uno más. Después de barrer a los de Minnesota, tuvieron otro enfrentamiento contra Houston en el que un jonrón de José Altuve en el sexto juego puso la ronda en 2-4. La eliminación de los neoyorquinos significo la primera vez desde la década de 1910 que estuvieron diez años sin llegar a ganar un banderín. Antes de la temporada 2020, que se redujo a 60 juegos debido a la pandemia de COVID-19, buscaron reforzar la línea de lanzamiento y firmaron al abridor Gerrit Cole con un contrato de nueve años y 324 millones USD. A su vez, se clasificaron para la postemporada por cuarta vez consecutiva, pero cayeron por 2-3 frente a los Tampa Bay Rays en la Divisional.
Arrancaron la temporada 2023 de MLB, por primera vez en 55 años, los 30 equipos vieron acción en el Opening Day, cartelera que arrancó con el partido entre Yankees y Giants desde Nueva York, encuentro que se llevaron los mulos con una gran actuación de Gerrit Cole.

## Indumentaria

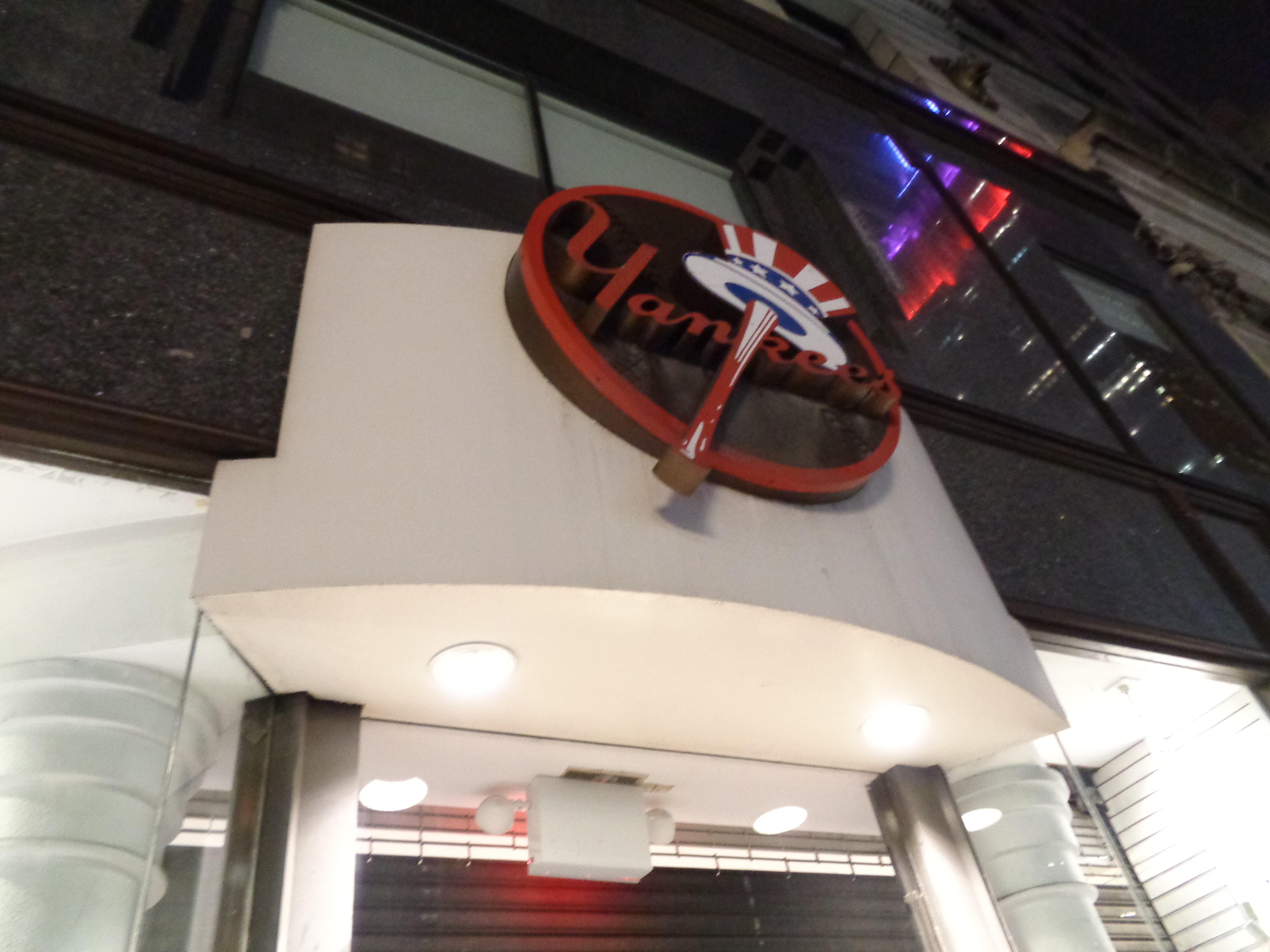
Escudo del club en la tienda oficial de Manhattan

Durante parte de su etapa como los Highlanders, el logotipo eran variaciones de una «N» y una «Y» estilizadas que se colocaban por separado a cada lado del pecho de la camiseta. No fue hasta 1909 que cambiaron al «NY» entrelazado que sería el logo del equipo mucho después de que empezaran a ser conocidos como los Yankees. Louis Comfort Tiffany, de la joyería Tiffany & Co., diseñó el entrecruzado en 1877, como parte de una medalla conmemorativa entregada a John McDowell, miembro del Departamento de Policía de Nueva York herido por disparo de bala. El propietario de la entidad, William Devery, quien anteriormente había sido policía, lo adoptó para el club. Por otro lado, la imagen principal, creada en 1947 por el artista Henry Alonzo Keller, consiste en la palabra «Yankees» escrita en rojo contra una pelota de béisbol del mismo color, con un bate que forma la línea vertical de la «k», así como un sombrero del Tío Sam en su parte superior. Este ha sido modificado ligeramente a lo largo de los años, y la versión vigente apareció por primera vez en la década de 1970.
El entrelazado ha variado mucho y en la actualidad hay tres versiones principales en uso. Una es la insignia de la gorra, en la que ambas letras son aproximadamente del mismo tamaño y sin adornos, mientras que otra es el logo en el pecho de la camiseta local. La «Y» es más grande, las letras más cuadradas y las curvas más exageradas, a la vez que apareció por primera vez ahí en 1912 y continuó hasta el cambio de nombre de 1913; después de desaparecer en 1917, regresó definitivamente en 1936. Por su parte, la tercera es el símbolo impreso que se usa ampliamente para la mercadotecnia, está pintado detrás del home plate del estadio y aparece en los cascos de bateo, en el que la «N» es más grande y más curva, a la par que las letras tienen serifas grandes al final.

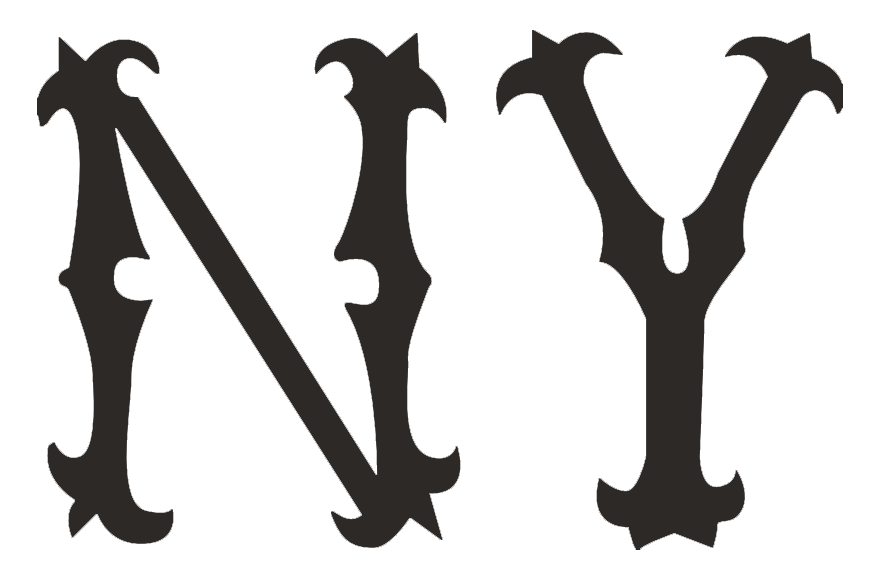
Logo de 1903
Insignia de la gorra
Logo de la camiseta
Impresión

Los colores del club son el azul marino, el gris y el blanco. El uniforme de local es blanco con rayas verticales y un «NY» de azul marino entrelazado en el pecho, a la que vez que el de visitante es gris con «NEW YORK» inscrito en azul oscuro delineado en rayas blancas y el puño de la manga es marino-blanco-marino. El número del jugador está en la parte posterior de la camiseta de local en negro —en blanco en el conjunto de visitante— y no está acompañado por el nombre. Ambos uniformes comparten la misma gorra, que es de azul marino y tiene un «NY» blanco y entrelazado. Los Yankees agregaron telas a rayas a sus vestimentas en 1912 y después las volvieron a añadir de manera permanente en 1915, mientras que en 1929 se convirtieron en el primer equipo en hacer de los números una parte permanente de la indumentaria. Sin embargo, cuando otras entidades comenzaron a poner nombres en la parte posterior de las camisetas en la década de 1960, los Yankees no hicieron lo mismo. Asimismo, los únicos uniformes formales en los que usan nombres en la espalda son los utilizados durante el Players Weekend de las Grandes Ligas, un evento anual que se celebra desde 2017. De igual manera, en varias ocasiones han usado indumentarias especiales con el objetivo de rendir homenaje o por casos específicos. Un ejemplo de ello es cuando vistieron una gorra con los colores de la bandera de los Estados Unidos por el Día de los Caídos de 2009, a la par que para la misma festividad, esta vez en 2013, lucieron cubrecabezas y camisetas con un diseño de camuflaje. Nike es el proveedor oficial de los uniformes de las Grandes Ligas y New Era el de las gorras.
Aunque han empleado el mismo uniforme de visitante desde 1918 —con la excepción de 1927 a 1930, cuando la palabra arqueada «NEW YORK» se reemplazó por «YANKEES»—, en 1974 se propuso un cambio radical. Marty Appel en su libro Now Pitching for the Yankees describe los trajes planteados: «Entré en la oficina [...] y encontré muestras de los nuevos atuendos de los Yankees. Eran lo opuesto a las telas a rayas de local: azul marino con telas a rayas blancas. El logo de “NY” estaba en blanco. [...] Aunque los uniformes de visitante no eran emocionantes, con el simple “NEW YORK” en el pecho, eran tan parecidos a los de los Yankees como los de local. Creo que mi dramático desdén ayudó a salvar el día y a los Yankees de usar esos horribles conjuntos en el campo». En 1973, el propietario George Steinbrenner introdujo una política de apariencia tras ver el aspecto de Thurman Munson durante la presentación del himno nacional que establece: «Todos los jugadores, entrenadores y ejecutivos masculinos tienen prohibido exhibir vello facial que no sea bigote (excepto por razones religiosas), y el cabello del cuero cabelludo no puede crecer por debajo del cuello». La norma planteó objeciones por parte de algunos miembros como Don Mattingly, quien desafió abiertamente las solicitudes por parte de la gerencia para que se cortara el pelo; en respuesta, lo sacaron de la alineación titular y lo multaron repetidamente hasta que prometió recortárselo. Por su parte, Lou Piniella retó la regla durante el entrenamiento de primavera en Fort Lauderdale, mientras que citó que Jesucristo tenía el cabello largo. La política ha llevado a la especulación de los medios de que cuando un beisbolista se corta el pelo fichará por los Yankees.

## Instalaciones

### Anteriores estadios

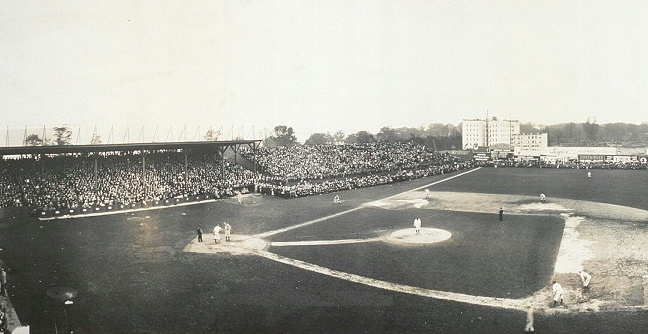
El Hilltop Park en 1903

Los Baltimore Orioles disputaban sus encuentros en el Oriole Park, inaugurado el 6 de abril de 1901 y ubicado entre NW Greenmount Ave y 29th St. Tras el traslado a Nueva York, el club comenzó a jugar en el Hilltop Park, formalmente conocido como American League Park, que estaba ubicado entre las calles 165 y 168, entre Broadway y Fort Washington Avenue (Manhattan). Con una superficie de 3.9 hectáreas, los neoyorquinos invirtieron más de doscientos mil USD en la excavación del terreno, que era un parque con muchos árboles que necesitaron ser talados, así como un lago artificial a drenar y rellenar. El partido inaugural se llevó a cabo el 30 de abril de 1903, cuando los por entonces llamados Highlanders vencieron a los Washington Senators por seis a dos. Por otro lado, tenía forma de trapezoide y estaba construido de madera, además de poseer cerca de 15 000 asientos, si bien se permitía que los asistentes estuvieran de pie en los jardines, por lo que la capacidad real era de aproximadamente 25 000 personas. Asimismo, su estructura consistía en una tribuna techada que se extendía desde la primera hasta la tercera base, al igual que secciones de gradas descubiertas a lo largo de las líneas del jardín derecho e izquierdo. En 1911, los New York Giants usaron el campo desde el 15 de abril al 30 de mayo, ya que se incendió el Polo Grounds. Los Highlanders tuvieron dificultades para atraer fanáticos al Hilltop Park, y Appel escribió al respecto: «Quizás lo mejor que se puede decir sobre el estadio es que nunca se incendió». Ante la situación, al final de la temporada 1912 el propietario Farrell comenzó a buscar un sitio para levantar una nueva cancha. El campo, que era propiedad del Instituto de Educación Especial de Nueva York, tuvo su último partido de los neoyorquinos el 5 de octubre de 1912, mientras que se demolió en 1914.
En 1913 se mudaron al Polo Grounds, en Upper Manhattan, como inquilinos de los Giants. Sin embargo, en 1919, los Yankees comenzaron a disputar sus partidos como locales los domingos, pues hasta entonces, las «leyes azules» habían prohibido el béisbol dominical en el estado de Nueva York. La asistencia para ver al equipo aumentó a más del doble ese año, con 619 164 personas, si bien los Giants pronto se movieron para forzar a los Yankees a salir del Polo Grounds, en un esfuerzo por asegurar más partidos en casa el domingo. Asimismo, en 1920 alcanzaron por primera vez el millón de asistentes en una temporada, con 1 289 422, casi el doble que la anterior y que la media de la Liga Americana. En cuanto a su capacidad, en 1913 era para 16 000 personas, pero después de una reforma en 1917 subió a 39 000. En 1923 ambas entidades ya no compartían el Polo Grounds, ya que el propietario de los Giants, Charles Stoneham, decidió no extender el contrato, por lo que el 5 de febrero de 1921 anunciaron la compra de un terrenos de diez acres en El Bronx, con el objetivo de construir un campo.

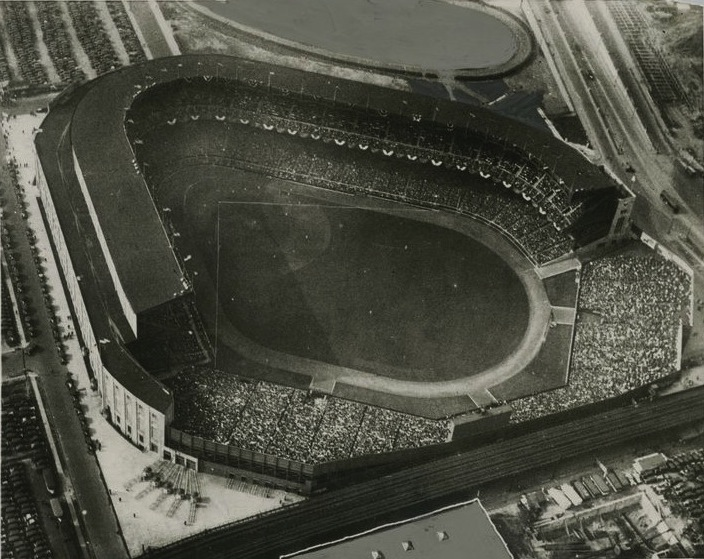
Imagen aérea del Yankee Stadium en sus primeros años

El nuevo recinto, llamado Yankee Stadium, constaba de una instalación de tres pisos y una capacidad inicial para 70 000 espectadores. Por ello, el escritor Peter Carino dijo al respecto: «La instalación más grande e impresionante que cualquier otra construida para albergar a un equipo de béisbol». Tuvo un costo de 2.5 millones, así como que se tardó 284 días en construirlo, ya que las obras comenzaron el 5 de mayo de 1922. En el partido inaugural, celebrado el 18 de abril de 1923, Babe Ruth conectó el primer jonrón en la historia del sitio, por lo que el periodista Fred Lieb lo llamó «la casa que construyó Ruth», dada su «gran habilidad para atraer a la multitud». En este, una multitud anunciada de 74 200 personas llenó el campo, mientras que otras miles más se quedaron fuera, puesto que lo bomberos obligaron al cierre de las puertas. En 1937 se hicieron algunas reformas como el reemplazo de las gradas de madera por concreto, además de la alteración de sus dimensiones. Por otro lado, en abril de 1945, el presidente Larry MacPhail anunció que se iba a instalar un nivel adicional de gradas para aumentar la capacidad a 100 000 personas, pero los planes fracasaron y esto no se llevó a cabo; a pesar de ello, el año siguiente se añadieron luces.
En otro orden de cosas, el estadio fue propiedad de los Yankees hasta 1953, cuando los dueños Dan Topping y Del Webb lo vendieron, junto con el Municipal Stadium —donde jugaba uno de sus filiales—, al industrial Arnold Johnson, quien a su vez traspasó el terreno donde se encontraba a los Caballeros de Colón.  Después de comprar los Philadelphia Athletics y transferirlos a Kansas City en noviembre de 1954, Johnson vendió el Yankee Stadium a John W. Cox el 22 de marzo de 1955. Cox, que se graduó en la Universidad Rice, lo donó a su alma mater el 19 de julio de 1962. No se volvieron a efectuar grandes cambios hasta principios de la década de 1970, cuando el alcalde John Lindsay se acercó al presidente del equipo, Michael Burke, que era propiedad de CBS, con una oferta para gastar veinticuatro millones en mejoras. Burke presentó dos propuestas para construir un nuevo estadio en el mismo sitio, a la par que los New York Giants anunciaron que dejarían el campo en poco tiempo. Para poder hacer la reforma, en 1971, la ciudad obligó —vía expropiación— a Rice a venderlo por 2.5 millones USD, así como a los Caballeros de Colón a despojarse del terreno. Finalmente, se cerró para su renovación en septiembre de 1973, por lo que disputaron las temporadas 1974 y 1975 en el Shea Stadium, en Queens, donde jugaban los New York Mets. Por entonces, la estructura de El Bronx estaba deteriorada y varias de las piezas de hormigón se estaban cayendo.

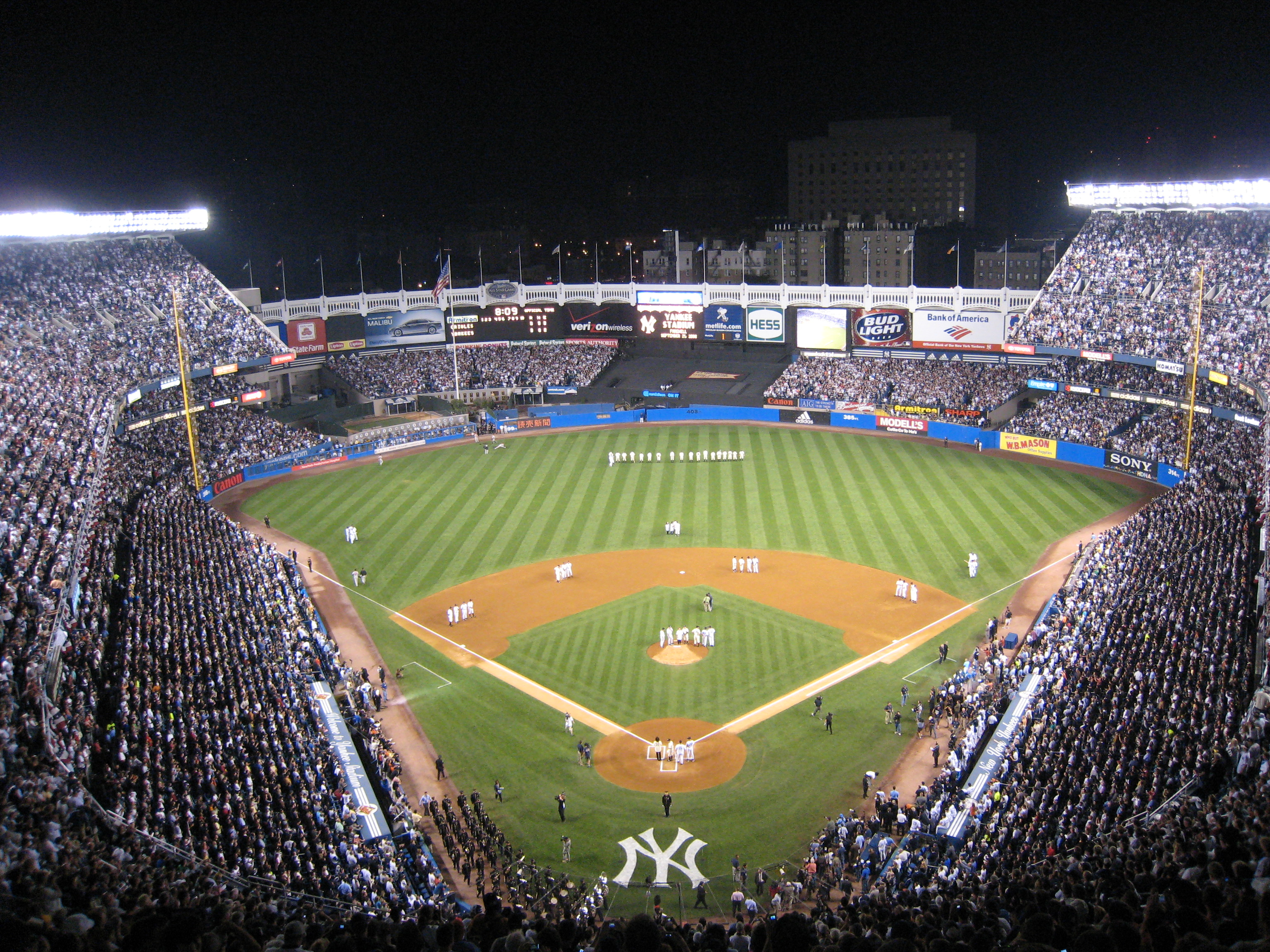
Último partido en el estadio, el 21 de septiembre de 2008

Si bien la carcasa exterior se mantuvo igual, con sus paredes de hormigón originales pintadas, los cambios más notables incluyeron la eliminación de 118 columnas que reforzaban cada nivel de la tribuna, el reemplazo del techo, la reducción del campo de juego, la implementación de escaleras mecánicas y rampas en tres secciones para hacer de la cubierta superior un lugar más accesible y el cambio de los asientos de madera por unos de plástico. Además, se construyó un nivel intermedio con un palco de prensa más grande y dieciséis balcones de lujo, mientras que cerca de un tercio de los asientos de las gradas fueron eliminados. Por otro lado, se levantó un muro detrás de las gradas que bloqueaban la vista desde la avenida Gerard y la plataforma elevada del metro sobre River, en el que se erigió la primera pantalla de repetición instantánea en el béisbol. En total, la capacidad se redujo a 57 545 personas, a la par que las estatuas y demás elementos del Monument Park se movieron de sitio. Aunque era esencialmente la misma estructura, las renovaciones fueron lo suficientemente importantes de forma que algunas fuentes los consideren dos estadios diferentes, como así lo hacen Baseball Almanac y Baseball-Reference.com, que llaman al original «Yankee Stadium I» y al renovado «Yankee Stadium II».
Además, el 13 de abril de 1998, una viga de cuarenta y seis centímetros de largo cayó sobre un asiento antes de un juego programado, lo que provocó el aplazamiento de dos encuentros y la reubicación de un tercero al Shea Stadium mientras se realizaba una inspección. Tras años de especulación, en 2006, los Yankees empezaron la construcción de un nuevo campo, por lo que dejaron el estadio en 2008, jugando su último partido el 21 de septiembre. Así pues, la demolición comenzó en marzo de 2009 con la eliminación del césped, mientras que concluyó en mayo de 2010, y en su lugar se levantó un complejo de parques de diez acres llamado Heritage Field. Por otro lado, a pesar de ser el béisbol la función principal del Yankee Stadium, albergó eventos de los Testigos de Jehová, en el que en uno de ellos celebrado el 3 de agosto de 1958 marcaron un récord de asistencia de 123 707 personas, y misas de los papas Pablo VI, Juan Pablo II y Benedicto XVI.

### Yankee Stadium

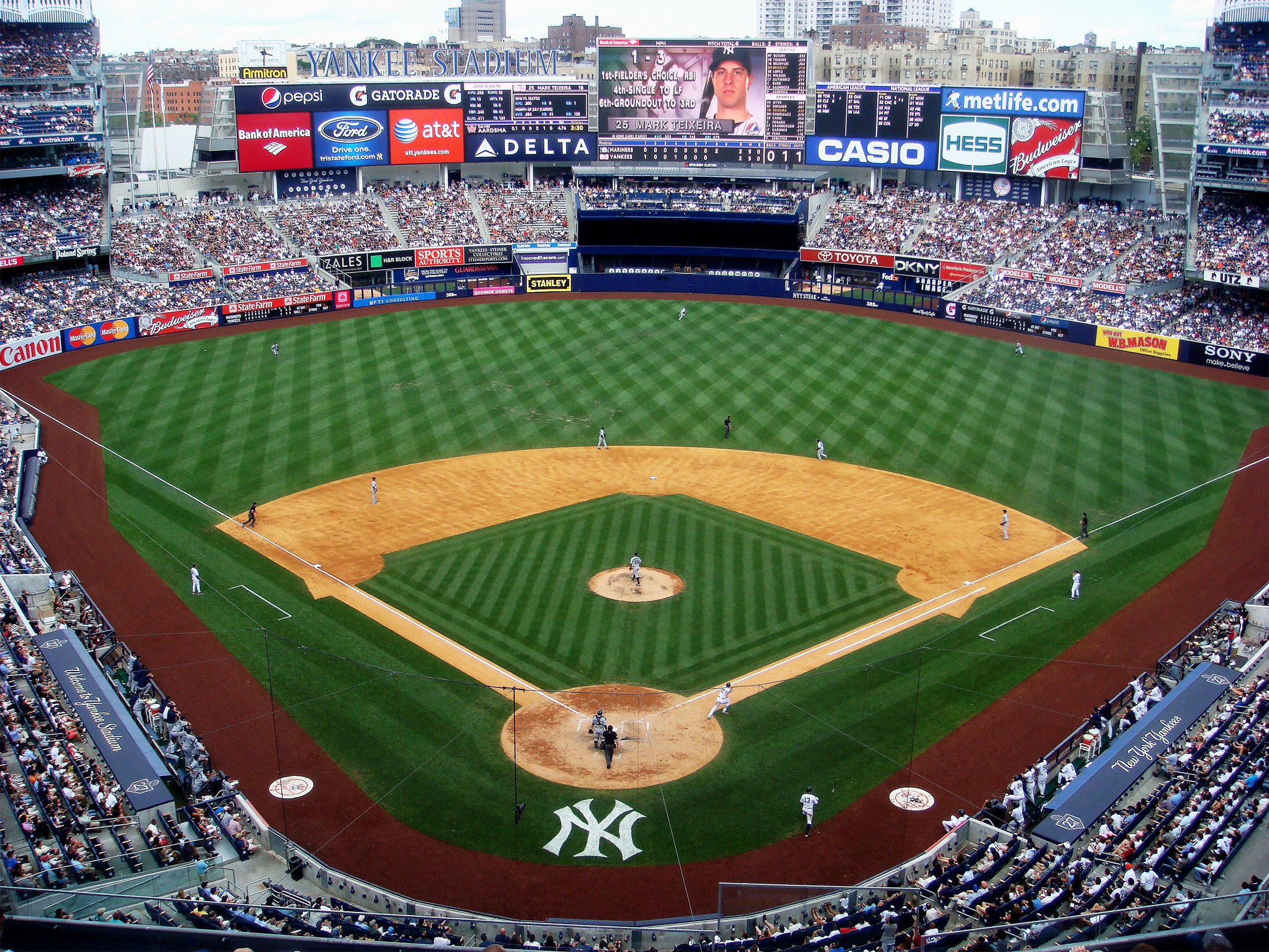
El nuevo Yankee Stadium en 2010

Los neoyorquinos juegan sus partidos como locales en el nuevo Yankee Stadium, ubicado en Concourse (El Bronx), justo al lado de donde se encontraba el anterior. Su construcción, que comenzó el 16 de agosto de 2006, fue llevada por el estudio de arquitectos Populous, y evoca algunos elementos del original como las dimensiones. Por otro lado, su partido inaugural oficial se disputó entre los Yankees y los Cleveland Indians el 16 de abril de 2009, si bien jugaron contra los Chicago Cubs un par de amistosos días antes. El exterior cuenta con 11 000 piezas de piedra caliza de Indiana, acompañadas de granito y hormigón prefabricado, mientras que cada puerta presenta el nombre del edificio en forma de «V» y letras de color oro. De igual manera, el interior está adornado con cientos de fotografías que capturan la historia de la entidad. Los asientos están distribuidos de manera similar a las gradas del original, con butacas de tribuna que se extienden más allá de los postes de falta, así como algunos de las gradas más allá de las vallas de los jardines. Además, cuenta con una amplia variedad de comodidades, a la vez que contiene un 63 % más de espacio que el anterior, con vestíbulos más amplios y líneas de visión abiertas en ellos, que se unen a 365 km de cableado ethernet, cerca de 1400 monitores de alta definición y aproximadamente diez millones de dólares en mercadería a la venta.
Por otro lado, en él se encuentran un museo, sesenta y siete suites, una tienda de recuerdos, una galería de imágenes y varios puestos de comida, como un Hard Rock Cafe. A su vez, es accesible mediante el Metro de Nueva York y sus trenes 4, D y B en las estaciones Calle 161–Estadio Yankee y Yankees-Calle 153 Este, así como a través de varias líneas de autobús. Aparte del béisbol, ha albergado varios eventos de fútbol entre equipos europeos, fútbol americano universitario, un par de partidos de la NHL al aire libre, boxeo y conciertos, entre otros. Según los Yankees, tiene capacidad para 46 537 personas, a la par que costó 2.3 mil millones USD, de los cuales los Yankees pagaron 670 millones y el estado el resto.

### Entrenamientos de primavera
En las Grandes Ligas, el entrenamiento de primavera (spring training) es una serie de prácticas y juegos de exhibición que tienen lugar entre febrero y marzo, a la vez que preceden al inicio de la campaña regular. Tienen lugar en Arizona (Liga del Cactus) y Florida (Liga de la Toronja), aunque las localizaciones han ido cambiando, y los equipos se distribuyen en dos grupos de quince para disputar sus partidos en una de las ligas; los Yankees juegan en la de Florida. El primer campo en el que los neoyorquinos participaron en este evento fue el Piedmont Park, ubicado en Atlanta (Georgia), donde realizaron las pretemporadas de 1903 y 1904. En las siguientes dos campañas se trasladaron a Alabama para actuar en el Highland Oval (Montgomery) en 1905 y el The Slag Pile (Birmingham) en 1906. Asimismo, de 1907 a 1912 viajaron hasta Georgia para pasar tres pretemporadas en el Ponce De Leon Park (Atlanta) en 1907, 1908 y 1912, dos en el Herty Field (Athens) en 1910 y 1911, y una en el Central City Park (Macon) durante 1909. En 1913 salieron de Estados Unidos para dirigirse a Hamilton, la capital del territorio británico de ultramar de Bermudas, y concentrase en el Hamilton Cricket Grounds con el objetivo de mejorar el rendimiento del equipo y aislarse de la vida en Nueva York. En el siguiente año se desplazaron al West End Park de Houston (Texas), mientras que de 1915 a 1918 regresaron a Georgia, específicamente al Athletic Park (Savannah) y al Central City Park, campo al que volvieron para disputar cuatro pretemporadas.
En 1919 y 1920 emplearon el Dixieland Park de Jacksonville Beach (Florida), a la par que en 1921 y de 1922 a 1924 usaron el Gasser Park (Shreveport) y el Heinemann Park (New Orleans), ambos en Luisiana. Desde 1925 hasta 1942 se movieron a San Petersburgo (Florida) para hacer el entrenamiento en el Crescent Lake Field, también conocido como Miller Huggins —entrenador de los Yankees entre 1918 a 1929—, lugar incluido en el Registro Nacional de Lugares Históricos en 2019; volvieron a la ciudad en los periodos de 1946 a 1950 y de 1952 a 1961, pero para compartir el Al Lang Stadium con los St. Louis Cardinals, a pesar de que también siguieron usando el Crescent Lake para practicar. En tiempos de la Segunda Guerra Mundial se restringieron los viajes y permanecieron cerca de Nueva York, por lo que viajaron a Nueva Jersey para asistir al Asbury Park Stadium (Asbury Park) y al Bader Field (Atlantic City) en 1943 y en los dos años siguientes, respectivamente. En 1951, los Yankees acordaron con los New York Giants intercambiar sus campos de primavera por una temporada, de manera que se trasladaron a Phoenix (Arizona) para entrenar en el Municipal Stadium. Asimismo, después del uso habitual del Miller Huggins Field, emplearon el Fort Lauderdale Stadium de la ciudad homónima, en Florida, por los siguientes treinta y tres años (1962-95). En este campo, ubicado al lado del Lockhart Stadium, jugaban los Fort Lauderdale Yankees, equipo de la Florida State League afiliado a los neoyorquinos, y en 1962 tenía una capacidad de 7800 espectadores. En 1996, los Baltimore Orioles reemplazaron a los Yankees para llevar a cabo sus entrenamientos de primavera allí hasta 2009, diez años antes de que fuera demolido para construir en su lugar el DRV PNK Stadium.
Tras abandonar el Fort Lauderdale, se mudaron al Legends Field —renombrado en 2008 como George M. Steinbrenner, en honor al que fue propietario— de Tampa (Florida), que además de ser su campo de primavera, acoge los partidos de los Tampa Tarpons, su equipo afiliado. En 1993, la autoridad deportiva de la ciudad anunció un acuerdo para construir este estadio de entrenamiento para los Yankees, lo que costó alrededor de treinta millones USD. Con capacidad para 11 076 personas, es el más grande de Liga de la Toronja, además de tener las mismas dimensiones que el Yankee Stadium. En 2016, el Ayuntamiento de Tampa acordó una renovación tanto del campo —por un precio de cuarenta millones USD, a pagar trece de ellos el equipo— como del contrato con los neoyorquinos para que entrenen allí hasta al menos 2046. Por otro lado, en su exterior se encuentran diversas placas dedicadas a la memoria de varios exjugadores de la entidad, a la vez que está ubicado cerca del Raymond James Stadium.

## Propiedad y finanzas

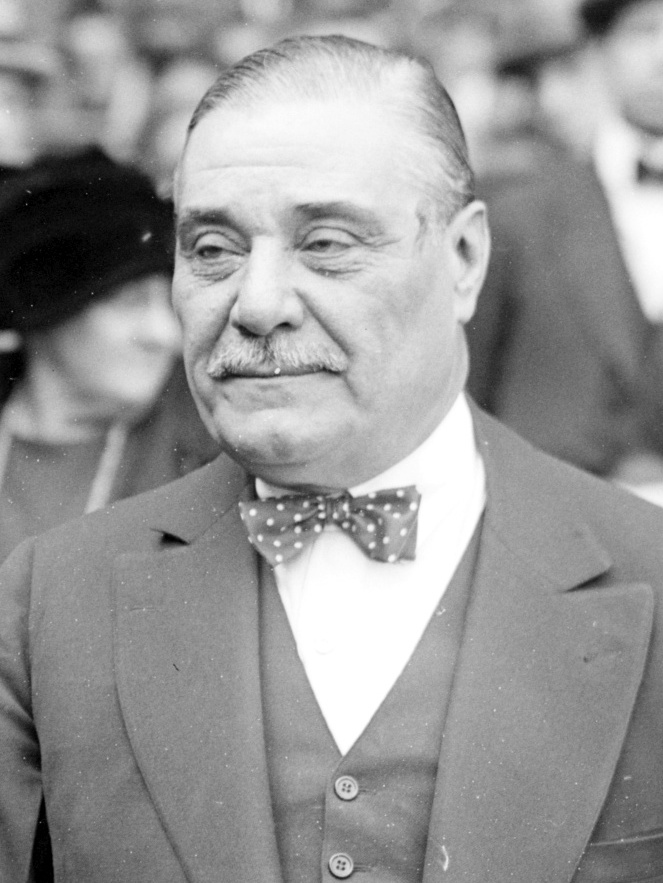
Jacob Ruppert en 1923

Los políticos Frank J. Farrell y William Stephen Devery compraron los Baltimore Orioles el 9 de enero de 1903 por 18 000 dólares y los trasladaron a Nueva York. Los copropietarios con poca frecuencia invertían en nuevos jugadores, ya que gastaban su dinero en actividades personales, lo que no dejaba mucho efectivo para utilizar en el equipo. Unos años después, en enero de 1915, ambos vendieron la entidad al empresario cervecero Jacob Ruppert y al ingeniero civil Tillinghast L'Hommedieu Huston, ya que los Yankees no habían sido rentables durante los últimos diez años y tenían una deuda de 20 000 USD. La pareja pagó un total de 450 000 dólares —cada uno contribuyó con la mitad—, a la vez que Ruppert dijo: «Es un club huérfano, sin hogar propio, sin jugadores de habilidad sobresaliente, sin prestigio». Los nuevos dueños tenían la intención de gastar libremente para mejorar el nivel de talento e hicieron un desembolso importante para la campaña 1915, y en enero del año siguiente ya llevaban destinados 120 000 USD en adquisiciones. Después de la derrota en la Serie Mundial de 1922, Huston defendió el despido del mánager Miller Huggins, pero Ruppert se negó y el primero anunció que vendería sus acciones, promesa que cumplió en mayo de 1923, cuando su compañero compró su participación en la propiedad por 1.17 millones USD y le dio un asiento en la junta directiva. Financieramente, la posición del club había mejorado desde principios de la década, ya que después de registrar una pérdida neta de alrededor de 170 000 dólares entre 1931 y 1935, ganaron más de un millón durante los siguientes cuatro años. El magnate cervecero, que murió en 1939 y fue incluido en el Salón de la Fama del Béisbol en 2013, había nombrado en su testamento presidente al gerente general Ed Barrow, con total autoridad sobre las operaciones diarias del equipo, así como fideicomisarios a su cuñado, su hermano, su abogado y al propio Barrow. En marzo de 1940, Barrow valoró la propiedad y aclaró: «He tenido varias ofertas legítimas para la venta del club, que no tengo la libertad de mencionar en este momento [...] Se necesitaría mucho dinero para comprar los Yankees. Calculo que la entidad tiene un valor aproximado de seis millones USD. Cualquiera que tenga esa cantidad y esté dispuesto a aportar, puede comprarla». El valor del club fue disminuyendo a lo largo de los años debido al pago de impuestos y se planteó venderlo, con varios pretendientes como Joseph P. Kennedy, pero la transacción no tuvo éxito, pues este ofrecía poco dinero. Otro candidato fue James Farley, a quien en julio de 1940 se le ofreció por cuatro millones, aunque si bien formó un sindicato de inversionistas, no los logró reunir.
En julio de 1941, los fideicomisarios cedieron la administración del patrimonio de Ruppert a Manufacturers Hanover Corporation, a la espera de un comprador. Larry MacPhail —anterior presidente de los Brooklyn Dodgers— armó un sindicato de diez personas, entre las que se encontraban Dan Topping —entonces propietario de los Brooklyn Tigers— y Del Webb, en 1943 con el objetivo de hacerse con la propiedad. No obstante, a Barrow no le gustaba la idea y declaró que MacPhail se llevaría el control «por encima de su cadáver». Asimismo, en enero de 1945, el trío compró una participación del 96.8 % por 2.8 millones USD, y en marzo se hicieron con el porcentaje restante, lo que les dio el control total. Antes de la adquisición, Barrow les recalcó a Webb y Topping: «La importancia de mantener el status quo y dirigir una organización de campeonato de primera clase, respetada». Bajo el mandato de los tres, marcaron una marca inédita de ganancias para la época en una temporada —808 866 dólares—, establecieron un salario mínimo de cinco mil dólares y gastaron un aproximado de 584 000 en renovar la plantilla y algunas mejoras. MacPhail vendió su parte a Webb y Topping en octubre de 1947 por dos millones, tras una confrontación con el presidente de los Dodgers en la celebración de la Serie Mundial de 1947, por lo que dejó de ser gerente general y George Weiss pasó a ocupar el cargo. Ya sin MacPhail, el dúo mantuvo a Weiss hasta 1960, cuando Roy Hamey le sustituyó hasta 1963.

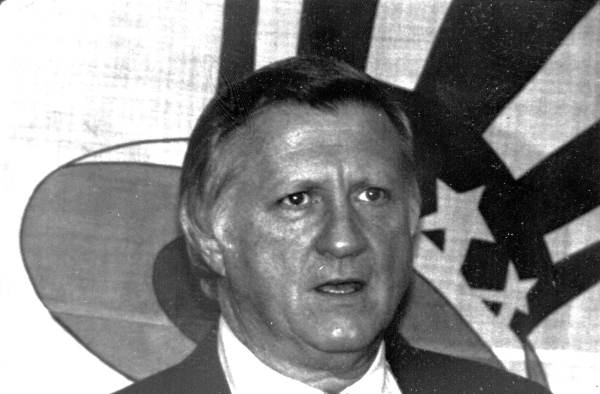
George Steinbrenner

En agosto de 1964, después de que Webb y Topping pusieran el club a la venta, la cadena de televisión Columbia Broadcasting System (CBS) anunció que había obtenido el 80 % de los neoyorquinos por 11.2 millones USD. Asimismo, compró el 20 % restante, originalmente retenido por la pareja, durante los dos años siguientes. Topping se quedó como presidente, pero renunció en septiembre de 1966 y Michael Burke le relevó y declaró: «No estaré satisfecho hasta que los Yankees sean nuevamente los campeones del mundo». Durante la estancia de CBS tuvieron tres gerentes generales: Ralph Houk (1964-66) y Dan Topping Jr. (1966) y Lee MacPhail (1967-73). Menos de una década después, CBS quiso vender el equipo en 1972, pues bajo el mandato de la cadena habían registrado pérdidas por un valor de once millones. Por ello, un grupo de inversores liderado por el fabricante naval George Steinbrenner y que incluía a Lester Crown, John DeLorean y Nelson Bunker Hunt compró el club a CBS el 3 de enero de 1973 por diez millones. A pesar de la promesa inicial de que «se apegaría a la construcción de barcos» y permanecería en un segundo plano, Steinbrenner demostró ser un propietario práctico, chocando con Burke y obligándolo a abandonar su puesto de liderazgo. Al describir el nivel de control mostrado por el nuevo dueño, el inversor John McMullen declaró: «No hay nada en la vida tan limitado como ser socio comanditario de Steinbrenner».
El 30 de julio de 1990, el comisionado de la MLB expulsó por tres años —al principio era de por vida— al industrial naval de la administración diaria, pero no de la propiedad, tras pagar a una persona para que le encontrara «trapos sucios» al jugador Dave Winfield, quien había demandado al club por no cumplir un punto de su contrato. Si bien inicialmente Steinbrenner poseía la mitad del equipo, compró la participaciones de varios socios y finalmente logró alcanzar al menos un 70 %. Por otro lado, en 1998 se iniciaron conversaciones con Cablevision, que era propietaria de los New York Rangers, los New York Knikcs y el Madison Square Garden, para la venta de la entidad, por entonces valorada en una cifra cercana a los seiscientos millones de dólares. El intento fracasó y los Yankees y el equipo de baloncesto los New Jersey Nets acordaron en 1999 fusionar sus operaciones comerciales, para lo que crearon una sociedad de cartera combinada llamada YankeeNets. Se nombró a Harvey Schiller como presidente y director ejecutivo de la compañía, a la vez que los New Jersey Devils de la NHL se ofrecieron a unirse al grupo. Con la compañía y los Nets incapaces de asumir más deudas, se formó la filial Puck Holdings para adquirir los Devils por 175 millones. En septiembre de 2001, YankeeNets creó el canal YES Network para poder emitir sus partidos, con un 40 % de participación externa, y tres años después, en marzo de 2004, se oficializó la separación de los tres conjuntos.
Con el éxodo de los Nets y Devils, la compañía cambió su nombre a Yankee Global Enterprises, manteniendo a los Yankees y YES Network como entidades separadas, pero pertenecientes a la misma compañía. A partir de 2007, Steinbrenner cedió la mayor parte del control diario de los Yankees a sus hijos Hal y Hank debido a problemas de salud. George Steinbrenner murió en julio de 2010 y Hank en abril de 2020, dejando a Hal solo. Asimismo, durante el mandato de la familia han pasado doce gerentes generales, siendo Brian Cashman quien ocupa el cargo desde 1998, a la vez que Randy Levine lleva desde 2000 como presidente. Forbes clasificó a los Yankees en el primer lugar de su listado de las diez marcas de equipos deportivos más exitosas, con una fortuna estimada en 328 millones USD (lo cual representa el 21 % del valor total del club calculado en 1.6 mil millones USD). En parte ayudó la consecución de una nueva Serie Mundial —cerca de 450 millones USD—, así como la construcción de un nuevo estadio, lo que estimuló un crecimiento del 40 % en los ingresos por patrocinio. En 2011, la misma publicación los situó en el primer puesto de su lista Fab 40, con 340 millones USD —al dividir el total entre cuatro— y por encima del equipo de fútbol Manchester United. Por ello, al comparar el número real con el que cerraron 2011 —1.7 mil millones— se aprecia una diferencia de más de la mitad de los 730 millones USD que tenía en 2002. Desde ese último año, a la par que sus ingresos, su valor ha ido en aumento, menos en 2004, hasta los cinco mil millones que estableció Forbes en 2020. Los Yankees son, por cerca de dos mil millones más que los Dodgers, la entidad mejor valorada de todo el béisbol estadounidense. A continuación se muestran los cambios de valor de los neoyorquinos en millones de dólares en los últimos años según Forbes:

## Mánagers
| Icono lupa | Para ver una lista de todos los gerentes que han pasado por el club, consultar Mánagers de los New York Yankees |

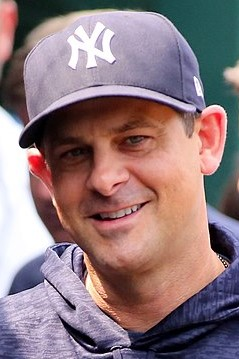
Aaron Boone en 2018

En béisbol, el entrenador en jefe se llama mánager y sus ocupaciones incluyen la estrategia y el liderazgo del equipo tanto dentro como fuera del campo de juego. Desde que empezaron a jugar como los Baltimore Orioles en 1901, han tenido treinta y cinco gerentes, siendo el actual Aaron Boone, que ejerce desde la temporada 2018. El primero que tuvo la franquicia fue John McGraw, quien dirigió al equipo durante un año y parte de un segundo antes de ser contratado por los New York Giants. Tras el traslado a Nueva York, Clark Griffith fichó por el club y se encargó de manejarlo desde 1903 hasta 1908. Por su parte, Miller Huggins asumió las funciones en 1918 y consiguió seis campeonatos de la Liga Americana y tres títulos de Serie Mundial hasta su muerte en 1929. El tricampeón ganó 1067 partidos (59.4 %), registro con el que ocupa el cuarto lugar entre los gerentes de los Yankees con mayor cantidad de victorias. Otros mánagers han pasado largos periodos con la entidad, como Joe McCarthy, cuyo mandato se extendió desde 1931 hasta la mitad de 1946. Con él al mando se obtuvieron ocho títulos de la LA y siete Series, a la vez que 1460 triunfos (62.7 %) y 867 derrotas, ambos datos superiores a cualquier entrenador que ha pasado por los Yankees.
Por su parte, Casey Stengel los dirigió de 1949 a 1960, con la adquisición de diez banderines de la LA, siete títulos de la Serie Mundial y 1149 victorias (62.3 %), lo que lo coloca como el tercero con más encuentros ganados. Tras su despido, Ralph Houk se hizo cargo desde 1961 hasta 1963, tiempo en el que logró las tres Ligas Americanas disputadas y dos Series, para después volver a servir de 1966 a 1973. De 1974 a 1995, ningún mandato duró tanto como tres temporadas completas, hasta la llegada de Joe Torre, cuya carrera como mánager de la entidad ocupó desde 1996 hasta 2007. Con Torre siempre llegaron a las eliminatorias, a la vez que ganaron seis campeonatos de la LA y cuatro Series. Sus 1173 victorias (60.5 %) lo posicionan como el segundo con más triunfos, además de poseer la mayor cantidad de apariciones, triunfos y derrotas en postemporada, y recibir el galardón al Mánager del año de la LA dos veces (1996 y 1998). De igual manera, su predecesor, Buck Showalter, obtuvo el reconocimiento por su desempeño en 1994. Después de que Torre abandonara la banca tras el cierre de 2007, Joe Girardi lo reemplazó y se hizo con una LA y otra Serie durante su etapa, que duró hasta 2017.
Por otro lado, varios gerentes han ocupado el puesto en distintas etapas, como es el caso de Billy Martin, que sirvió en cinco periodos, e incluso antes de su muerte en 1989 se rumoreaba que estaría preparado para una sexta ocasión si comenzaban mal la temporada 1990. Asimismo, Yogi Berra, Houk, Bob Lemon, Gene Michael, Lou Piniella y Dick Howser cumplieron dos mandatos no consecutivos, aunque el primero de Howser duró solo un juego, pues estuvo como entrenador interino en 1978 entre el despido de Martin y la llegada de Lemon. En su segunda vez, Howser logró completar la sesión 1980 y llevar al equipo a la postemporada, pero fue despedido después de no lograr avanzar a la Serie Mundial, aunque a pesar de todo, tiene el porcentaje de victorias más alto entre todos los gerentes de los Yankees, con un 63.2 %. Por otra parte, el club cuenta con varios entrenadores que sirven como asistentes del mánager y se encargan de funciones específicas, como Carlos Mendoza (banca), Matt Blake (lanzadores), Marcus Thames (bateo), Mike Harkey (bullpen), Reggie Willits (primera base) y Phil Nevin (tercera base).

## Jugadores

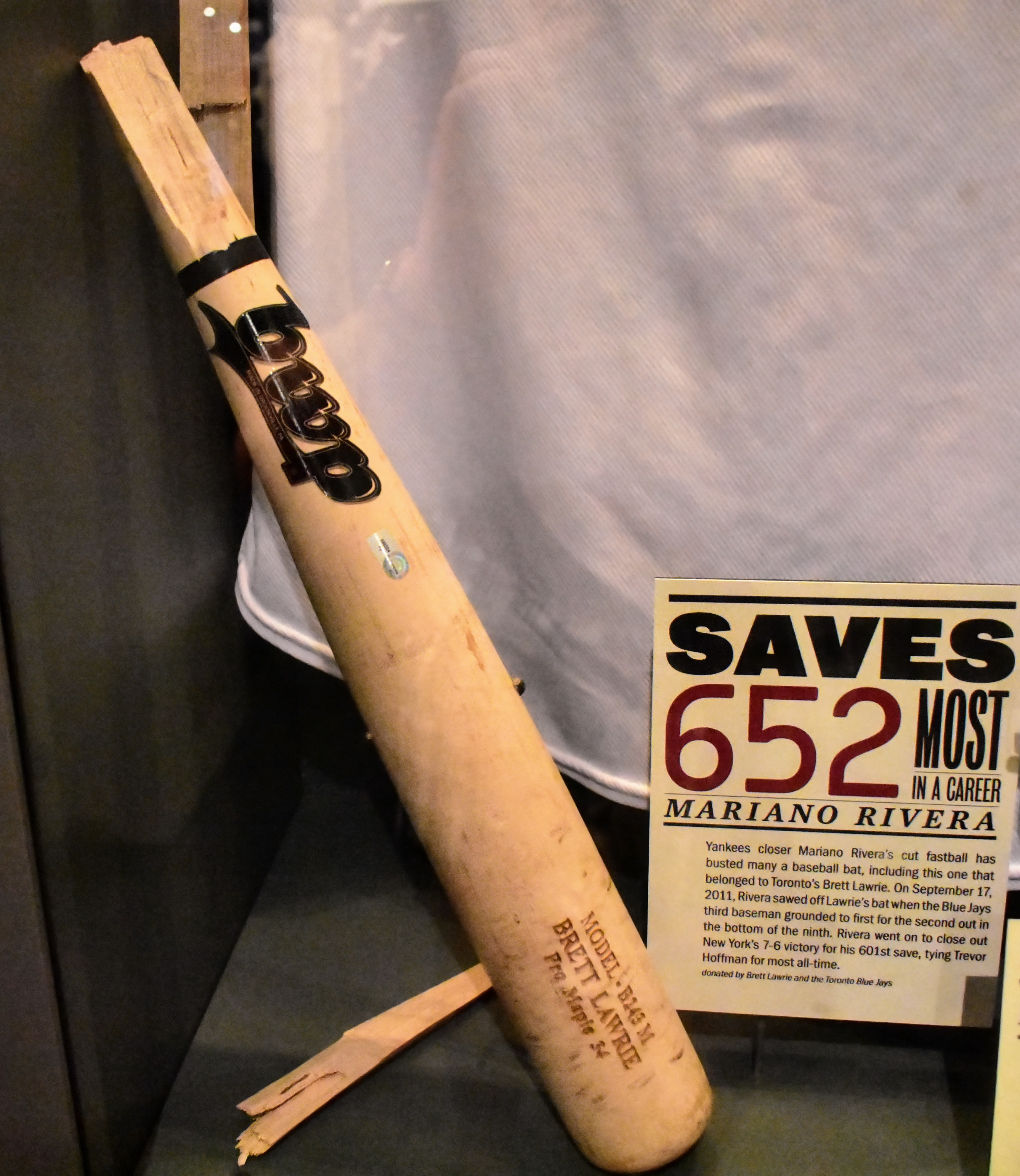
Bate que Mariano Rivera rompió con una recta en 2011, cuando registró un récord de por vida de 601 salvamentos, al que le siguieron otros 51 para acabar su carrera con 652.

Datos proporcionados por el equipo en 2021 relatan que poco más de 1700 jugadores han disputado al menos un partido desde 1903. Entre todos ellos, el jardinero Babe Ruth (1920-34) ostenta la mayoría de los récords de su demarcación de por vida, como en promedio de bateo (34.9 %), porcentaje en base (48.4 %), promedio de slugging (71.1 %), carreras (1958), bases totales (5131), jonrones (659) y bases por bolas (1852), por ejemplo. Es por ello que varios medios lo han considerado como uno de los mejores beisbolistas de la historia, además de haber sido seleccionado en el equipo ideal del siglo XX de las Grandes Ligas con la segunda mayor cantidad de papeletas, lista en la que también se encuentran Roger Clemens, Yogi Berra, Lou Gehrig —el más votado—, Joe DiMaggio y Mickey Mantle. Derek Jeter (1995-2014) es el que más apariciones tiene en el diamante (12 602), así como turnos al bate (11 195), hits (3465), sencillos (2595), dobles (544), ponches (1840), robos de base (358) y partidos jugados (2747), además ser el que más temporadas ha permanecido en el club, con veinte. De igual manera, Gehrig (1923-1939) llegó a acumular una marca de 2130 encuentros consecutivos, más de 1550 por delante de su perseguidor, a la vez que es el líder en triples (163) y carreras impulsadas (1994). Respecto a jonrones por temporada, Roger Maris superó con sesenta y uno en 1961 los sesenta que mantenía Ruth desde 1927, aunque el comisionado de la MLB decretó que se mantuvieran dos récords separados, pues en tiempos de Ruth el calendario tenía menos partidos.
En cuanto a los lanzadores, Mariano Rivera (1995-2013) posee la mayor cantidad de salvamentos (652) y juegos finalizados (951) de las Grandes Ligas, a la vez que un récord en el equipo de 1115 encuentros. Whitey Ford (1950 y 1953-67) también tiene algunos de los mejores registros de la entidad, como el de victorias (236), shutouts (45), entradas lanzadas (3170), wild pitchs (75) y juegos iniciados (438), marca que comparte con Andy Pettitte (2007-10 y 2012-13), quien además tiene el récord de ponches. De igual manera, Jack Chesbro posee la mayor cantidad de victorias (41), encuentros comenzados (51) y completados (48) en una temporada, que a la vez son marcas de la Liga Americana. Por otro lado, once jugadores han hecho un no hit no run, de los que tres hicieron un juego perfecto (Don Larsen, David Wells y David Cone); el primer no hitter lo efectuó George Mogridge el 24 de abril de 1917, y el último Corey Kluber el 19 de mayo de 2021. Respecto a premios, solo tres miembros han conseguido la Triple Corona, los bateadores Gehrig (1934) y Mantle (1956) y el lanzador Lefty Gómez (1934 y 1937), a la par que los jugadores neoyorquinos han recibido en veintidós ocasiones el MVP de la Liga Americana, cinco el Cy Young, nueve el Novato del Año, doce el MVP de la Serie Mundial, dos el Regreso del Año y sesenta y tres el Guante de Oro, entre otros.

## Reconocimientos

### Números retirados y honores

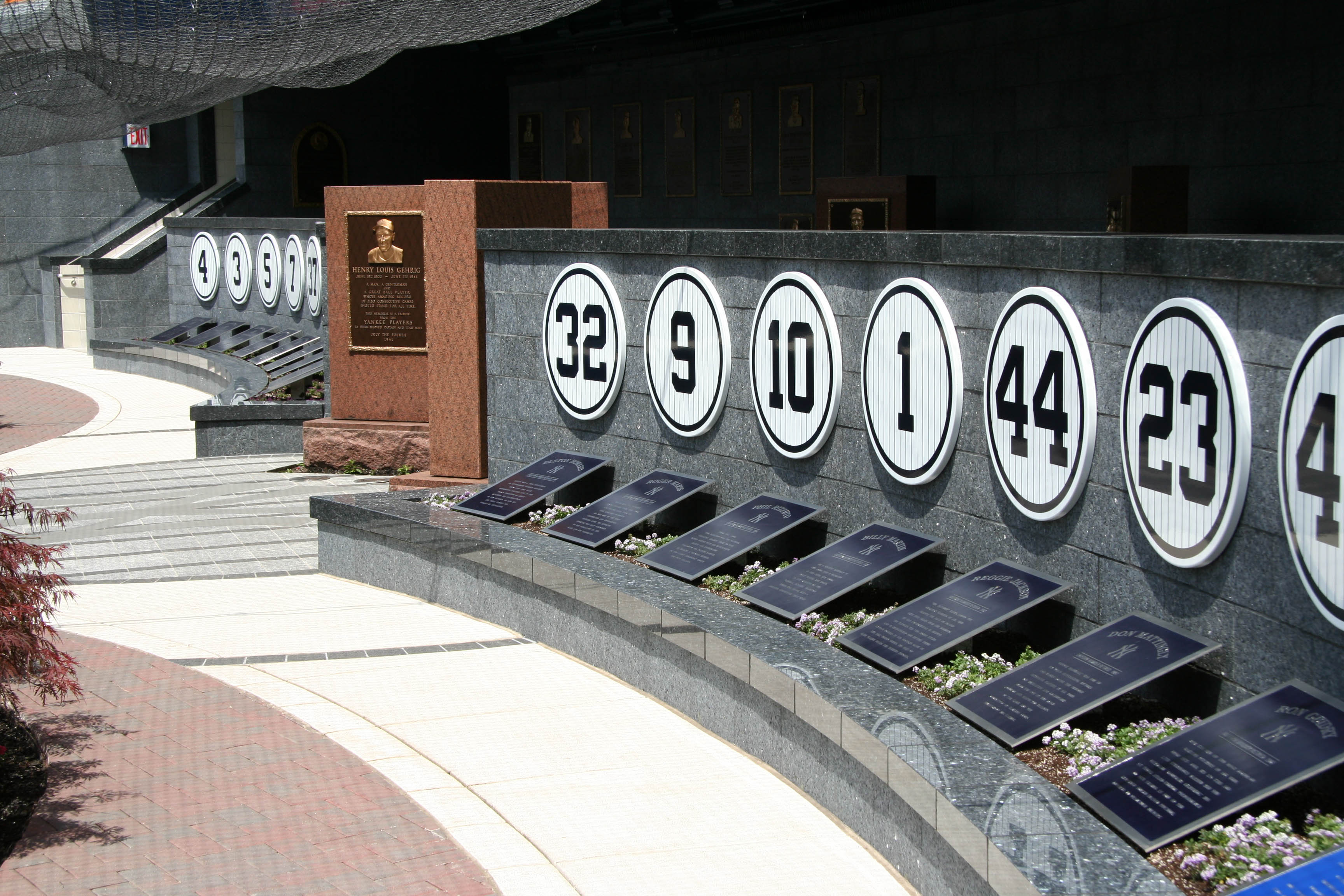
El Monument Park en el viejo Yankee Stadium

Los Yankees fueron el primer conjunto de las Grandes Ligas en retirar los números de componentes como mánagers o beisbolistas en señal de reconocimiento. La tradición, que ha sido adoptada por las demás entidades, comenzó con Lou Gehrig, cuyo dorsal —el cuatro— se retiró en 1940, después de apartarse de los terrenos de juego por contraer ELA. Desde entonces, han sacado de la rotación veintiún distintivos, pertenecientes a veintidós jugadores, la mayor cantidad entre todos los equipos. Asimismo, están colocados, juntos con varios monumentos y veintisiete placa conmemorativas sobre antiguos miembros, en un museo al aire libre llamado Monument Park, ubicado más allá de las cercas del jardín del nuevo Yankee Stadium. La idea se remonta a 1932, por entonces en el viejo estadio, cuando dedicaron un monumento al mánager Miller Huggins en la valla del jardín central, mientras que a mediados de 1976 se movió unos metros y se cerró el área, y en 1985 se abrió al público; todo ello se trasladó en 2009 al nuevo campo.
Solo a Billy Martin se le retiró su número por su colaboración tanto como jugador como mánager, pues llevó el mismo —el uno— para ambas labores. De igual forma, Casey Stengel y Joe Torre son los únicos a los que se les sacó el dorsal y solo se desempeñaron como técnicos. Por otro lado, al menos dos números no se han retirado formalmente, pero sí se han mantenido fuera de circulación. Uno es el veintiuno, que Paul O'Neill usó hasta su retiro en 2001, aunque por un breve período en 2008, Morgan Ensberg y luego LaTroy Hawkins, lo vistieron, pero las quejas de los seguidores obligaron al cambio. El otro, el trece, no se utilizó desde el retiro de Álex Rodríguez en 2016 hasta 2021, cuando el número se le asignó a Joey Gallo. En abril de 1997, la MLB retiró el cuarenta y dos para todos los equipos, en reconocimiento de Jackie Robinson, si bien, los que ya lo portaban podían seguir empleándolo, como así hizo Mariano Rivera hasta su salida en 2013. De tal forma, los componentes a quienes el equipo ha retirado sus dorsales, son los siguientes:

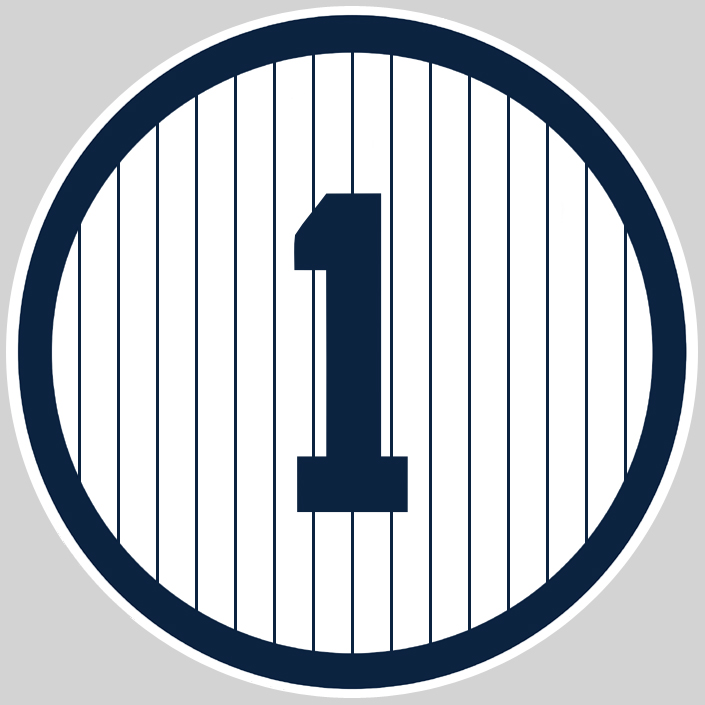
Billy Martin (2B y mánager). Retirado el 10 de agosto de 1986.
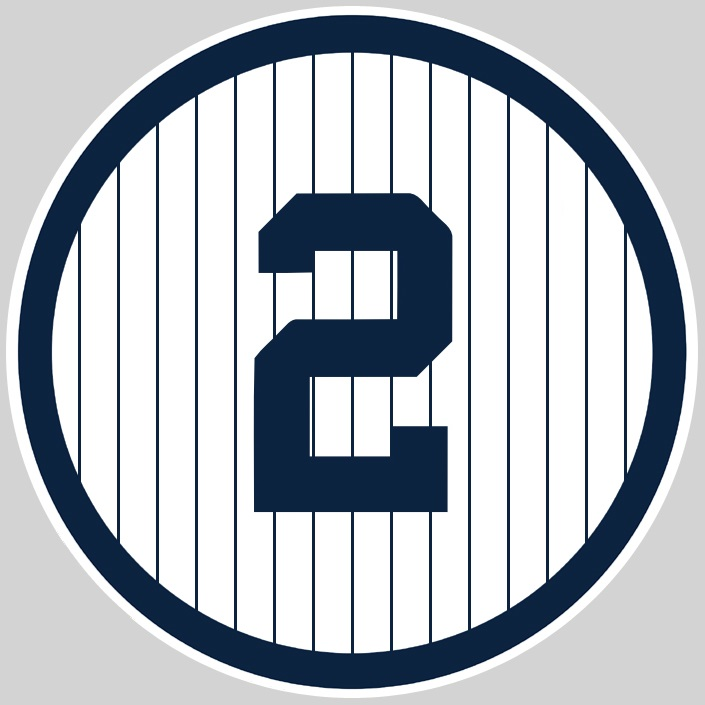
Derek Jeter (SS). Retirado el 14 de mayo de 2017.
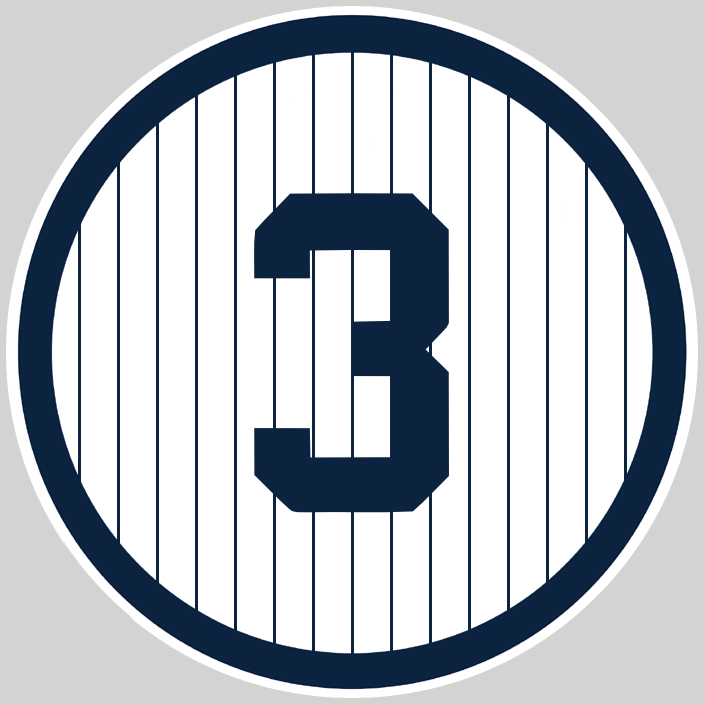
Babe Ruth (RF). Retirado el 13 de junio de 1948.
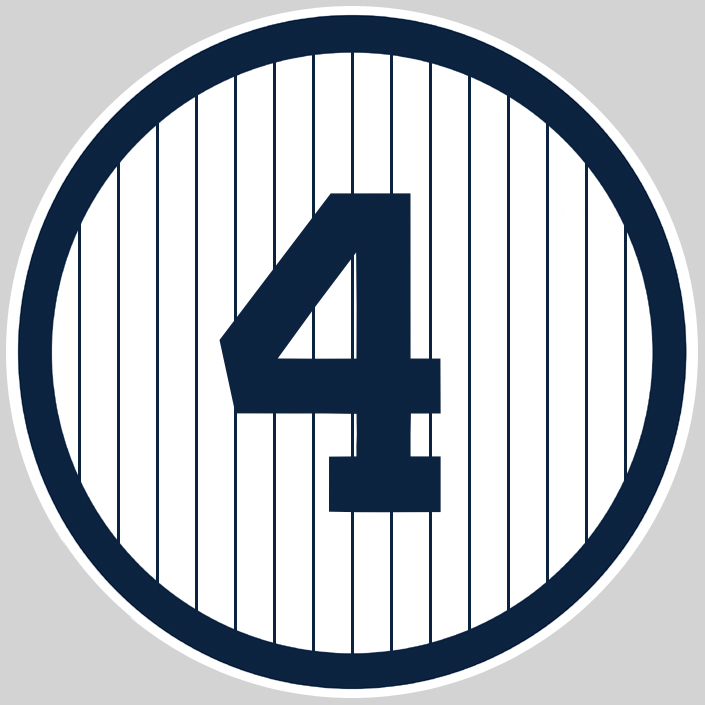
Lou Gehrig (1B). Retirado el 6 de enero de 1940.
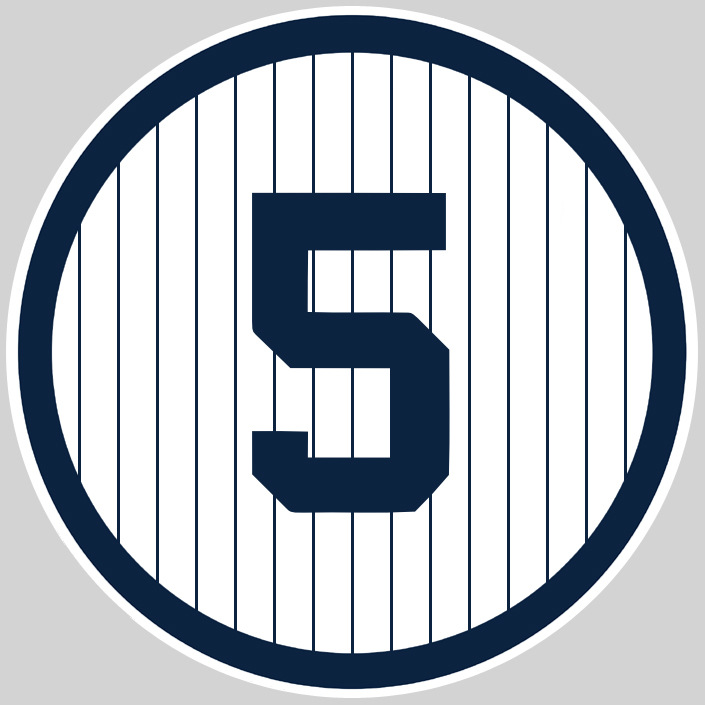
Joe DiMaggio (CF). Retirado el 18 de abril de 1952.
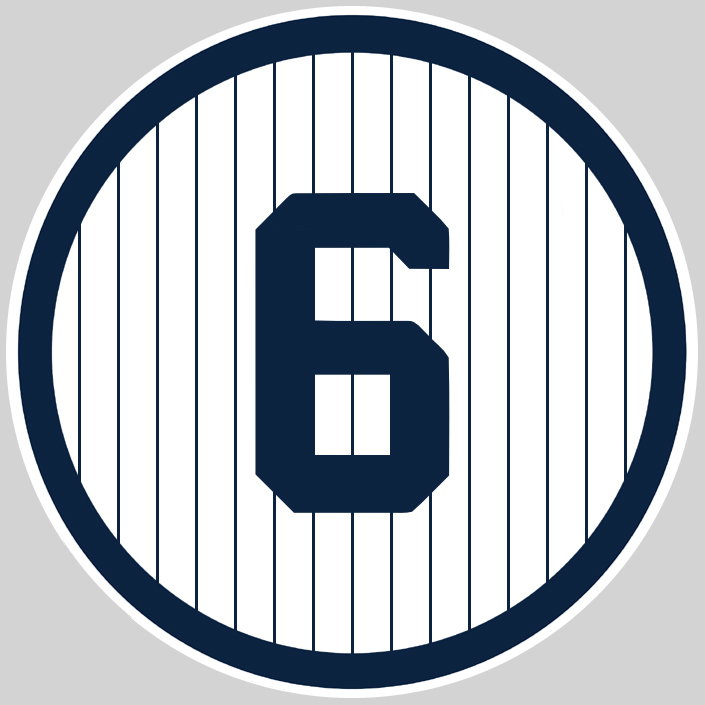
Joe Torre (mánager). Retirado el 23 de agosto de 2014.
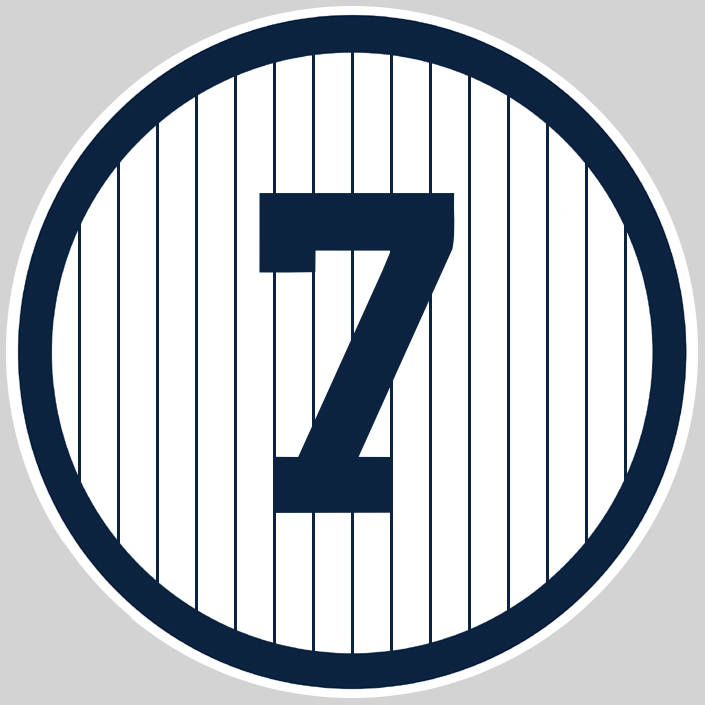
Mickey Mantle (CF y entrenador). Retirado el 8 de junio de 1969.
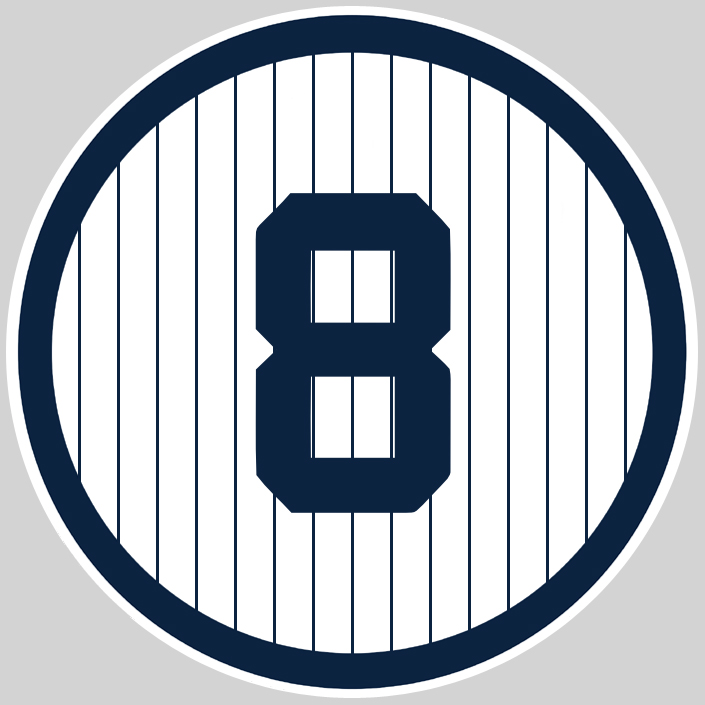
Bill Dickey (C y mánager). Retirado el 22 de julio de 1972.
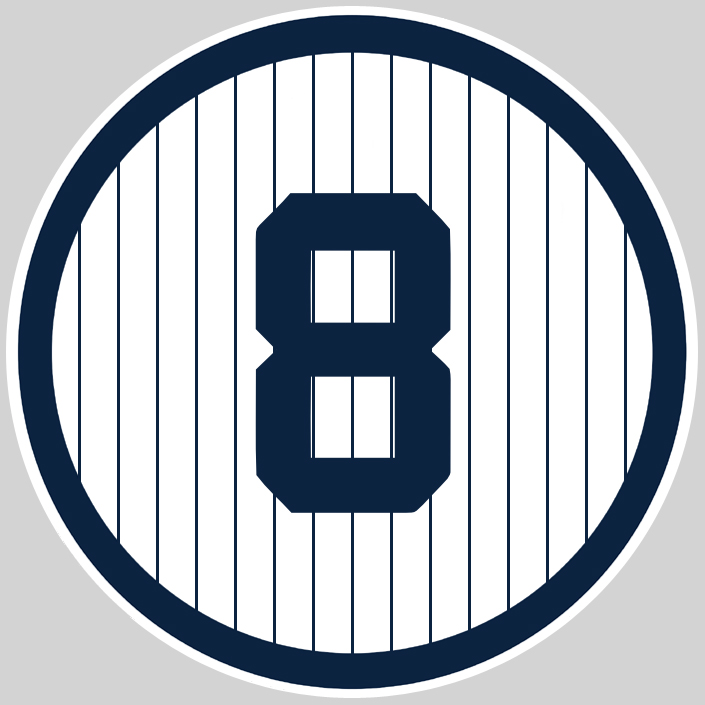
Yogi Berra (C y mánager). Retirado el 22 de julio de 1972.
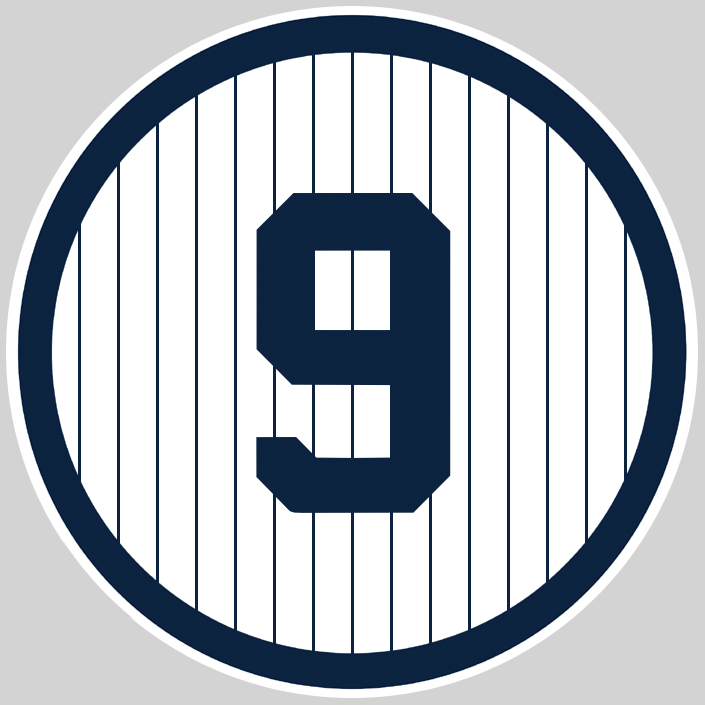
Roger Maris (RF). Retirado el 21 de julio de 1984.
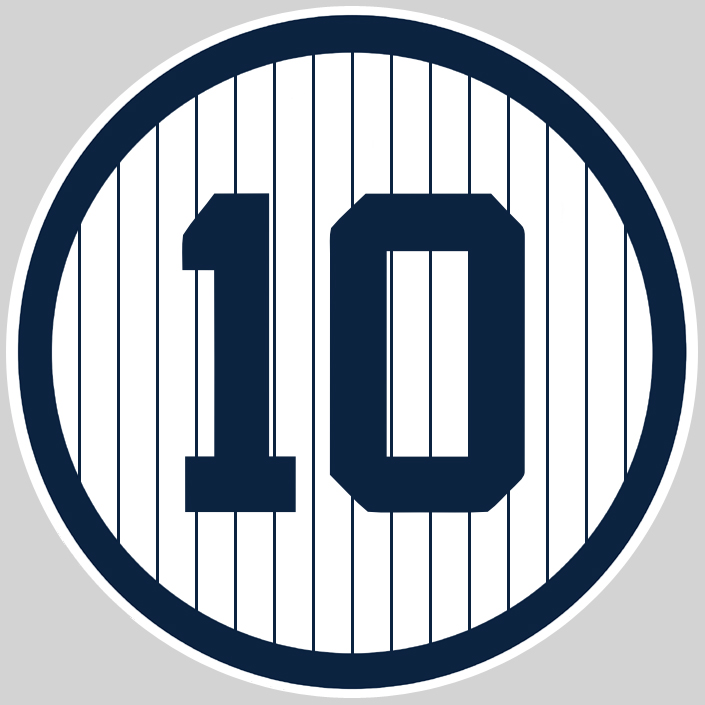
Phil Rizzuto (SS). Retirado el 4 de agosto de 1985.
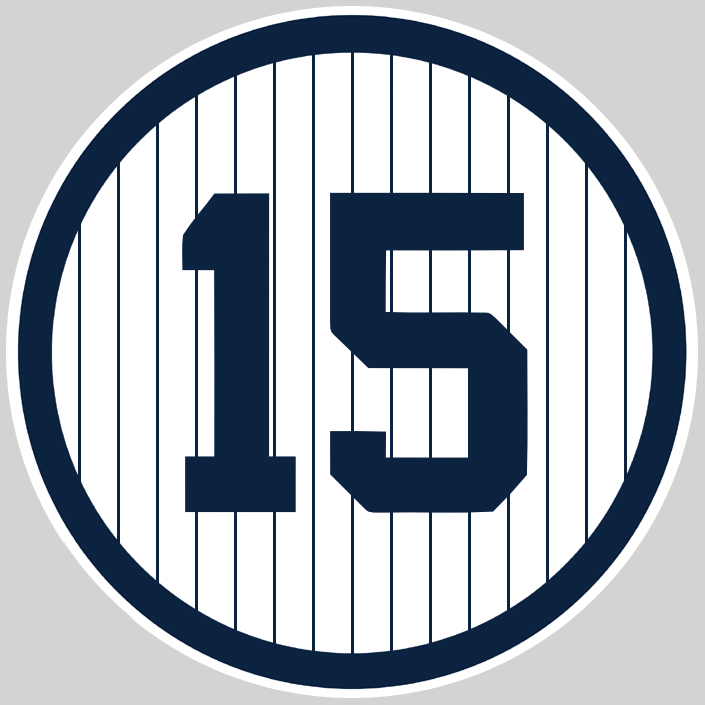
Thurman Munson (C). Retirado el 3 de agosto de 1979.
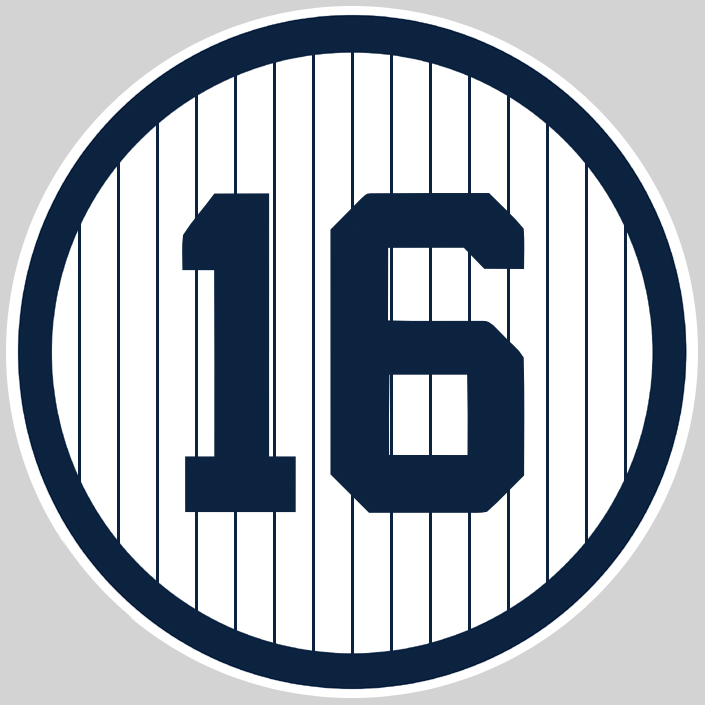
Whitey Ford (P y entrenador). Retirado el 3 de agosto de 1974.
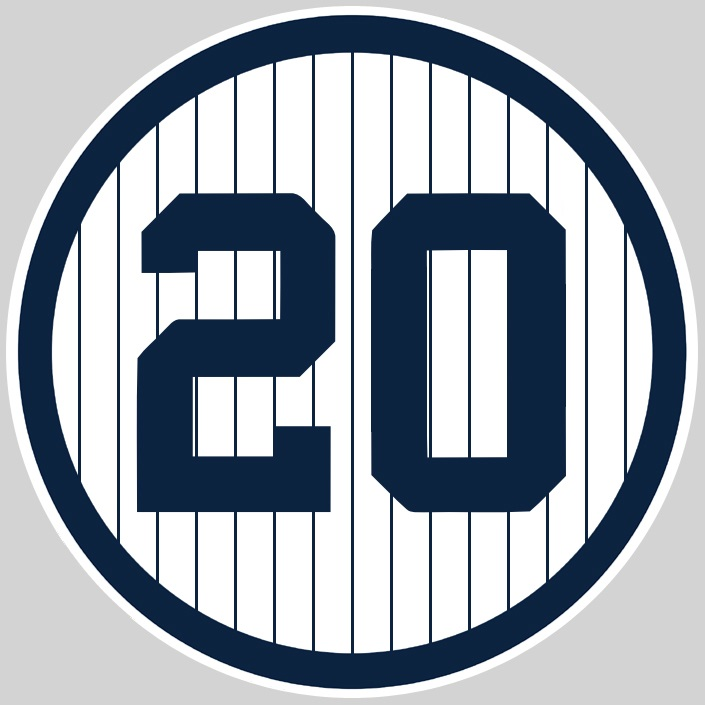
Jorge Posada (C). Retirado el 22 de agosto de 2015.
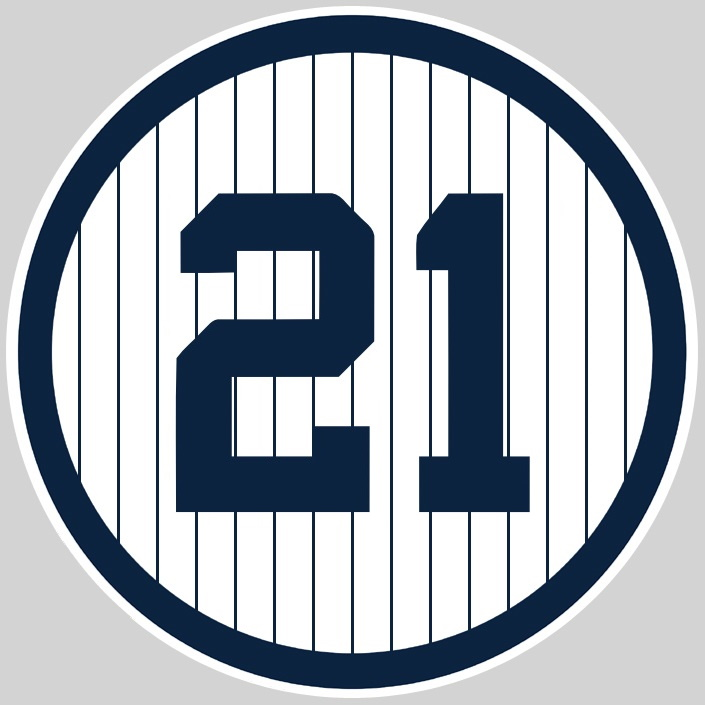
Paul O'Neill (RF). Retirado el 21 de agosto de 2022.
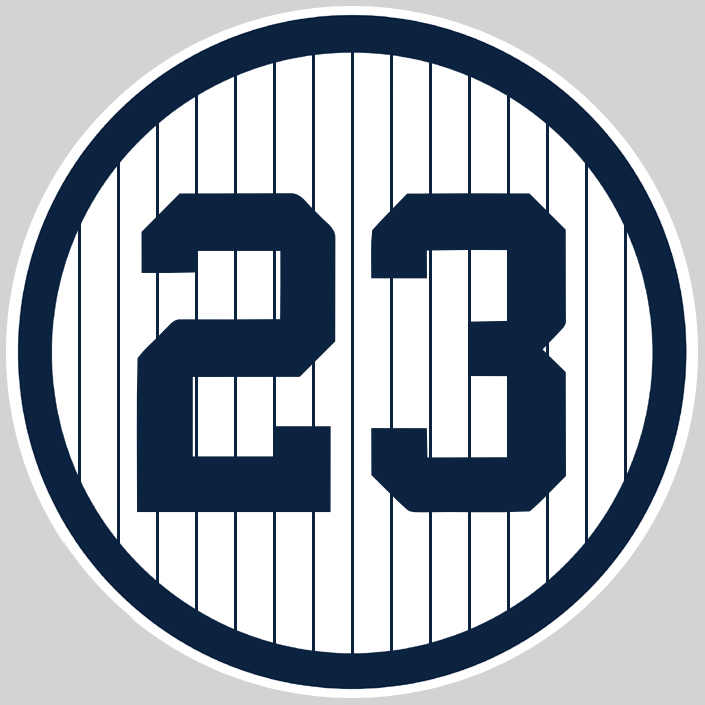
Don Mattingly (1B y entrenador). Retirado el 31 de agosto de 1997.
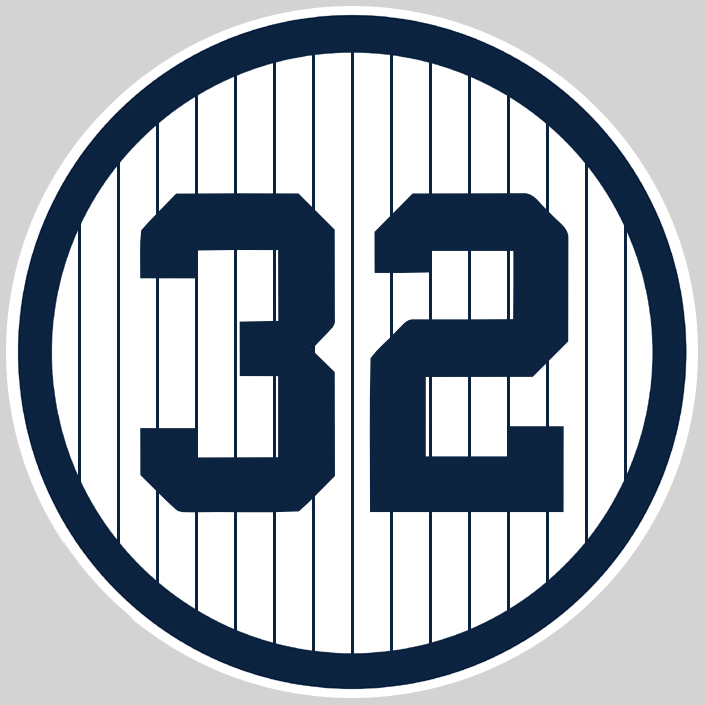
Elston Howard (C y entrenador). Retirado el 21 de julio de 1984.
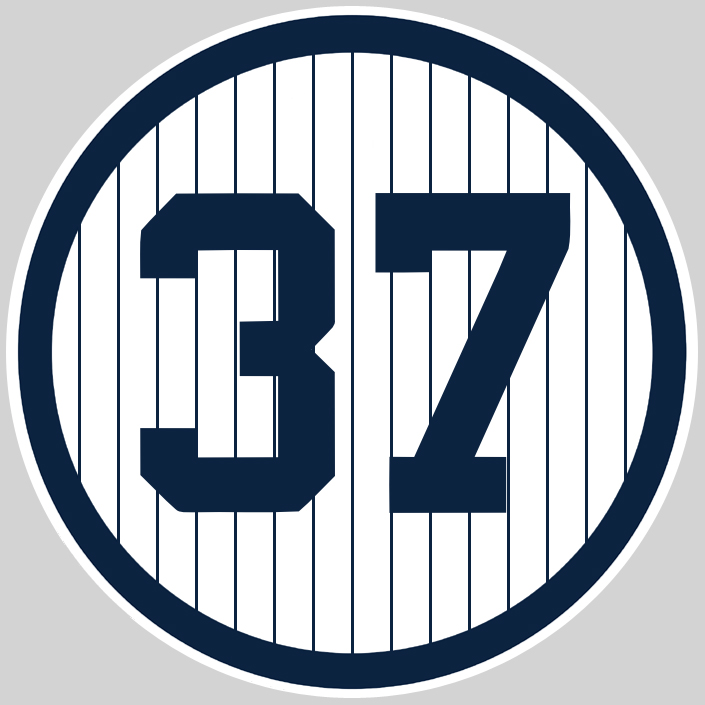
Casey Stengel (mánager). Retirado el 8 de agosto de 1970.
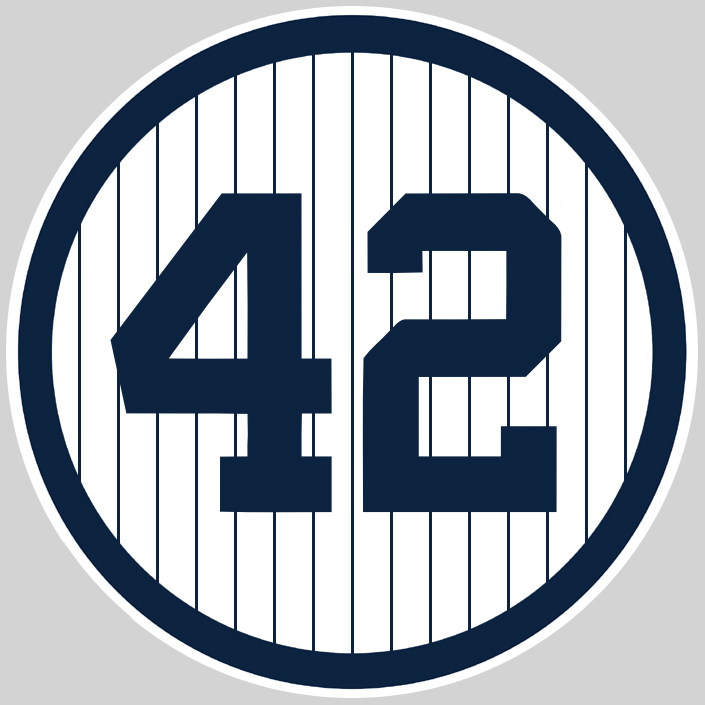
Mariano Rivera (P). Retirado el 22 de septiembre de 2013.
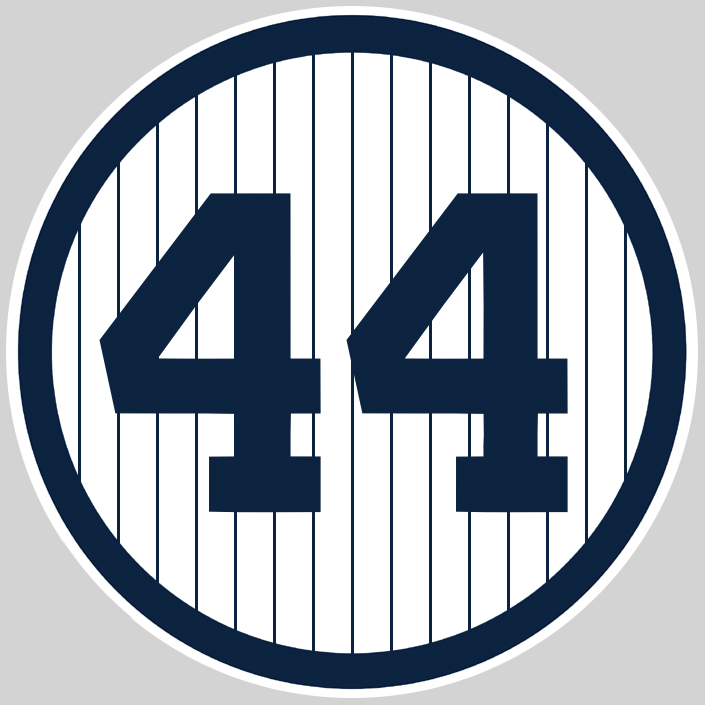
Reggie Jackson (RF). Retirado el 14 de agosto de 1993.
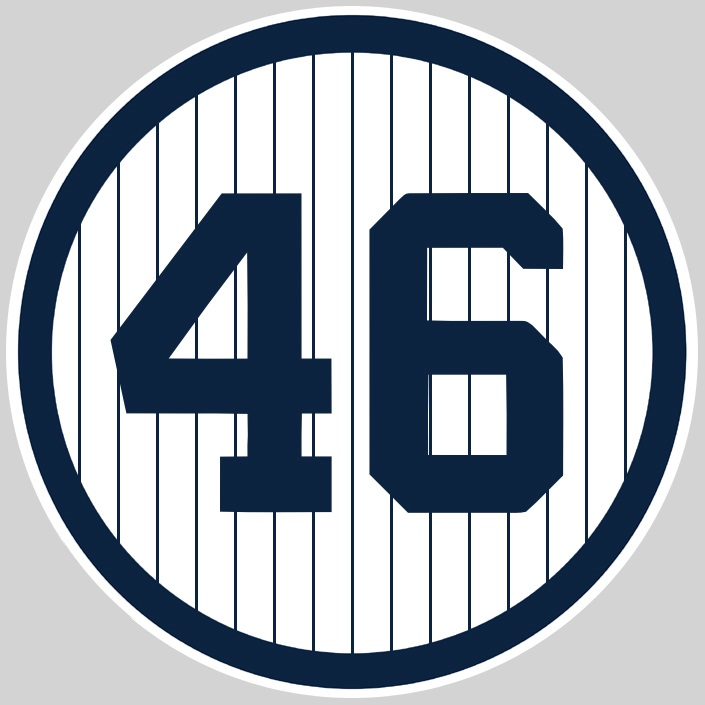
Andy Pettitte (P). Retirado el 23 de agosto de 2015.
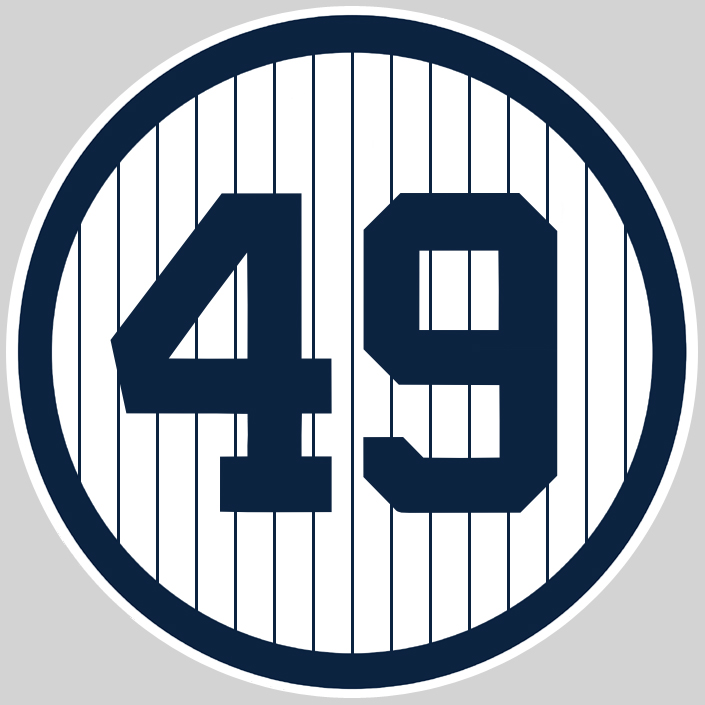
Ron Guidry (P y entrenador). Retirado el 23 de agosto de 2003.
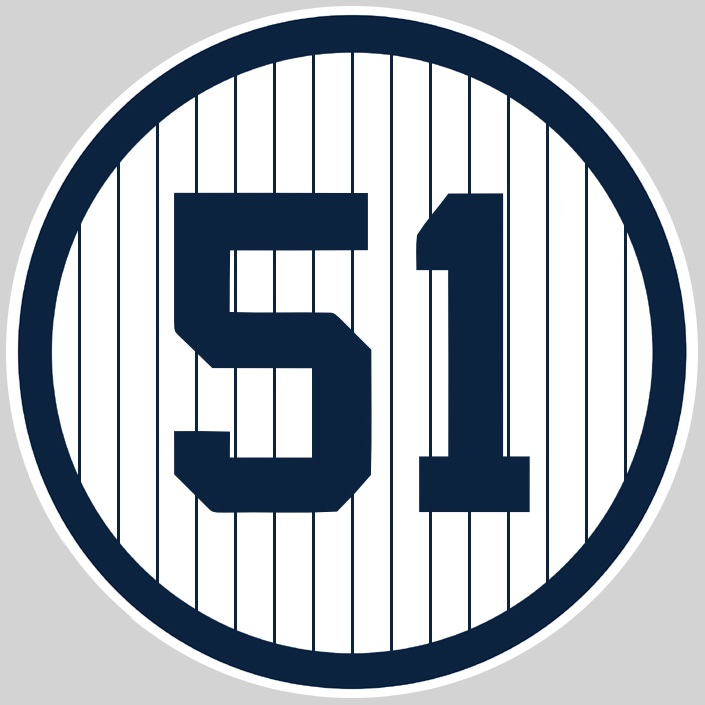
Bernie Williams (CF). Retirado el 24 de mayo de 2015.
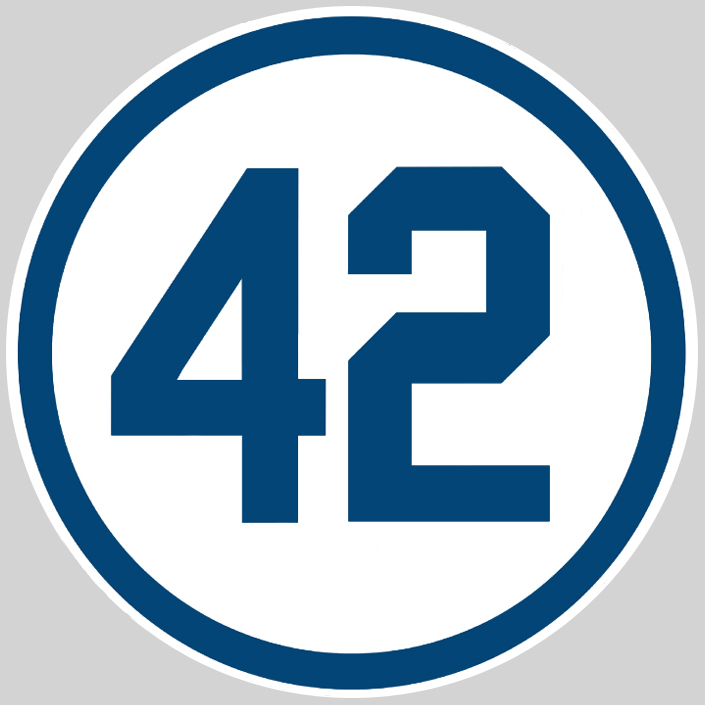
Jackie Robinson (2B). Retirado de toda la MLB el 15 de abril de 1997.

## Palmarés
| Icono lupa | Para ver un registro de todas las campañas del club, consultar Temporadas de los New York Yankees |

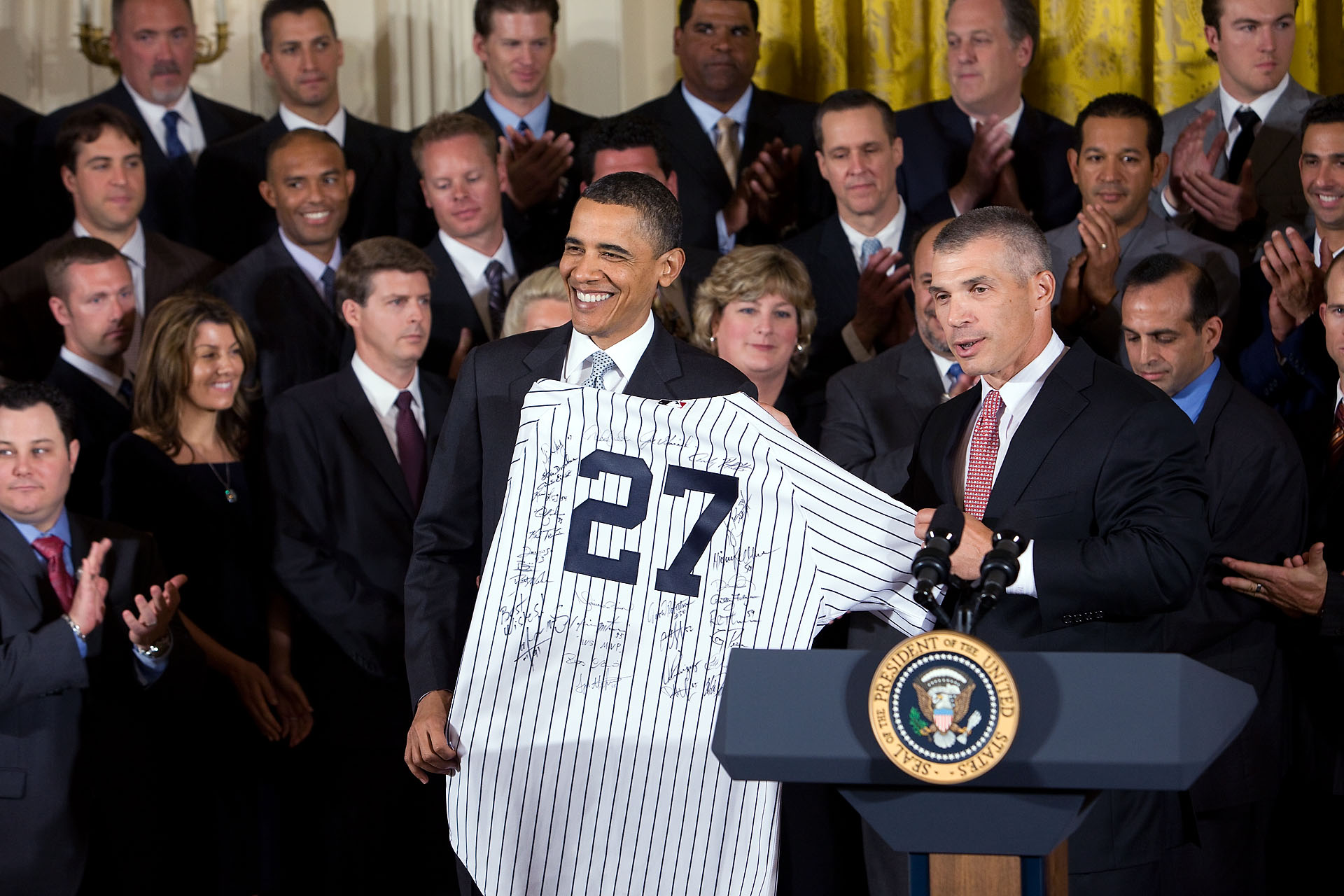
Los Yankees visitan la Casa Blanca y a Barack Obama para celebrar la victoria en la Serie Mundial de 2009

Los New York Yankees han conseguido a lo largo de su historia un total de veintisiete títulos de la Serie Mundial, por lo que ostentan el mayor número de triunfos en la competición. El equipo que les sigue, los St. Louis Cardinals, tienen once, una diferencia de dieciséis con los neoyorquinos, que han llegado cuarenta veces a la final y perdido en trece ocasiones, por lo que tienen una media de éxito del 67.5 %. A pesar de ser el conjunto con más campeonatos, es el segundo que más ha salido derrotado, por detrás de Los Angeles Dodgers. Por otro lado, han encadenado varias conquistas consecutivas, como el periodo de 1949 a 1953, en el que consiguieron cinco, mientras que entre 1936 y 1939 obtuvo los cuatro títulos disputados. La última racha se produjo cuando lograron tres seguidas (1998, 1999 y 2000), si bien salieron vencidos en 2001. La primera que jugaron fue la de 1921, en la que cayeron por 5-3 ante los New York Giants, mientras que tuvieron que esperar hasta 1923 para inaugurar su palmarés en la competición tras ganar 4-2 al mismo equipo, después de perder la de 1922. Asimismo, en 2009 se hicieron con su última Serie Mundial al vencer a los Philadelphia Phillies (4-2). En 1967 se introdujo el Trofeo del Comisionado, que está compuesto de plata esterlina y es entregado por el jefe ejecutivo de la MLB al campeón, del que los Yankees son los máximos poseedores, ya que desde entonces han obtenido siete Series. De igual manera, la entidad victoriosa encarga anillos para entregarlos a sus miembros; los de Nueva York lo comenzaron a hacer tras el triunfo de 1927, ya que en la edición de 1923 otorgaron relojes de bolsillo conmemorativos. Cabe mencionar que son el club con más títulos principales dentro de las conocidas como las «cuatro grandes ligas» —MLB, NFL, NBA y NHL— de América del Norte, por delante de los Montreal Canadiens (NHL), que cuentan con veinticuatro Copas Stanley.
Del mismo modo, tienen el récord Ligas Americanas, que es el mismo número de apariciones en la Serie Mundial, pues el ganador de esta clasifica directamente para enfrentarse al campeón de la Liga Nacional. No obstante, el sistema de competición ha ido variando a lo largo de los años, ya que hasta la temporada 1968 no había rondas previas, pero al dividir la LA y la NA en Este y Oeste se añadió una eliminatoria —Serie de Campeonato— a la que accedían los triunfadores divisionales y en la que el ganador se proclamaba vencedor de su liga y pasaba a disputar el máximo título. Igualmente, en 1994 y 2012 se implementaron más fases eliminatorias, la Serie Divisional y la Ronda del Comodín, respectivamente. Así pues, los Yankees, encasillados en la División Este de la LA, han quedado primeros en diecinueve ocasiones, a la par que segundos en catorce. Asimismo, desde la puesta en marcha de la Serie de Campeonato, han logrado once banderines de la LA, siendo el último el de 2009 al superar a Los Angeles Angels por 4-2. A su vez, antes de su introducción se había hecho con veintinueve, el de 1921 el primero, con cinco consecutivos en los periodos de 1949 a 1953 y de 1960 a 1964.
| Competición                 | Títulos | Subcampeonatos                                                                                   |
| --------------------------- | --- | ------------------------------------------------------------------------------------------------ |
| Serie Mundial (27)          | 1923, 1927, 1928, 1932, 1936, 1937, 1938, 1939, 1941, 1943, 1947, 1949, 1950, 1951, 1952, 1953, 1956, 1958, 1961, 1962, 1977, 1978, 1996, 1998, 1999, 2000 y 2009. (Récord)                                                                                     | 1921, 1922, 1926, 1942, 1955, 1957, 1960, 1963, 1964, 1976, 1981, 2001, 2003 y 2024.             |
| Liga Americana (41)         | 1921, 1922, 1923, 1926, 1927, 1928, 1932, 1936, 1937, 1938, 1939, 1941, 1942, 1943, 1947, 1949, 1950, 1951, 1952, 1953, 1955, 1956, 1957, 1958, 1960, 1961, 1962, 1963, 1964, 1976, 1977, 1978, 1981, 1996, 1998, 1999, 2000, 2001, 2003, 2009 y 2024. (Récord) | 1904, 1906, 1910, 1924, 1929, 1931, 1933, 1934, 1935, 1954, 1980, 2004, 2010, 2012, 2017 y 2019. |
| División Este de la LA (21) | 1976, 1977, 1978, 1980, 1981, 1996, 1998, 1999, 2000, 2001, 2002, 2003, 2004, 2005, 2006, 2009, 2011, 2012, 2019, 2022 y 2024. (Récord) | 1970, 1974, 1985, 1986, 1993, 1995, 1997, 2007, 2010, 2014, 2015, 2017, 2018 y 2020.             |

## Estadísticas
| Icono lupa | Para ver las estadísticas sobre jugadores y entrenadores, dirigirse a las propias secciones |

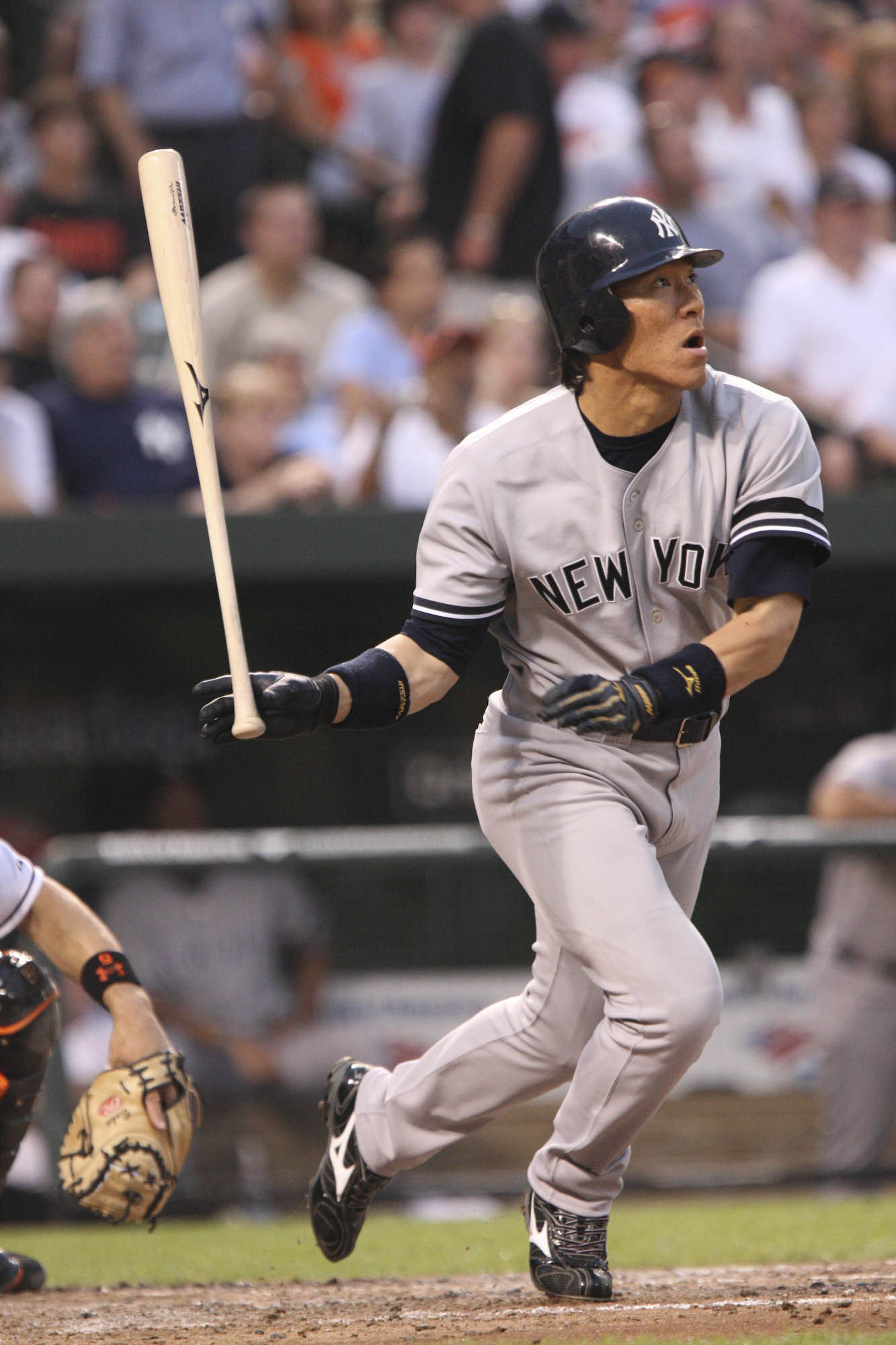
Hideki Matsui bateó dos de los ocho jonrones contra los Chicago White Sox el 31 de julio de 2007.

A lo largo de su historia, los New York Yankees han jugado más de 18 000 partidos y han ganado alrededor de 10 400, a la vez que en sus 119 campañas han establecido varias plusmarcas en las Grandes Ligas. De igual manera, hasta en veintiún ocasiones han logrado cien o más victorias en temporada regular, siendo el equipo que más veces lo ha conseguido. Su mejor año fue el 1998, con 114 triunfos y 48 derrotas, un 70.4 % de éxito, el tercer mejor registro de toda la MLB, por debajo de los Chicago Cubs de 1906 y los Seattle Mariners de 2001, ambos con 116. Por otro lado, en 1908 y 1912 obtuvieron 103 y 102 derrotas, respectivamente, sus peores resultados. Asimismo, en agosto de 1938 alcanzaron una cifra récord de victorias en un mes, con veintiocho, a la par que en 1947 cosecharon una racha de diecinueve consecutivas. Los Yankees poseen la mejor marca de carreras en una temporada de la Liga Americana —con 1067 en 1931— y la segunda de la MLB en cuanto a jonrones, con 306 en 2019, uno menos que los Minnesota Twins el mismo año.
En otro orden de cosas, el máximo número de cuadrangulares que han conectado en un partido son ocho, y esto ha pasado en dos ocasiones. La primera se dio el 28 de junio de 1939 contra los Philadelphia Athletics, con imparables de Tommy Henrich, Bill Dickey, Joe Gordon, George Selkirk y Joe DiMaggio y Babe Dahlgren por partida doble. El 31 de julio de 2007 igualaron la marca ante los Chicago White Sox, con jonrones de Johnny Damon, Bob Abreu, Shelley Duncan, Jorge Posada, Robinson Canó, Melky Cabrera y Hideki Matsui (x2). Ostentan otros récords como el de mayor número de Grand Slams —tres: Russell Martin, Curtis Granderson y Canó— y dejados en base —veinte— en un partido, además del de ponches de bateadores y lanzadores, con veintidós y veintiséis en un encuentro contra los Cubs el 7 de mayo de 2017. En cuanto a carreras, la vez que más hicieron fue veinticinco el 24 de mayo de 1936 contra los Athletics, mientras que el 29 de julio de 1928 permitieron veinticuatro a los Cleveland Indians. A continuación se muestran algunos de los mejores registros:
| En partidos         | En partidos | En partidos            | En partidos              |
| Bateo               | Bateo       | Bateo                  | Bateo                    |
| Estadística         | Marca       | Oponente               | Fecha                    |
| ------------------- | ----------- | ---------------------- | ------------------------ |
| Jonrones            | 8#          | Philadelphia Athletics | 28 de junio de 1939      |
| Jonrones            | 8#          | Chicago White Sox      | 31 de julio de 2007      |
| Carreras            | 25          | Philadelphia Athletics | 24 de mayo de 1936       |
| Hits                | 30          | Boston Red Sox         | 28 de septiembre de 1923 |
| Dobles              | 10#         | Toronto Blue Jays      | 12 de abril de 1988      |
| Dobles              | 10#         | Cincinnati Reds        | 5 de junio de 2003       |
| Triples             | 5           | Washington Senators    | 1 de mayo de 1934        |
| Grand Slams         | 3*          | Oakland Athletics      | 25 de agosto de 2011     |
| Dejados en base     | 20*         | Boston Red Sox         | 21 de septiembre de 1956 |
| Ponches             | 22*         | Chicago Cubs           | 7 de mayo de 2017        |
| Bases robadas       | 15*         | St. Louis Browns       | 28 de septiembre de 1911 |
| Lanzamiento         |             |                        |                          |
| Hits permitidos     | 28          | Detroit Tigers         | 29 de septiembre de 1928 |
| Carreras permitidas | 24          | Cleveland Indians      | 29 de julio de 1928      |
| Jonrones permitidos | 7#          | Boston Red Sox         | 4 de julio de 2003       |
| Jonrones permitidos | 7#          | Cleveland Indians      | 15 de agosto de 2019     |
| Ponches             | 26*         | Chicago Cubs           | 7 de mayo de 2017        |

| Por temporada       | Por temporada | Por temporada |
| Bateo               | Bateo         | Bateo         |
| Estadística         | Marca         | Temporada     |
| ------------------- | ------------- | ------------- |
| Jonrones            | 306†          | 2019          |
| Carreras            | 1067*         | 1931          |
| Hits                | 1683          | 1930          |
| Dobles              | 327           | 2006          |
| Triples             | 110           | 1930          |
| Bases alcanzadas    | 2735          | 2019          |
| Dejados en base     | 1258          | 1996          |
| Ponches             | 1437          | 2019          |
| Bases robadas       | 289           | 1910          |
| Lanzamiento         |               |               |
| Hits permitidos     | 1566          | 1930          |
| Carreras permitidas | 898           | 1930          |
| Jonrones permitidos | 248           | 2019          |
| Ponches             | 1634          | 2018          |
| Shutouts            | 24            | 1951          |

| Leyenda | Leyenda                      |
| ------- | ---------------------------- |
| *       | Marca de la MLB (desde 1900) |
| †       | Segunda marca en la MLB      |
| #       | Marcas igualadas             |

## Área social y dimensión sociocultural

### Medios de comunicación

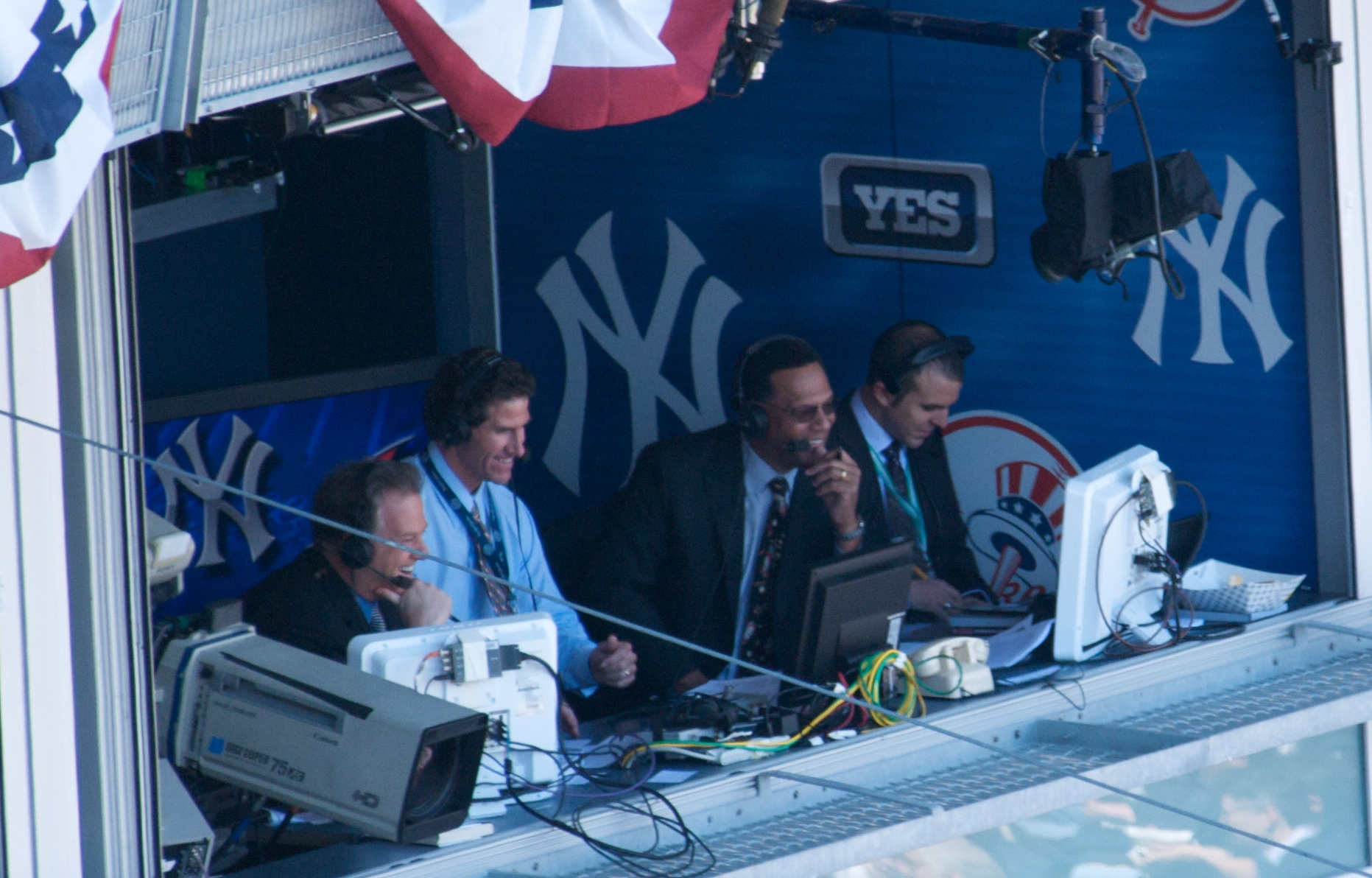
Los locutores Michael Kay, Paul O'Neill, Ken Singleton y Ryan Ruocco en la cabina de YES Network en 2009

Yankees Entertainment and Sports Network (YES), que empezó a emitir el 19 de marzo de 2002, es la cadena de televisión oficial del club. Asimismo, Michael Kay es el locutor de los partidos, en compañía de David Cone, John Flaherty, Ken Singleton y Paul O'Neill como analistas. De igual manera, Bob Lorenz presenta el programa previo y posterior al juego con Jack Curry, a la par que Meredith Marakovits y Nancy Newman ejercen de reporteras a pie de campo. Desde 2015, algunos encuentros se transmiten por la cadena local WPIX, si bien siguen siendo producidos por YES y cuentan con la participación de sus miembros. Por otro lado, disponen de un programa de radio, Yankees Radio Network, en la estación insignia WFAN, con John Sterling como locutor y Suzyn Waldman como comentarista, con al menos veinte emisoras afiliadas. Además, la cadena WADO, perteneciente a Univision, emite los juegos de los Yankees en español desde marzo de 2010, con las voces de Rickie Ricardo y Francisco Rivera.
Antes de WFAN, que adquirió los derechos de radio en 2014, los Yankees tuvieron otras estaciones insignia: WABC (1939-40), WOR (1942), WINS (1944-57), WMGM (1958-60), WCBS (1961-66), WHN (1967-70), WMCA (1971-77), WINS (1978-80), WABC 770 (1981-2001) y WCBS (2002-13). En cuanto a cadenas de televisión, aparte de YES Network y WPIX, las siguientes obtuvieron los derechos: WABD (1947-51), WPIX (1951-88), SportsChannel New York (1979-88), MSG Network (1989-2001), WNYW (1989-2001), WCBS-TV (2002-04), WWOR-TV (2005-14). Algunos de los locutores han sido Frank Messer (1968-86) y Mel Allen (1940-64), así como los exjugadores Phil Rizzuto (1957-96) y Bill White (1971-88).

### Temas musicales

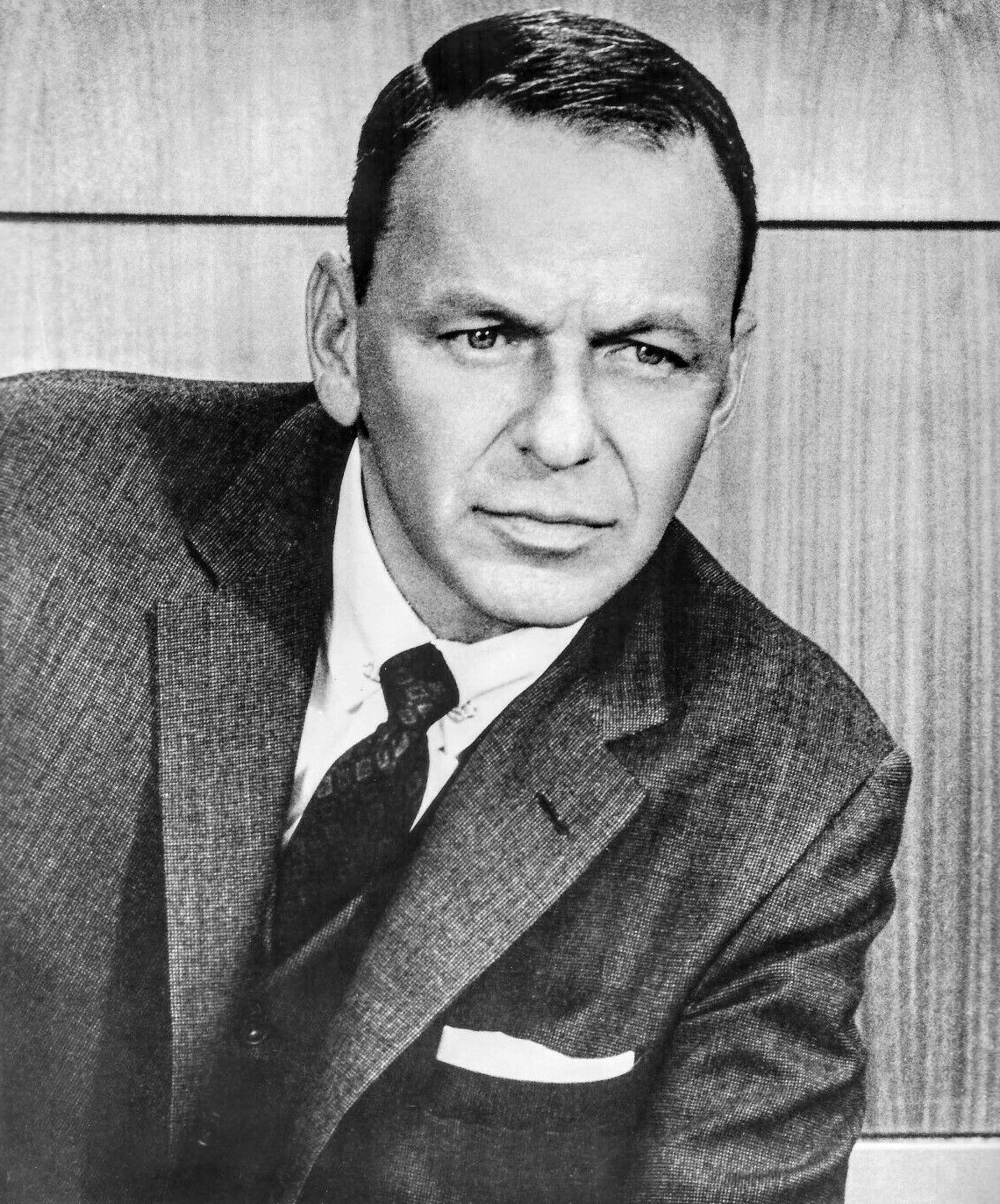
Frank Sinatra en 1965

La canción oficial del equipo es «Here Come the Yankees», escrita en 1967 por Bob Bundin y Lou Stallman. Sid Bass Orchestra and Chorus se encargó de interpretarla y su versión instrumental suena en las emisiones de la radio WCBS antes del comienzo de cada partido de los neoyorquinos, mientras que el canal de televisión WPIX la usó hasta aproximadamente 1990. Otra canción ligada al club es «New York, New York», que se pone en el estadio al final de los encuentros independientemente del resultado. La versión empleada es la de Frank Sinatra, aunque anteriormente la original de Liza Minnelli —para la película New York, New York (1977)— era utilizada cuando perdían, situación que no le gustó a la cantante y por la que en 2001 exigió un cambio. Sonó por primera vez en la temporada 1980, después de que, según Appel, un pinchadiscos de Le Club se la enviara al propietario George Steinbrenner y a este le gustara. La versión de Sinatra, quien comenzó a interpretarla en 1978, pertenece a su álbum Trilogy: Past Present Future (1980) y logró la posición 32 en la lista Hot 100 de la revista Billboard. Por su parte, el jefe de mercadotecnia John Fugazy dijo en una entrevista a The New York Times en 1980: «Tras el final de un juego, noté que la gente estaba parada en los pasillos y en sus asientos escuchando o entonando la canción. Y esto fue después de que el equipo perdiera. La pista te hace sentir que mañana ganarás de todos modos». Asimismo, a mediados de la década de 1990 se utilizó por un corto periodo una versión de «New York, New York» en la que Sinatra hace un dúo con Tony Bennett, pero se volvió a la anterior.

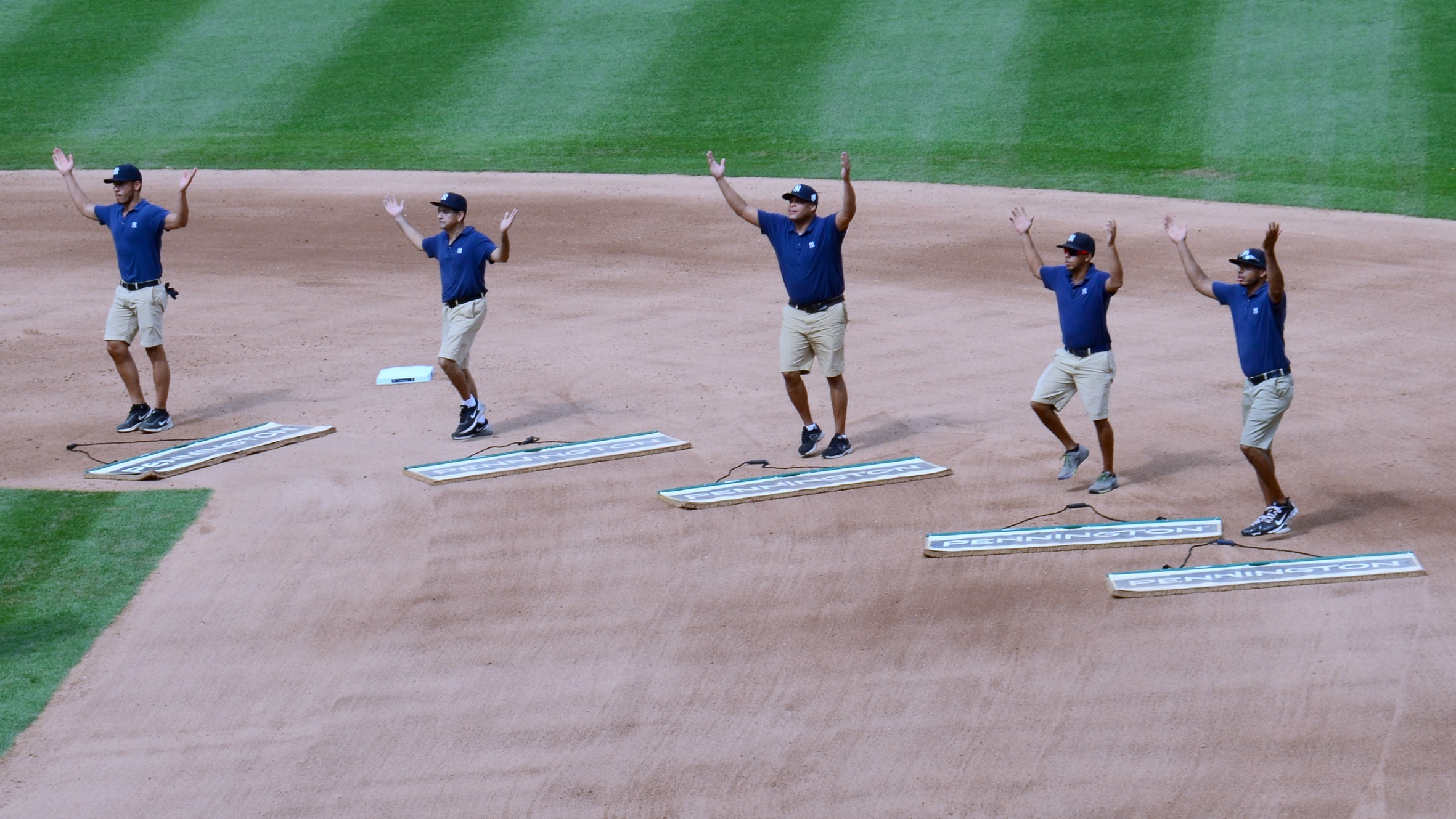
El equipo de campo haciendo un baile al ritmo de la canción «Y.M.C.A.» en 2016

Asimismo, en el momento en que salen al campo antes del comienzo de cada juego, se pone «Get Ready for This», del grupo de eurodance 2 Unlimited, y los fanáticos generalmente aplauden, a la vez que cuando anotan una carrera se reproduce un breve fragmento inicial de «Workaholic», de la misma banda. Por otra parte, en abril de 1965 se introdujo en el estadio un órgano Lowrey para ser tocado antes del juego y entre una entrada y otra; Toby Wright sirvió desde su puesta en marcha hasta 1966 y de 1971 a 1977, y Eddie Layton le tomó el relevo en los periodos de 1967 a 1970 y de 1978 a 2003. En su despedida, Layton, incluido en el Salón de la Fama de los Deportes de Nueva York en 1992, tocó la melodía beisbolística «Take Me Out to the Ball Game» al mismo tiempo que el público coreaba su nombre. En el último partido antes de la remodelación del Yankee Stadium en 1973, interpretó «Auld Lang Syne», que se suele emplear para momentos solemnes. Paul Cartier, quien usa un Hammond, sustituyó a Layton y es el actual organista, además del de los New York Islanders en el Nassau Coliseum. Cuando actúa para los Yankees, toca entre los quince y veinte minutos previos al comienzo de los encuentros, así como termina la mitad de la sexta y la séptima entrada con «Cumpleaños feliz» y «Take Me Out to the Ball Game», respectivamente; también ejecuta música cuando los neoyorquinos están al bate. De igual manera, a partir del 11 de septiembre de 2001 empezó a sonar «God Bless America» durante el tramo del séptimo episodio. Desde entonces se han ido rotando versiones, siendo la de Kate Smith una de las más utilizadas, pero debido a una controversia sobre supuestas letras racistas que cantaba en la década de 1930, se eliminó la suya. Además, desde 1996 el equipo de campo realiza en la quinta entrada un baile al ritmo de «Y.M.C.A.» —del grupo de música disco Village People—, a la vez que limpia el infield. Algunos jugadores tenían una canción propia para su salida al juego, como «Disco Inferno» para Bernie Williams, «Enter Sandman» para Mariano Rivera o «Godzilla» para Hideki Matsui.

### Mascota
La única mascota oficial que han tenido los Yankees ha sido Dandy, que estuvo entre 1979 y 1981. Era un pájaro grande de rayas que lucía un sombrero del equipo y tenía un bigote que le daba una apariencia similar a la del exjugador Thurman Munson. Ansiosos por agregar una figura de diversión, contrataron a Wayde Harrison y Bonnie Erickson —creadores de la mascota de los Philadelphia Phillies— para desarrollar una propia, y tras una reunión con Steinbrenner en la que discutieron sobre el tono de azul que podían usar, los Yankees arrendaron a Dandy por tres años y 30 000 USD. Debutó a finales de julio de 1979, aunque cuando Munson murió en un accidente de avión el 2 de agosto, Dandy hizo una pausa como consecuencia del parecido entre ambos. Por otro lado, si bien el organista Eddie Layton compuso una canción para Dandy, nunca se llegó a tocar. Después de expirar el contrato, Harrison y Erickson rechazaron la solicitud de los Yankees de renovar, pues sintieron que no recibió el apoyo necesario por parte de la gerencia. De igual manera, existieron algunas mascotas no oficiales, como una ardilla que Teddy Kider, de The New York Times, apodó «Left Field Ratatösk». Finalmente, aunque Steinbrenner dio la aprobación, en 1998 afirmó que «no recordaba» a Dandy, mientras que el vicepresidente de desarrollo comercial Joseph M. Perello y el consejero general Lonn Trost no sabían que los Yankees alguna vez tuvieron una mascota.

### Afición
Con su éxito recurrente desde la década de 1920, los Yankees han sido desde entonces uno de los equipos más populares del mundo, con una base de fanáticos provenientes de más allá del área metropolitana neoyorquina. Tanto es así que son el equipo de las Grandes Ligas con más seguidores en las redes sociales, con 3.4 millones en Twitter (abril de 2021), 8.52 en Facebook (agosto de 2020) y 2.50 en Instagram (noviembre de 2019), según datos de la empresa Statista. Por otro lado, la Oficina de Presupuesto Independiente de Nueva York situó en un estudio realizado en 1998 que el 33 % de fanáticos era residentes en el estado, con Manhattan como el distrito con la mayor cantidad (13 %) y Staten Island con la menor (1 %), mientras que fuera de él, Nueva Jersey tenía hasta un 22 %. A pesar de ello, debido a su éxito, a muchos fanáticos de otros equipos no les gustan los Yankees, y a veces reciben los apelativos de «zoo del Bronx» (haciendo eco al título de un libro del exjugador Sparky Lyle) e «imperio del mal». Asimismo, cuando están de gira, es común que los fanáticos locales griten «Yankees Suck» (los «Yankees la chupan», en español), y se han vendido camisetas y otros artículos con estas palabras. En cuanto a la asistencia al estadio, en 1920 cuantificaron por primera vez más de un millón, mientras que en 1946 albergaron una cifra superior a los dos millones. De igual manera, han sobrepasado el promedio de la liga en más de ochenta ocasiones, si bien en los años más recientes, durante 1990, 1991, 1992 y 1994 no lo lograron. Desde 1999 no han bajado de los tres millones —sin contar 2020 debido a una pandemia—, alcanzado su récord en 2008, la última campaña en el viejo Yankee Stadium, con cerca de 4.3 millones. En 2005 se convirtieron en la tercera franquicia estadounidense en atraer al menos cuatro millones de espectadores a su campo en una temporada, y hasta 2009 repitieron esa cifra de manera consecutiva.

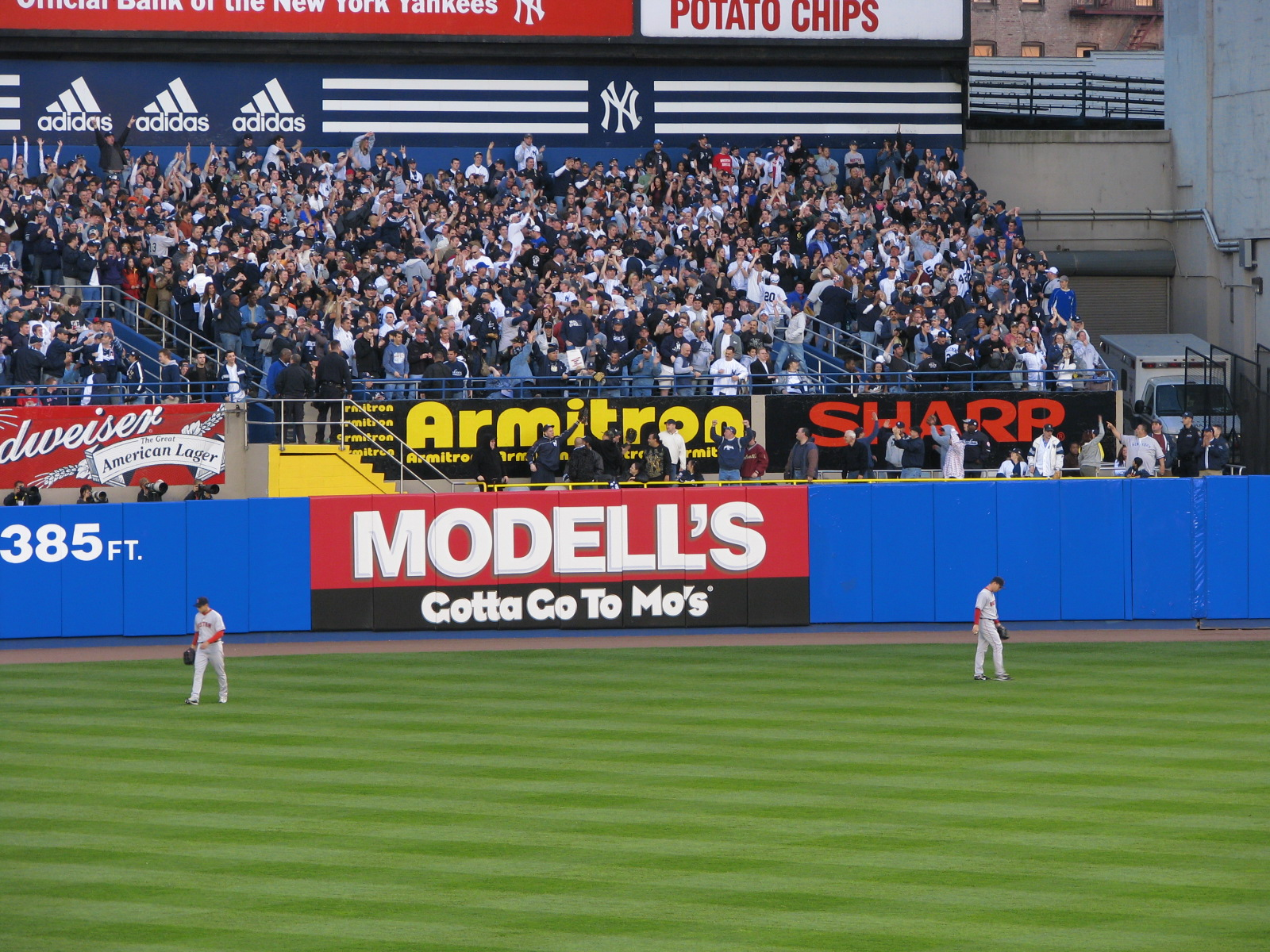
Los «Bleacher Creatures» en el viejo Yankee Stadium

Por otro lado, tienen varias organizaciones y acontecimientos especiales para con sus fanáticos, como el «día de los veteranos», evento en el que se honra a exjugadores con partidos de exhibición y que se realiza todos los años desde 1947. Otro ejemplo es la asociación benéfica Yankees Universe, que desde su creación en 2006 apoya al Memorial Sloan Kettering Cancer Center a través de las ganancias por donaciones y venta de camisetas. Más actividades incluyen el apoyo al arte, la educación, el estilo de vida saludable, así como a las actividades sociales y recreativas para la juventud, mediante programas o ayudas monetarias. También dirigen el evento anual Yankees HOPE Week, que premia a las «personas, familias u organizaciones dignas de apoyo», a la par que la plantilla participa con el «objetivo de conectarse personalmente con individuos en el marco de sus mayores logros personales». Se inició en 2009, así como que tiene lugar en verano y una duración de cinco jornadas, en las que los invitados «comparten sus historias inspiradoras con los jugadores, los fanáticos y los medios de comunicación, mientras se sorprenden con el día de sus sueños», con una visita final al estadio para asistir a un juego. Asimismo, poseen un grupo de ultras llamado «Bleacher Creatures», ubicados en la sección 203, en las gradas del jardín derecho, mientras que en el viejo campo ocupaban la sección 39. Son conocidos por su canto «Roll Call» antes del primer lanzamiento de su equipo, cuando gritan el nombre del jardinero central, hasta que este responde con un saludo, tras lo que prosiguen de la misma manera con otros jugadores. Sin embargo, según recogió el reportero de Seattle Post-Intelligencer Dan Raley en 2001, muchas personas han tenido un punto de vista negativo hacia ellos por su notoria actitud hacia los fanáticos y beisbolistas rivales, a la vez que los calificó como «ajenos al mundo exterior: exigentes, implacables y venenosos». A pesar de ello, ABC World News Tonight publicó en 2009 un segmento en el que los llamó «los fanáticos más leales que cualquier equipo podría desear».
En 2017, la gerencia del equipo ordenó la creación de un sector de hinchas dentro de la sección 104 llamado «The Judge's Chambers», con el objetivo de reunir a los fanáticos del jardinero Aaron Judge. Los aficionados —elegidos a través de Twitter— se disponen en una grada de dieciocho asientos que simula la mesa de un juez, a la vez que se visten con túnicas negras y pelucas blancas. En cuanto a productos, tienen varias tiendas, entre ellas una en Times Square y otra entre Park Avenue y Lexington, en las que se pueden comprar antigüedades, ropa y objetos especiales de la entidad. De todos los artículos, los más famosos son las distintas gorras hechas por New Era, que se han convertido en parte de la cultura popular y que en 2003 alcanzaron los más de veinte millones de ejemplares vendidos, si bien se les suele «atribuir un aire “gamberro” a las personas que la llevan», según Mundo Deportivo. Se ha visto a cientos de famosos con distintas variedades de ellas, como Cristiano Ronaldo para el evento FIFA Balón de Oro 2012, Jay-Z, Beyonce, Fred Durst, Kendall Jenner, Denzel Washington, Muhammad Ali, Gigi Hadid, Justin Bieber, 50 Cent o LeBron James.

### En la cultura popular

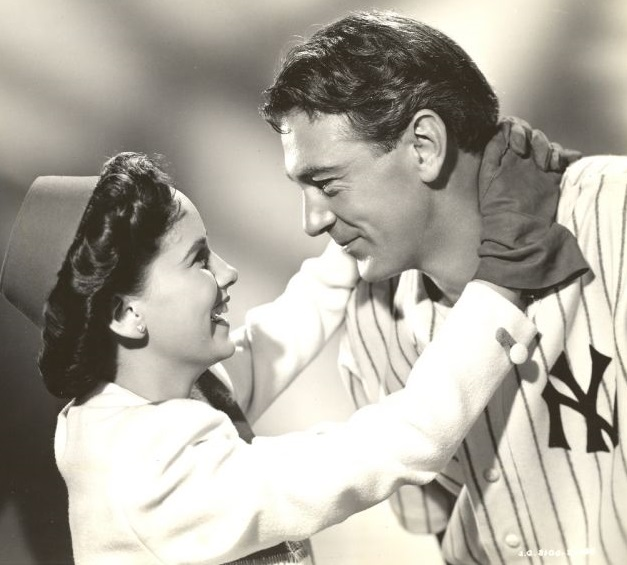
Teresa Wright y Gary Cooper en El orgullo de los Yanquis (1942)

El equipo neoyorquino ha aparecido en una variedad de producciones —más de mil en total, de acuerdo con el compilatorio WorldCat—, entre las cuales se incluyen series televisivas, obras de teatro, animaciones, largometrajes, libros y videojuegos. Entre las películas se encuentra El orgullo de los Yanquis (1942), que dirigida por Sam Wood y protagonizada por Gary Cooper, Teresa Wright y Walter Brennan, es un tributo a Lou Gehrig, quien murió de esclerosis lateral amiotrófica —también llamada «enfermedad de Lou Gehrig»— en 1943. Además de los actores profesionales, aparecen algunos jugadores como Babe Ruth, Bill Dickey y Bob Meusel, que se interpretaron a sí mismos. Se posicionó como una de los filmes más taquilleros de su año, a la vez que en la 15.ª edición de los Premios Óscar ganó el galardón al mejor montaje y más nominaciones en las categorías a la mejor película, mejor actor, mejor actriz, mejor guion original, mejor argumento, mejor fotografía en blanco y negro, mejor diseño de producción, mejor sonido, mejores efectos visuales y mejor banda sonora original. A su vez, el American Film Institute lo ubicó en el puesto veintidós de su lista 100 años... 100 inspiraciones y en el tercero de 10 Top 10 Deportes, así como a Gehrig en el veinticinco de 100 años... 100 héroes y villanos.
Otro es el largometraje biográfico The Babe Ruth Story (1948), basado en la novela homónima, dirigido y producido por Roy Del Ruth y con William Bendix y Claire Trevor como protagonistas en los papeles de Babe Ruth y su segunda esposa Claire, respectivamente. Fue lanzado rápidamente tras la noticia del deterioro de la salud de Ruth, que murió poco tiempo después. Además de The Babe Ruth Story, otra película que se centra en la carrera de Ruth y su estancia en los Yankees es El ídolo (1992) —The Babe, en inglés—, dirigida por Arthur Hiller y con los actores John Goodman y Kelly McGillis como principales. Asimismo, está la comedia Safe at Home! (1962), en la cual Mickey Mantle y Roger Maris se interpretan a sí mismos en una historia sobre un joven que se muda a Florida y les dice a sus amigos de las Ligas Menores que su padre conoce a los Yankees, incluidos ambos jugadores, pero es mentira. Tanto Mantle como Maris son representados por Barry Pepper y Thomas Jane en el telefilme 61* (2001), producido por HBO Films y con la dirección de Billy Crystal, en el que buscan romper el récord de jonrones de Ruth en una temporada. Recibió doce nominaciones, entre ellas una a mejor telefilme, y dos galardones en los Premios Primetime Emmy de 2001.
De igual manera, existen animaciones como Héroe de todos (2006), en la que el protagonista es un joven fan de los Yankees que tiene que encontrar un famoso bate robado para que Ruth pueda jugar con él y con ello ganar la Serie Mundial de 1932, y Henry & Me (2014), que cuenta la historia de un niño enfermo que conoce a varias leyendas de la entidad neoyorquina. También está la comedia El cazatalentos (1994) —The Scout, en inglés—, que dirigida por Michael Ritchie y con las participaciones de Brendan Fraser y Albert Brooks, relata las aventuras de un reclutador de los Yankees que viaja hasta México, donde encuentra a buen beisbolista, pero inmaduro y problemático. Además, el musical Damn Yankees, dirigido por George Abbott y estrenado en 1955, basado a su vez en la novela The Year the Yankees Lost the Pennant (1954), de Douglass Wallop, es un recuento moderno de la leyenda del Fausto ambientado durante la década de 1950 en Washington D. C., cuando los Yankees dominaban las Grandes Ligas. Tuvo más de mil funciones en su producción original en el Broadway, a la vez que recibió diez candidaturas en la 10.ª edición de los Tony, de las que ganó ocho, mientras que su versión de 1994 superó las setecientas actuaciones y obtuvo otras tres nominaciones en la 48.ª entrega de los Tony. El musical se adaptó al cine en 1958 bajo el mismo nombre —Malditos yanquis, en español— y con la dirección de Abbott y Stanley Donen, así como con la participación de Tab Hunter, Gwen Verdon y Ray Walston.
Otra obra de teatro de Broadway es Bronx Bombers, que estrenada en 2014 y escrita por Eric Simonson, se centra en Yogi Berra y su esposa, Carmen, mientras interactúan con otros jugadores de diferentes épocas. Por otro lado, ESPN ha realizado varias producciones como la miniserie The Bronx Is Burning (2007), de ocho episodios y protagonizada por John Turturro, Oliver Platt y Daniel Sunjata, que está basada en el libro Ladies and Gentlemen, the Bronx Is Burning (1977), de Jonathan Mahler, que trata sobre el conflicto de Billy Martin y Reggie Jackson bajo la directiva de George Steinbrenner. De igual manera, jugadores de los Yankees han salido en las portadas de varios videojuegos, como es el caso de los All-Star Baseball de 2000 a 2005, MLB '98 y MLB The Show 18, así como todos los MLB 2K de 2003 a 2007.

## Rivalidades

### Boston Red Sox

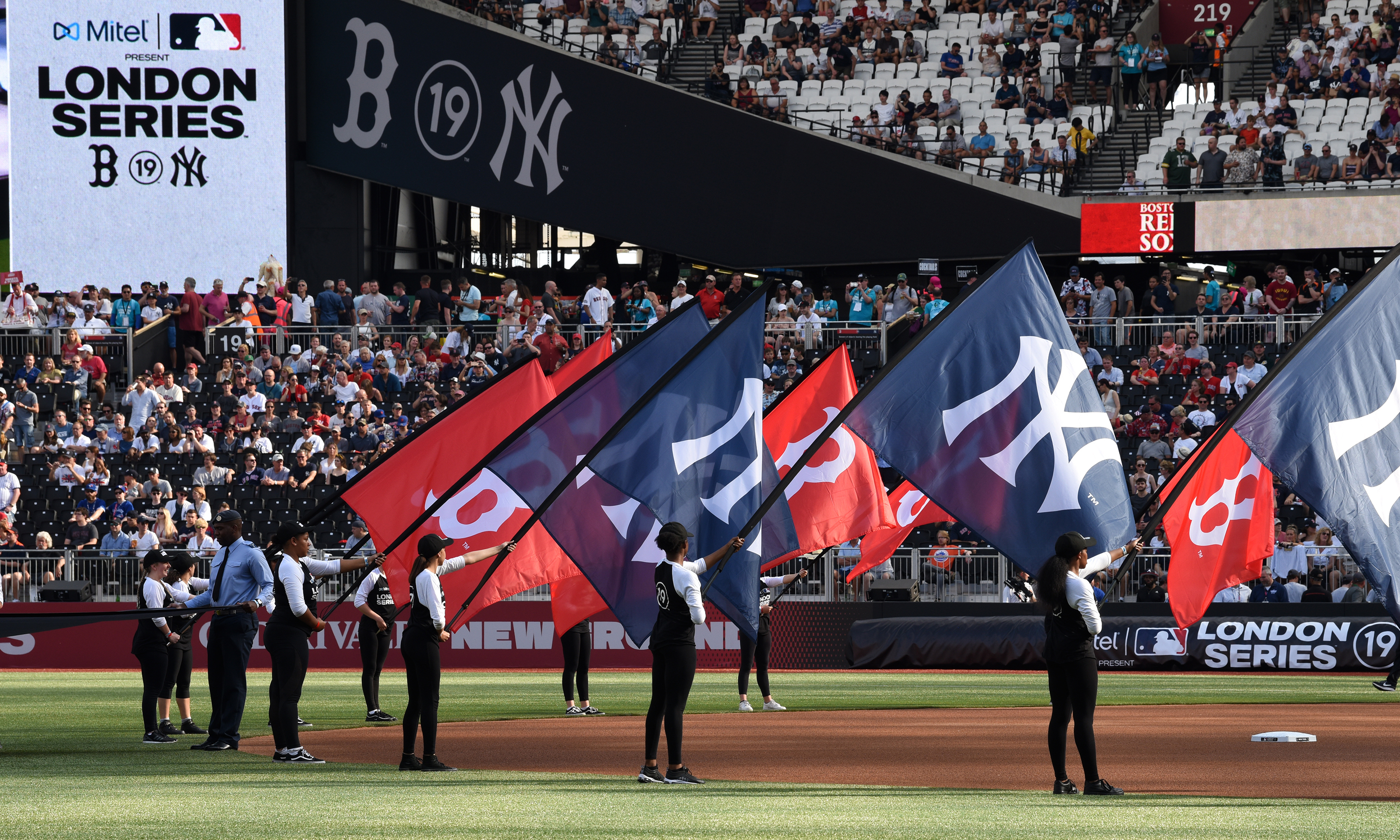
Ondean banderas de los Red Sox y los Yankees antes del primero de los dos partidos jugados en Londres

Los Yankees tienen una rivalidad con los Boston Red Sox, pues ambos han competido en la Liga Americana durante más de cien temporadas y juegan en la División Este. Uno de los hechos que inició el enfrentamiento fue cuando en 1919 los Red Sox vendieron a los neoyorquinos al jugador estrella Babe Ruth, a lo que siguió un período de ochenta y seis años en el que los de Boston no ganaron una Serie Mundial. Esto llevó a la popularización de una superstición conocida como la «maldición del Bambino», uno de los aspectos más conocidos de la rivalidad. Los encuentros entre los dos equipos son considerados por algunos periodistas como la mayor rivalidad deportiva tanto de Estados Unidos como de todo el mundo, por lo que generan un interés considerable y reciben una amplia cobertura de los medios, incluida la transmisión en la televisión nacional. También se muestra fuera de la cancha, ya que ha llevado a episodios de violencia entre los fanáticos, e incluso a la atención de políticos y otros atletas.
De las más de dos mil veces que se han encarado, los de Boston poseen la racha más larga de victorias consecutivas, con diecisiete desde octubre de 1911 hasta julio de 1912. Por su parte, para los Yankees la mayor serie de triunfos enfilados es de doce y se ha repetido en tres periodos (1936, 1952-53 y 2019-20). De igual manera, se han enfrentado en las eliminatorias cuatro veces, los neoyorquinos ganaron la Serie de Campeonato de 1999 y 2003, a la par que los Red Sox se hicieron con la de 2004 y la Divisional de 2018. Además, han jugado entre ellos en dos ocasiones en la última secuencia de la temporada regular para decidir el título de liga; en 1904 lo obtuvieron los bostonianos y en 1949 neoyorquinos. Por otro lado, en 1978 terminaron iguales en el primer lugar, por lo que se organizó un partido de desempate que ganaron los Yankees con un resultado de 5-4. En 2019, los dos conjuntos disputaron un par de encuentros en el Estadio de Londres, como parte de un acuerdo de la MLB para llevar el béisbol a Reino Unido, en los que los de Nueva York se impusieron por 17-13 y 12-8.

### Serie del Subway

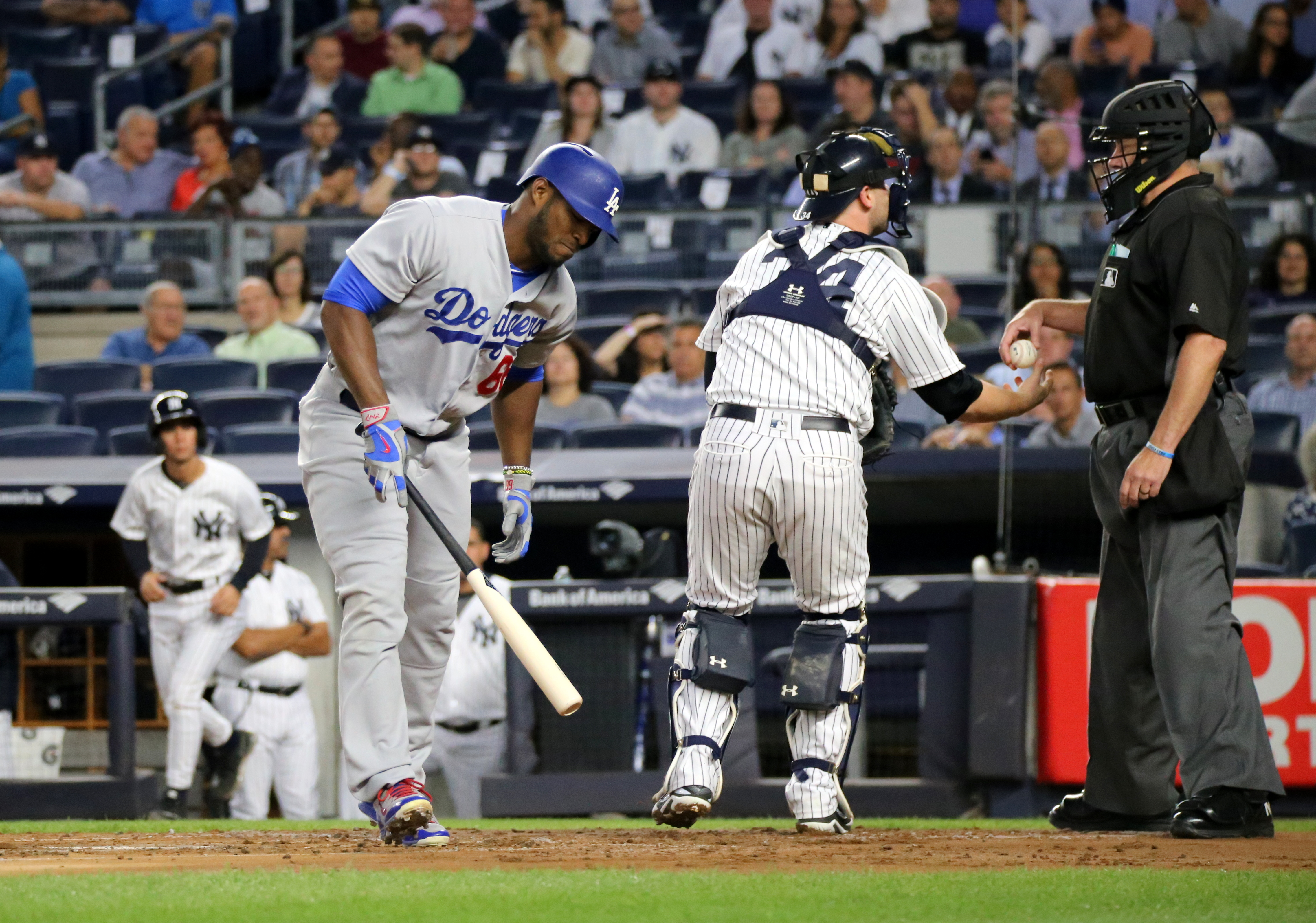
Yankees frente a Dodgers en 2016

La Serie del Subway (Subway Series, en inglés) es el término que se refiere a los partidos que disputan los dos equipos de Nueva York, actualmente los Yankees y los Mets. Hasta que comenzaron los juegos interligas en 1997, ambos solo se habían encontrado en exhibiciones, pero desde la implementación se han enfrentado en todas las temporadas regulares, con seis juegos anuales. Por otro lado, se llegaron a medir en la Serie Mundial de 2000, con victoria de los Yankees por 4-1 y un incidente entre Mike Piazza y Roger Clemens en el segundo partido, en el momento en el que Clemens rompió el bate del primero en un lanzamiento. Según Javier Ansorena, de ABC, los Mets son un club con una afición de la «clase trabajadora», pues la mayoría de fanáticos se encuentran en Queens —donde tienen su estadio—, en Brooklyn y en los «barrios más pobres» de Manhattan.
Otra de las rivalidades la tienen con Los Angeles Dodgers, ya que ambos han coincidido doce veces en la Serie Mundial, más veces que cualquier otro par, con ocho triunfos de los Yankees (1941, 1947, 1949, 1952, 1953, 1956, 1977 y 1978) y cuatro de los Dodgers (1955, 1963, 1981 y 2024). La importancia inicial se materializó por la proximidad de los dos, pues inicialmente estaban asentados en la ciudad neoyorquina de Brooklyn, si bien se mudaron a Los Ángeles en 1958. Aunque la competencia surgió de los numerosos encuentros en la Serie Mundial, no se han enfrentado en ella desde 1981, mientras que jugaron por primera vez en la temporada regular en 2004, ya que al ir rotando los contrincantes, esto se da cada tres años. Los San Francisco Giants también han sido rivales históricos de los Yankees, pues comenzaron en Nueva York antes de que se mudaran a la Costa Oeste. Previo a los juegos interliga, se vieron frente a frente en las Series Mundiales de 1921, 1922, 1923, 1936, 1937, 1951 y 1962, donde los Yankees ganaron las últimas cinco. Al igual que con los Dodgers, juegan entre ellos en la temporada regular cada tres años.

## Categorías inferiores

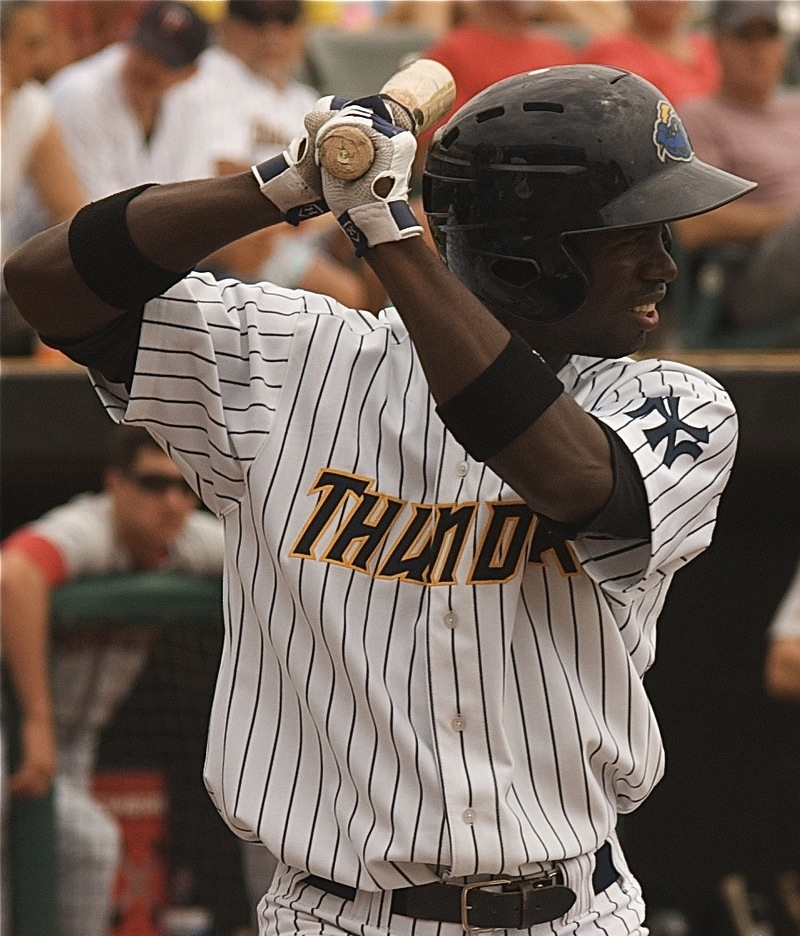
Melky Mesa con los Trenton Thunders en 2012

El sistema de formación de los Yankees consta de siete filiales situados en las Ligas Menores en los Estados Unidos y la República Dominicana, de los cuales cinco pertenecen al club y otros dos —los Somerset Patriots y Hudson Valley Renegades— son de propiedad independiente. Los FCL Yankees han estado afiliados desde 1980, y antes de 1964 a 1966, lo que lo convierte en el conjunto que más tiempo lleva con los neoyorquinos, a la vez que en él se formaron jugadores como Mariano Rivera o Dereck Jeter. Los Yankees compraron su primer club, los Chambersburg Maroons, en 1929, en un esfuerzo por reducir el costo de obtener jugadores, y en 1937 llegaron a quince equipos.  Los beisbolistas desarrollados en el sistema ingresaron a la plantilla principal a partir de mediados de la década de 1930, y hasta principios de la de 1960 esta siguió siendo el principal método para conseguir jugadores.
Por otro lado, los lesionados del primer equipo pueden rehabilitarse en los afiliados de las Ligas Menores, como el caso de CC Sabathia en 2014 con los Trenton Thunder. Asimismo, cuentan con dos conjuntos en la Dominican Summer League de la República Dominicana, país en el que tienen una academia ubicada en Boca Chica desde 2005, con el fin de «adquirir y producir el mejor talento en América Latina» y que ha tenido varios debutantes en las Grandes Ligas. Además de los dominicanos y los FCL Yankees —que son de temporada corta—, la lista la completan los Scranton/Wilkes-Barre RailRiders desde 2007, los Tampa Tarpons desde 1994 y los Renegades y los Patriots desde 2021.
| Equipos afiliados a los Yankees |                             |                                  |                              |                              |
| Nivel                           | Liga (División)             | Equipo                           | Estadio                      | Localización                 |
| Triple A                        | Este (Norte)                | Scranton/Wilkes-Barre RailRiders | PNC Field                    | Moosic, Pensilvania          |
| Doble A                         | Noroeste (Noroeste)         | Somerset Patriots                | TD Bank Ballpark             | Bridgewater, Nueva Jersey    |
| Clase A Avanzada                | Este (Norte)                | Hudson Valley Renegades          | Dutchess Stadium             | Wappingers Falls, Nueva York |
| Clase A                         | Sureste (Este)              | Tampa Tarpons                    | George M. Steinbrenner Field | Tampa, Florida               |
| Novato                          | Florida Complex (Norte)     | FCL Yankees                      | George M. Steinbrenner Field | Tampa, Florida               |
| Novato                          | Dominican Summer (Sur)      | DSL Yankees 1                    | New York Yankees Complex     | Boca Chica, Santo Domingo    |
| Novato                          | Dominican Summer (Noroeste) | DSL Yankees 2                    | New York Yankees Complex     | Boca Chica, Santo Domingo    |

## Relaciones con otros equipos
En enero de 2007 llegaron a un acuerdo con la Asociación China de Béisbol (ACB) para permitir que reclutadores y entrenadores trabajaran en el país con el objetivo de promover el béisbol y juzgar el talento. Se anunció en una conferencia en Pekín, y el caso sentó un precedente entre un equipo de las Grandes Ligas y la región china. Asimismo, se dispuso que los Yankees debían proporcionar a la ACB «orientación en la formación de jugadores, lo que incluirá el envío de personal», así como de manera inversa esta pudiera mandar individuos a las instalaciones neoyorquinas. El presidente Randy Levine se mostró entusiasmado y declaró al respecto: «Este convenio marca otro hito en la evolución internacional del béisbol». De igual manera, en 2008 anunciaron una empresa conjunta con los Dallas Cowboys para formar la base de una asociación en el suministro de alimentos y bebidas, además de otros servicios de cáterin en los estadios de ambos equipos. Llamada Legends Hospitality, en 2017 Forbes estimó su valor en 750 millones USD, a la par que desde su creación se ha expandido para ayudar a otras entidades a construir y operar campos de juego.

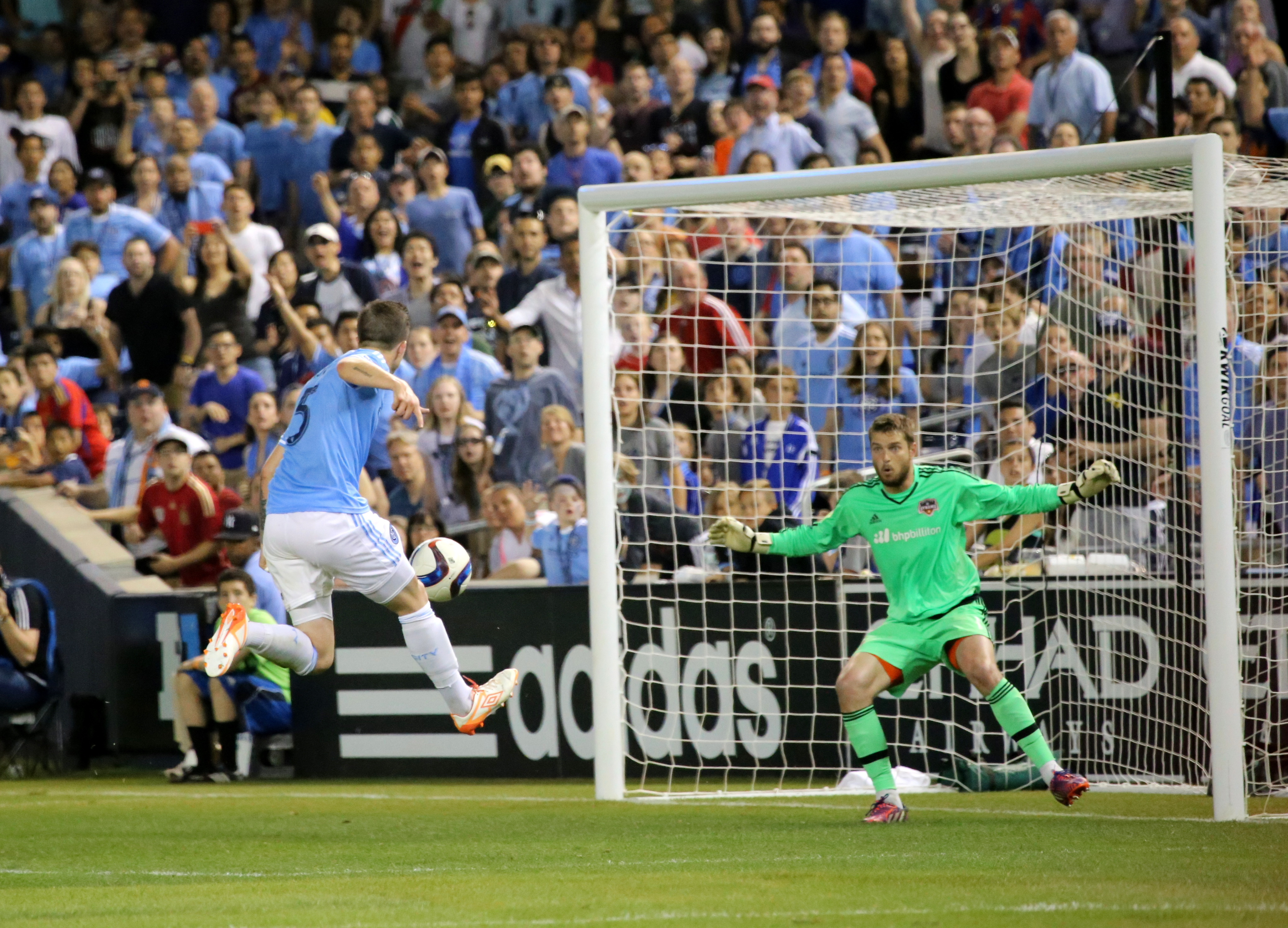
Partido del New York City F. C. en el Yankee Stadium en 2015

Los Yankees también tienen relaciones con los Yomiuri Giants, de la Liga Japonesa de Béisbol Profesional, quienes son el conjunto más ganador del país. Se aliaron con los neoyorquinos en noviembre de 2002, a través de siete puntos principales a cumplir ambos el uno con el otro: intercambio de información sobre jugadores, canje de reglas y regulaciones, al menos una reunión anual, trueque de personal de categorías inferiores (sin incluir beisbolistas), apoyo por parte de los Yankees en la búsqueda de talento de América Latina, y viceversa los Giants en Asia, e informar sobre tecnología a cerca del acondicionamiento y rehabilitación. El club japonés proporcionó al bateador Hideki Matsui en 2003, mientras que un año después de la adquisición, los Yankees viajaron hasta el país para medirse en un amistoso contra ellos, por primera vez en cuarenta y nueve años. Tiempo después, en 2006, afianzaron su afinidad al formar una empresa conjunta con Yomiuri Shimbun, dueño del periódico homónimo y de los Giants, movimiento del que Levine dijo: «No es solo una relación beisbolística, sino también de negocios».
También han encontrado amistades con equipos de fútbol, como el Manchester United, con el que en febrero de 2001 llegaron a un acuerdo de comercialización conjunta, con el fin de aprovechar sus marcas para desarrollar ofertas de mercadería y medios más rentables para el otro en sus mercados locales. Por entonces, el conjunto inglés era el mejor valorado de todo el balompié mundial, y buscaba, además, promocionar su gira de 2003 por Estados Unidos, así como su nombre y marca en el país. Con el otro club de la ciudad inglesa, el Manchester City, pagaron en 2013 la tarifa de expansión de cien millones de dólares para que el New York City se uniera a la Major League Soccer. Los Yankees poseen un 20 % de la propiedad —por medio de Yankee Global Enterprises—, mientras que los de Mánchester tienen el 80 % restante —a través de la sociedad gestora City Football Group—. Desde su primera temporada, en 2015, han jugado en el Yankee Stadium, si bien han surgido planes de mudarse a un nuevo campo.